# St-Austremoine (Issoire)

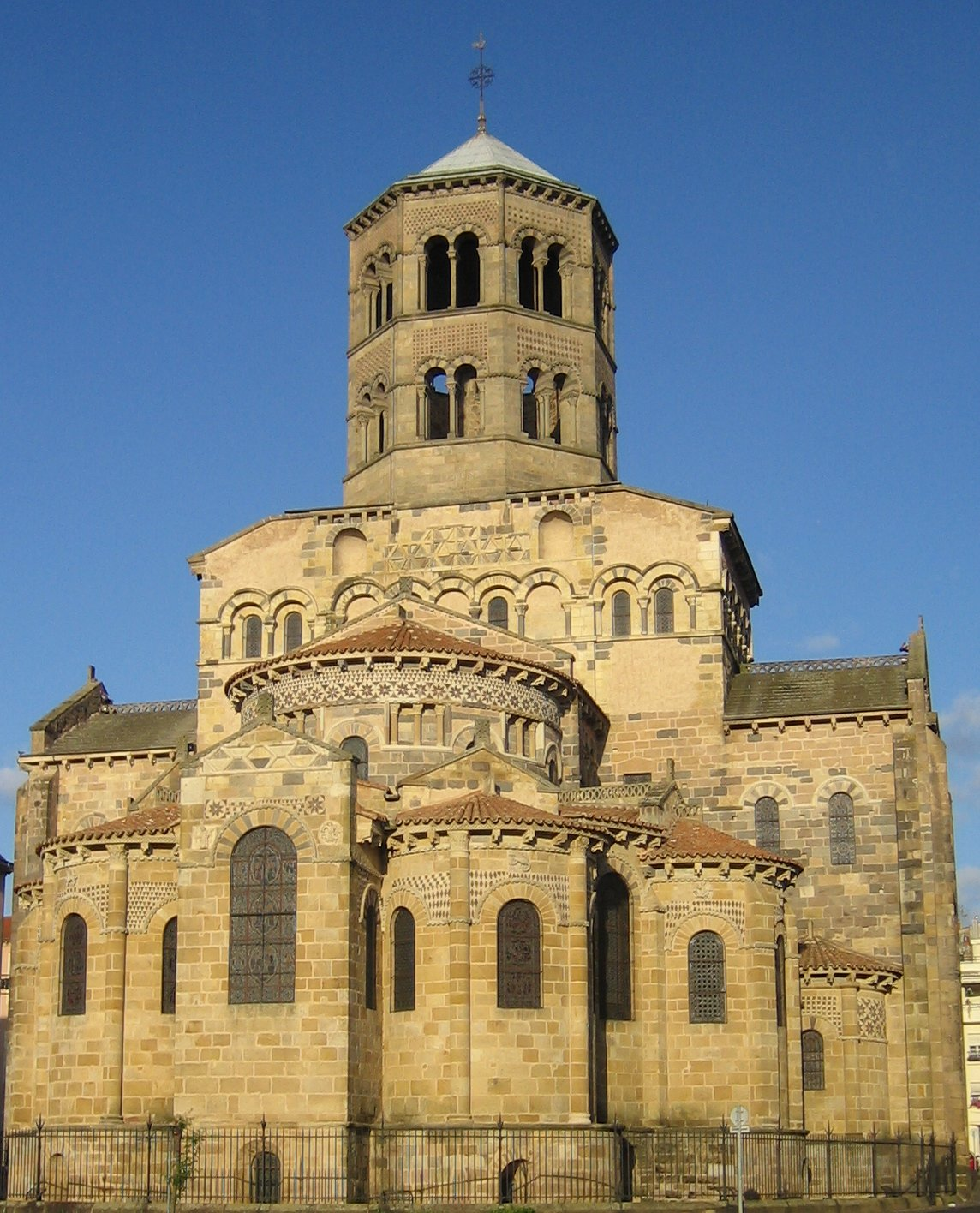
Saint-Austremoine d’Issoire, Chorhaupt, von O

Die ehemalige Benediktinerabteikirche Saint-Austremoine liegt in der französischen Stadt Issoire in der Region Auvergne-Rhône-Alpes im Département Puy-de-Dôme am Fluss Allier und 37 km südlich von Clermont-Ferrand.
Saint-Austremoine gehört zu den sechs Hauptkirchen der romanischen auvergnatischen Bauschule in der Basse-Auvergne (Limagne), einer Landschaft um die Stadt Clermont-Ferrand. Es handelt sich um die Kirchen (in Reihenfolge ihrer Größen): Saint-Saturnin, Saint-Nectaire, Notre-Dame d’Orcival, Notre-Dame-du-Port de Clermont-Ferrand, Mozac, und Saint-Austremoine d’Issoire. Die Mutterkirche dieses Stiltypus war die vorromanische Kathedrale von Clermont-Ferrand, die einem gotischen Neubau weichen musste. Diese Kirchen weisen zahlreiche Ähnlichkeiten auf, so dass man annehmen kann, dass sie von demselben Baumeister erschaffen wurden.
St-Austremoine d’Issoire ist die großräumigste und vollständigste dieser Hauptkirchen. Ihr Äußeres ist reicher als das aller anderen geschmückt. Das Bauprojekt von Issoire war von hoher Bedeutung und scheint in einer einzigen Ausführungskampagne ohne jede Unterbrechung abgeschlossen worden zu sein. Allein im Westbau findet man im Narthex Mauerwerksreste einer älteren Kirche, die über einen längeren Zeitraum Vorhalle gewesen sein soll.

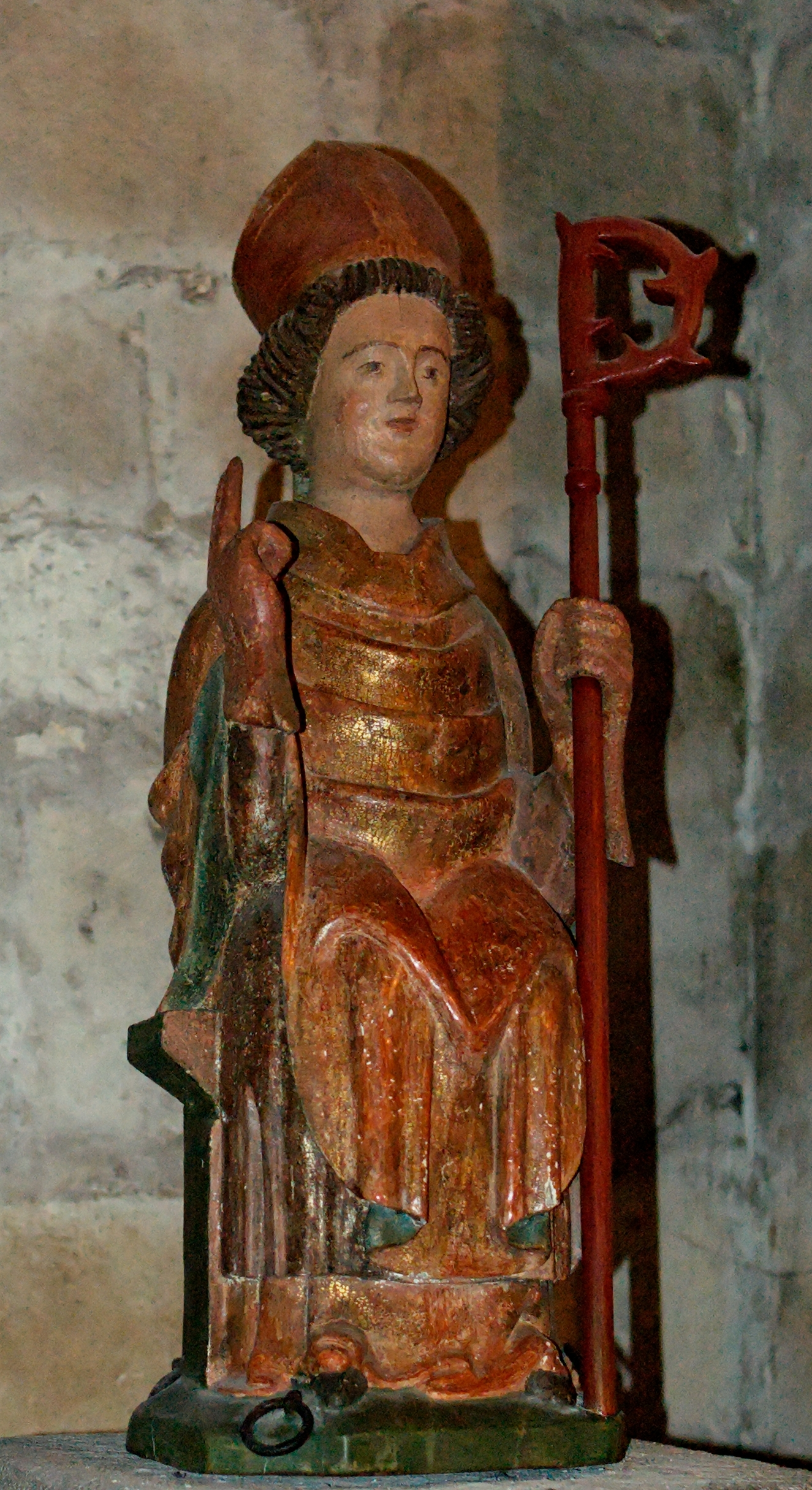
Saint-Austremoine, Statue, 17. Jahrhundert

## Geschichte
Das gallo-römische Iciodurum geht auf eine Gründung des Keltenstamms der Arverner zurück. Es wurde auch Isiodorens genannt und später lange Zeit – bis zur Revolution – Yssoire geschrieben.
Der heilige Stremonius oder Stramonius (frz. Saint Austremoine oder Austromoine) war einer von sieben Bischöfen, die von Papst Fabian (* vor 200; † 20. Januar 250) in der Mitte des 3. Jahrhunderts von Rom nach Gallien gesandt worden sein sollen, um das Evangelium zu predigen. Nach Gregor von Tours soll das nach 250 gewesen sein. Heutigen Forschungen zufolge wurde die Gegend aber erst im 4. Jahrhundert christianisiert.
Saint Austremoine war der erste Apostel der Auvergne und der erste Bischof von Clermont. Zu Lebzeiten von Gregor von Tours (538/39 bis 594) befand sich seine Grabstätte in Issoire. Gregor berichtete, dass der Diakon Cautin, den er persönlich kannte und der später Bischof von Clermont war, die Verehrung des in Vergessenheit geratenen Heiligen wieder aufleben und seine Grabstätte dekorieren ließ.
Die Reliquien des Saint Austremoine wurden um 675 bis 690 wahrscheinlich von Avis II., Bischof von Clermont, nach Volvic überführt und neben der Grabstätte des Saint-Praejectus, der sein Vorgänger war, erneut bestattet. Um 848 erfolgte eine weitere Überführung von Volvic nach Mozac in Anwesenheit eines Königs Pippin, vermutlich Pippin II. von Aquitanien (* wohl 823; † nach 864 in Senlis).
Das Kloster von Issoire ist sehr alt. In einem Text aus dem 9. Jahrhundert, der Vita prima Austremonii, heißt es, dass seine Gründung auf Saint Austremoine selbst zurückgehe. Diese Behauptung ist allerdings unwahrscheinlich, kann aber als Hinweis für das hohe Alter angesehen werden.
Im 10. Jahrhundert stellten die Mönche der Benediktinerabtei Charroux im Poitou (gegründet 785), die mit ihren Reliquien vor den Normannen nach Pierre-Encize (Saint-Yvoine) in der Auvergne geflohen waren, das Kloster von Issoire wieder her. Sie brachten das Schädelreliquiar des Saint Austremoine mit, dass ihnen angeblich von Roger von Aquitanien übergeben worden war.
Unter dem Episkopat von Bernhard, Erzbischof von Clermont um 940, ließ Abt Gilbert eine Basilika mirae magnitudinis, „eine Basilika von erhabener Größe“, errichten. Diese Information wurde durch eine Schrift aus dem Jahr 1197 überliefert, die über eine in Mozac erfolgte Anerkennung der Reliquien des heiligen Austremoine aufgrund von Streitigkeiten zwischen den beiden Abteien berichtet. Bei dieser Kirche handelte es sich wahrscheinlich um den Vorgängerbau der heutigen.
Über den Zeitpunkt der Erbauung der heutigen Kirche gibt es keine schriftlichen Belege. Sie wird aber gemeinhin auf das zweite Drittel des 12. Jahrhunderts (zwischen 1133 und 1166) datiert.
Gegen Ende des 11. Jahrhunderts setzten die Pilgerfahrten nach Santiago de Compostela in Nordspanien ein. Ihre große Blütezeit war die erste Hälfte des 12. Jahrhunderts, als die Pilger jährlich zu Hunderttausenden nach Süden zogen. So bildete sich der Jakobsweg in Frankreich aus vier Hauptrouten und einem Netz zahlreicher Nebenrouten. An diesen Wegen entstanden zahlreiche neue Kirchen, Klöster, Hospize, Herbergen und Friedhöfe; vorhandene Einrichtungen wurden den neuen Anforderungen entsprechend erweitert. Man brauchte für eine Pilgerkirche vor allem große Bewegungsflächen für die zahlreichen Pilger, wie Chorumgänge und Seitenschiffe, Emporen sowie möglichst viele Kapellen zur Präsentation von Reliquien und deren Verehrung.

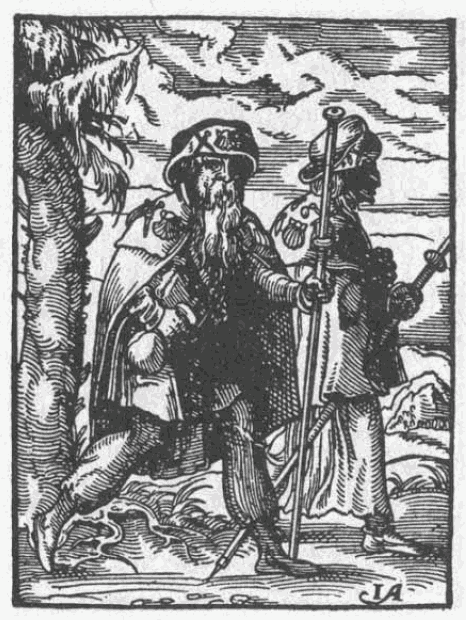
Jakobspilger, Holzschnitt (1568)

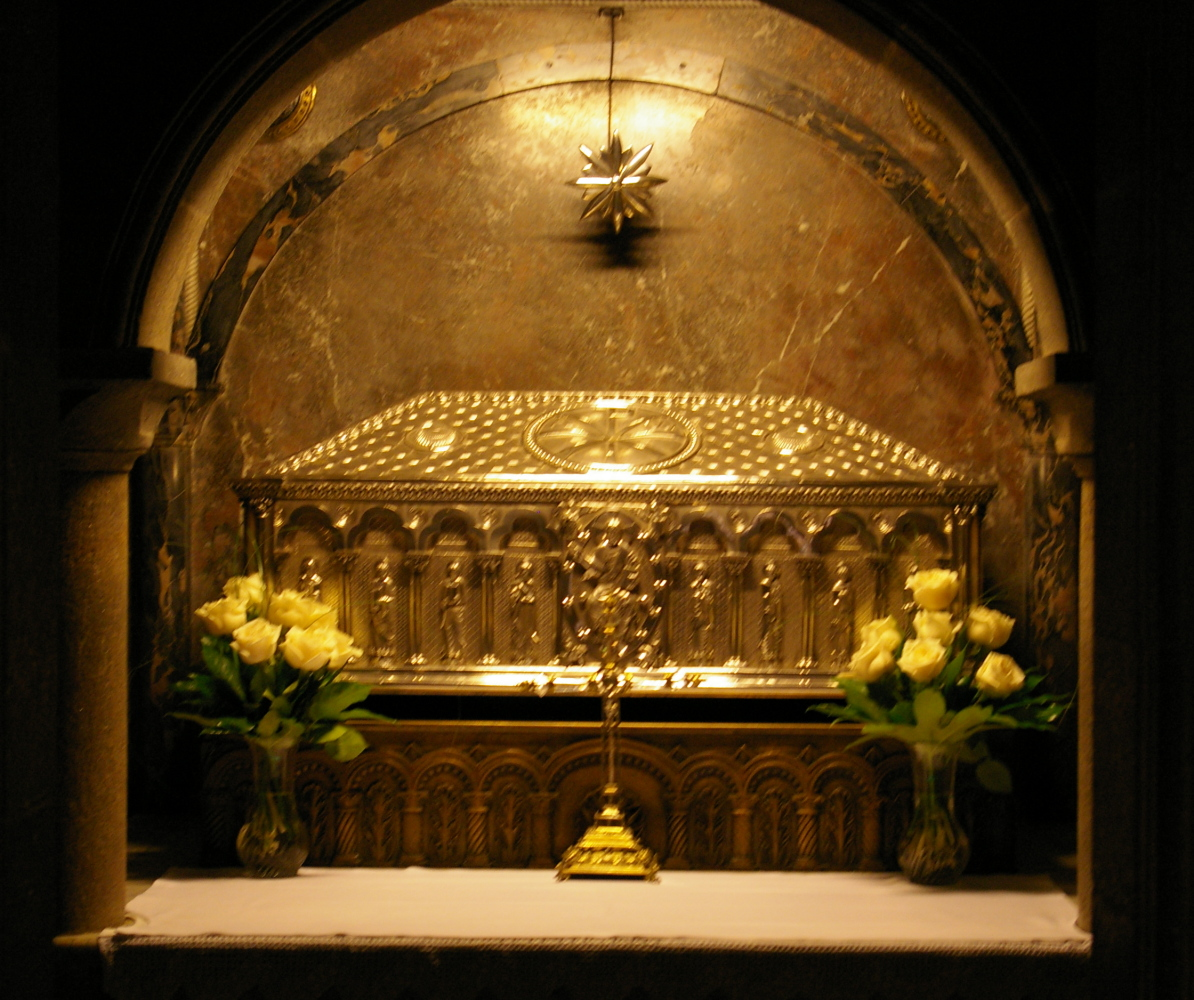
Jakobsgrab in Santiago-de-Compostela

Wie auch bei den anderen Hauptkirchen der basse Auvergne (nördliche Auverne) war die starke Entwicklung der Pilgerfahrten nach Spanien und die dabei erhofften Einkünfte die Ursache für die Erbauung einer solchen Pilgerkirche auch in Issoire, das an einer wichtigen Nebenroute, zwischen den Hauptrouten Via Lemovicensis und der Via Podiensis lag, die von Nevers ausgehend die ganze Auvergne erschloss und weiter nach Süden führte. Ihre Erbauung fiel genau in die Blütezeit dieser Pilgerfahrten.
Das Kloster von Issoire muss auch schon vor den Pilgerfahrten recht wohlhabend gewesen sein, denn die große Ausdehnung des Bauvorhabens mit einer äußeren Länge von immerhin knapp 70 Metern ließe sich kaum anders erklären.
Da bei diesem Bauwerk nichts auf eine Unterbrechung oder Wiederaufnahme der Bauarbeiten hindeutet, geht man davon aus, dass das Bauvorhaben in einer einzigen Ausführungskampagne ohne Unterbrechung durchgeführt und abgeschlossen wurde. Das schließt allerdings nicht aus, dass während der Bauarbeiten Teile des Vorgängerbauwerks zunächst weiterhin den Pilgern für Gottesdienste und Reliquienverehrung zur Verfügung stand. Bei der Errichtung des neuen Bauwerks wurde wie bei fast allen Hauptkirchen im Osten mit der Krypta und dem Chorhaupt begonnen und der Bau dann abschnittsweise über das Querhaus und das Langhaus bis zum Westbau mit Narthex weitergeführt und dort beendet. Dabei wurden die jeweils fertiggestellten Abschnitte den Pilgern zur Benutzung zugänglich gemacht und gleichzeitig das Vorgängerbauwerk ebenso abschnittsweise zurückgebaut. Dieses Vorgehen sicherte dem Kapitel des Klosters die ununterbrochene Teilnahme an der hohen Spendenbereitschaft der Jakobspilger, vor allem zur Finanzierung ihrer Bauvorhaben wie die neue Pilgerkirche und die Erhaltung und beträchtliche Erweiterung der Konventsgebäude.

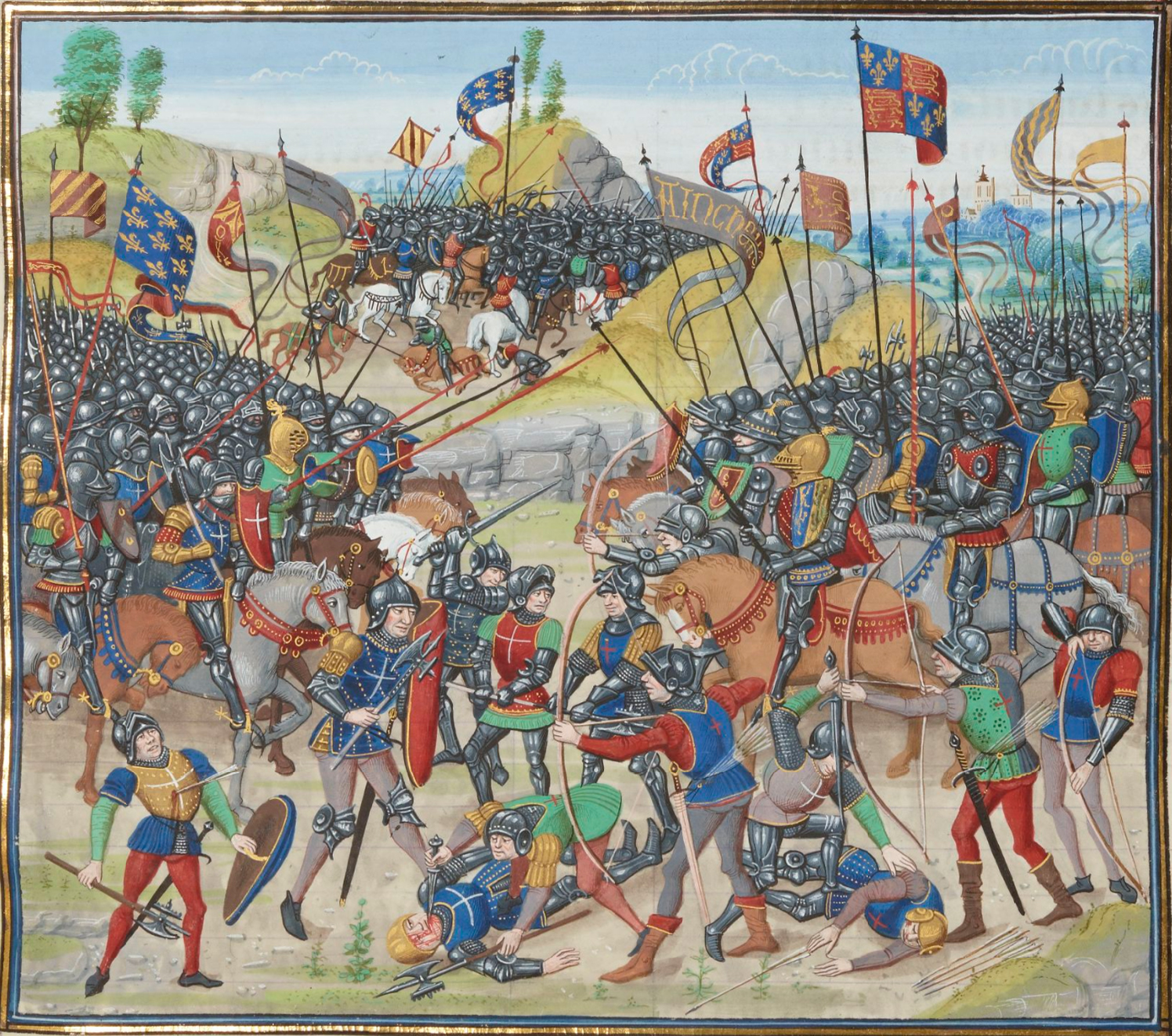
Schlacht von Auray (1364) im Hundertjährigen Krieg, Miniatur 14. Jahrh.

Als nach der Mitte des 12. Jahrhunderts die Streitereien zwischen Frankreich und England um Aquitanien begannen, gingen die Pilgerbewegungen zurück. Die späteren Kriege des 13./15. Jahrhunderts, wie etwa der Hundertjährige Krieg (1339–1453), brachten einen dramatischen Einbruch und führte nahezu zum völligen Erliegen der Pilgerströme nach Spanien. Dementsprechend konnte das Kapitel von Saint-Austremoine nach Fertigstellung seiner Pilgerkirche nicht mehr lange an den Spendeneinnahmen der Jakobspilger teilhaben. Es verblieben ihm lediglich die Einnahmen aus regionalen Wallfahrten.
Die Kirche wurde in Dokumenten erst zu einer Zeit erwähnt, als sie beinahe für immer verloren ging. Kurz vor Beginn der Religionskriege (1562–1598), im Jahr 1540, konvertierte ein Teil der Bevölkerung Issoires zum protestantischen Glauben und die Stadt wurde in den Strudel der Religionskriege hineingezogen.
Im Jahr 1574 bemächtigte sich der im Dienst der Hugenotten stehende Kapitän Merle der Stadt und ihres Klosters. Die Mönche wurden niedergemetzelt und das Kloster geplündert. Um das Kirchenbauwerk, dessen Pracht die Protestanten störte, zum Einsturz zu bringen und in Brand zu setzen, wurde ein Pfeiler am Kapitell mit Holzpfählen unterstützt und die Pfeilerbasis herausgeschlagen. Die Pfähle wurden anschließend angezündet. Aber dieses Unterfangen hatte keinen Erfolg. Die beiden Türme der Kirche wurden dann so stark abgerissen, dass sie schließlich in sich zusammenbrachen. Auch die Kapitelle im Innern der Kirche hatten unter der Besetzung Merles und seinen Männern gelitten. Sie wurden teils erheblich beschädigt. Sie sollen im 17. Jahrhundert mit Gips repariert worden sein.
Ironischerweise wurde die Stadt und das Kloster zwei Jahre später bei der Rückeroberung durch katholische Truppen zerstört. Allerdings blieb dabei Saint-Austremoine weitgehend verschont.

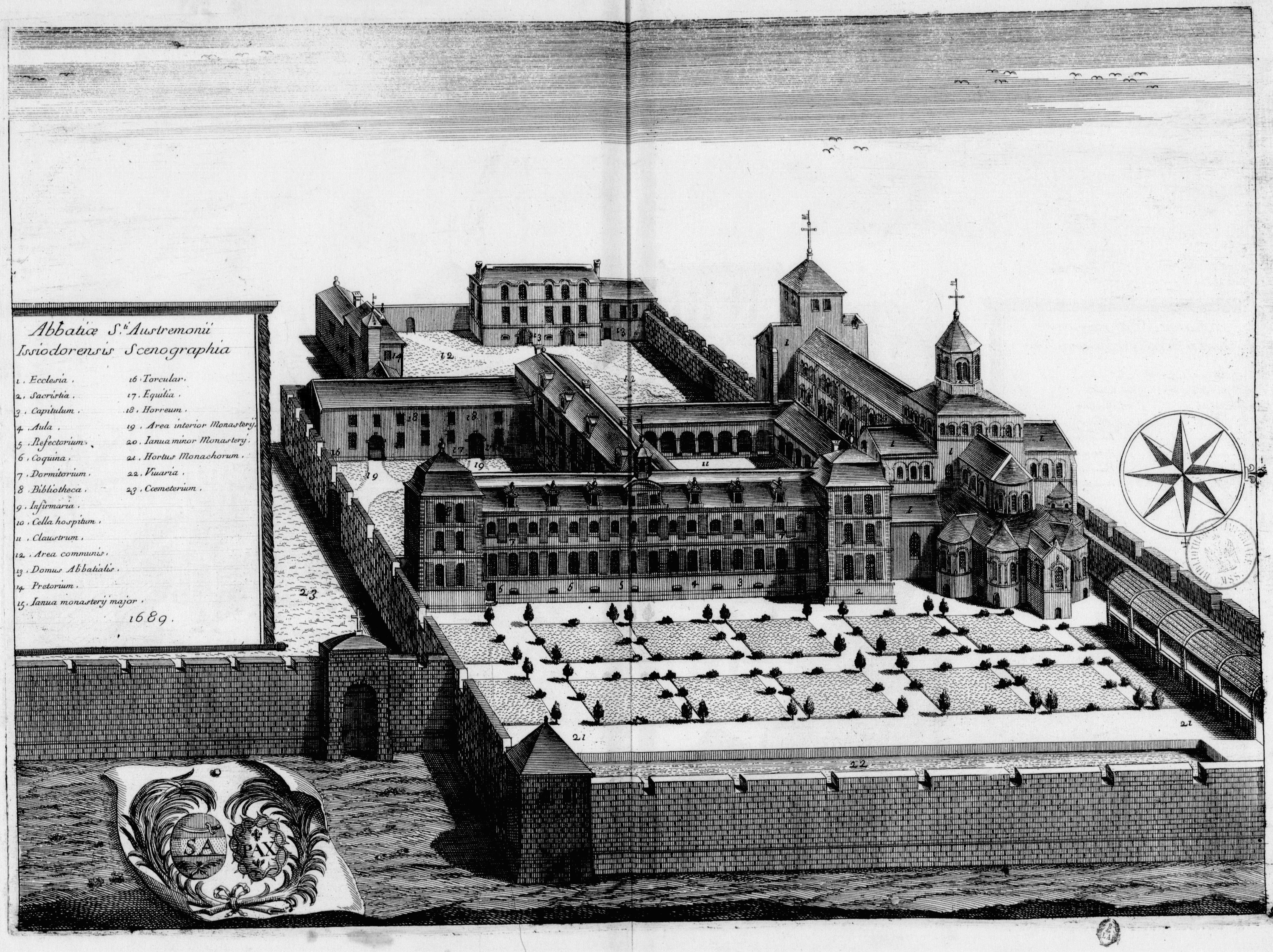
Abtei Saint-Austremoine d’Issoire, Grafik vor 1789, Ansicht von Osten

In einer Druckgrafik, die vermutlich im 18. Jahrhundert, vor der Französischen Revolution (1789 und Folgezeit) entstanden ist, wird die gesamte Anlage des Klosters in einer Panorama-Perspektive aus östlicher Richtung dargestellt. Auf der Südseite der Kirche dehnen sich weitläufige ein- bis dreigeschossige Gebäudetrakte der Konventsgebäude in rechtwinkliger Anordnung zueinander aus, die drei große Höfe umschließen. Der unmittelbar an die Kirche anschließende Hof wird im Erdgeschoss von einem Kreuzgang eingefasst. An der Ostseite des Gebäudekomplexes schließt ein großer rechteckiger Park an, der von einem rechtwinkligen Wegenetz gegliedert wird. Die Klostergebäude, Höfe und der Park werden umschlossen von einer hohen Wehrmauer mit einem inneren Wehrgang. An der südlichen Wehrmauer fließt der Allier vorbei.
Als die Grafik entstanden ist, waren offensichtlich die 1574 eingestürzten Türme über der Vierung und über dem Westbau nicht mehr vorhanden. Sie sollten erst im 19. Jahrhundert „rekonstruiert“ werden. Der Grafiker hat sie vielleicht frei erfunden. Demgegenüber entspricht die Gliederung der Chorpartie fast der heute noch erhaltenen Version. Lediglich die Chorhöhe überragt deutlich die Höhe des heutigen massif barlong. Die dargestellten Türme könnten aber auch tatsächlich existiert haben, die vielleicht gegen Ende des 16. Jahrhunderts errichtet worden sind und dann etwa 270 Jahre lang Bestand hatten. (Siehe auch Grafik von Viollet-le-Duc.)
Während der Revolution fand auch in Issoire eine allgemeine Plünderung kirchlicher Einrichtungen statt, von der allerdings die Kirche weitgehend verschont blieb. Die umfangreichen Konventsgebäude wurden als „öffentliches Eigentum“ zum Abbruch verkauft. Südlich der Kirche gibt es heute noch einen rechteckigen Platz, der von mehrgeschossigen Bauten umschlossen wird, die an die ehemaligen Konventsgebäude erinnern. Der ehemalige Park ist heute ein großer Parkplatz.
Im Jahr 1830 sollen die Kapitellskulpturen ein zweites Mal – aber mit Stuck – repariert worden sein.
Im Jahr 1832 wurde die Kirche als historisches Denkmal unter Schutz gestellt. Das hatte umfangreiche Restaurierungen zur Folge, die den Maßstäben heutiger Konservatoren kaum noch entsprechen. So wurde 1845 die Fassade des Westbaus in großen Teilen in recht nüchterner Weise umgestaltet. Gleichzeitig wurde der quadratische Fassadenturm in „pseudoromanischem“ Stil wiederhergestellt. Im gleichen Stil folgte 1847 die Erneuerung des achteckigen zweigeschossigen Vierungsturms. Im Zeitraum von 1857 bis 1859 wurden die Dachflächen, wie auch bei anderen Hauptkirchen, mit grauen Platten aus Vulkangestein eingedeckt. Ebenso im 19. Jahrhundert hat man vermutlich die südlichen Querhauskapelle nach dem Vorbild der nördlichen erneuert.
Etwa zur gleichen Zeit erfolgte die umstrittene Ausmalung des Innenraums der Kirche unter Leitung von Anatole Dauvergne, die unvorbereitete Besucher aufschrecken lässt. Sie hat damals immerhin 60 000 Goldfranken gekostet. Auch wenn man sich vergegenwärtigt, dass fast alle romanischen Kirchen ursprünglich farbig ausgemalt waren, so war das aber sicher nicht auf diese grelle Art und Weise. Die Kirche hat jedenfalls nie so ausgesehen wie heute.

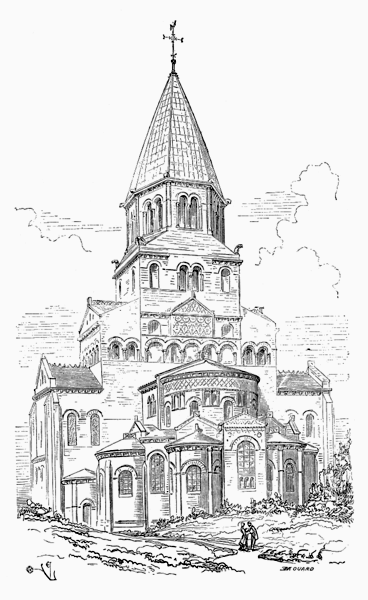
Grafik, Viollet-le-Duc 1856, St-Austre- moine, Zustand vermutlich vor 1847

Aus einem Brief des weithin bekannten Restaurators Aimon-Gilbert Mallay (1805–1883) an den Schriftsteller Prosper Mérimée (1834–1870) erfährt man, „dass die Kapitelle teilweise aus Kitt bestehen“ (gemeint ist wohl der Gips von 1830). Mallay ließ eine dritte Restaurierung der Kapitellskulpturen unter Verwendung von römischem Zement (auch Romanzement) durchführen. Durch die dreimaligen Restaurierungen können die Details der Kapitelle nicht mehr als rein romanisch angesehen werden. Allein ihre Grundkonzeption lässt erkennen, dass ursprünglich auch die Kapitelle von Issoire von sehr hoher Qualität waren.
Eine Druckgrafik von Eugène Viollet-le-Duc – datiert auf 1856 –, zeigt die heutige Höhe und Gliederung des Chorhauptes. Allerdings ist das massif barlong wie in der oben genannten älteren Grafik im mittleren Bereich um ein im Grundriss rechteckiges Geschoss aufgestockt, das in Höhe des heutigen ersten Turmgeschosses liegt. Auf der Ostwand dieses Geschosses sieht man eine dreieckige Kontur, die den Anschluss des vorherigen höheren Dachs des Chors markiert. Über dem zweiten Geschoss des massif barlong folgt dann ein oktogonales Turmgeschoss in Höhe des heutigen zweiten Turmgeschosses. Der Turmhelm hat die Form einer achteckigen Pyramide, die allerdings steiler als heute aufragt und nicht mehr romanischen Helmen entspricht.
Die Grafik kann allerdings nur einen Zustand vor 1847 zeigen, als der heutige zweigeschossige Turm rekonstruiert worden ist. Sie belegt, gemeinsam mit der älteren Druckgrafik, dass die Kirche nach dem Einsturz der beiden Türme im Jahr 1574 und vor der Errichtung des heutigen Vierungsturms im Jahr 1847 ein zweites Geschoss des massif barlong besaß, das keinesfalls der ursprünglichen romanischen Version entsprach. Beide Grafiken lassen erkennen, dass das Chorhaupt im gleichen Zeitraum höher aufragte als ursprünglich und heute.
Bei aktuellen Restaurierungen Anfang des 21. Jahrhunderts hat man sich vor allem mit der Überarbeitung der äußeren Partien des Chorhauptes beschäftigt. So wurden dort auch die in der Mitte des 19. Jahrhunderts aufgebrachten Dacheindeckungen mit grauen Vulkansteinplatten wieder rückgängig gemacht und gegen Eindeckungen aus roten Mönch-Nonnen-Ziegeln ausgetauscht. Vermutlich wird man das auch bald noch mit den Dächern des Lang- und Querhauses tun.

## Bauwerk

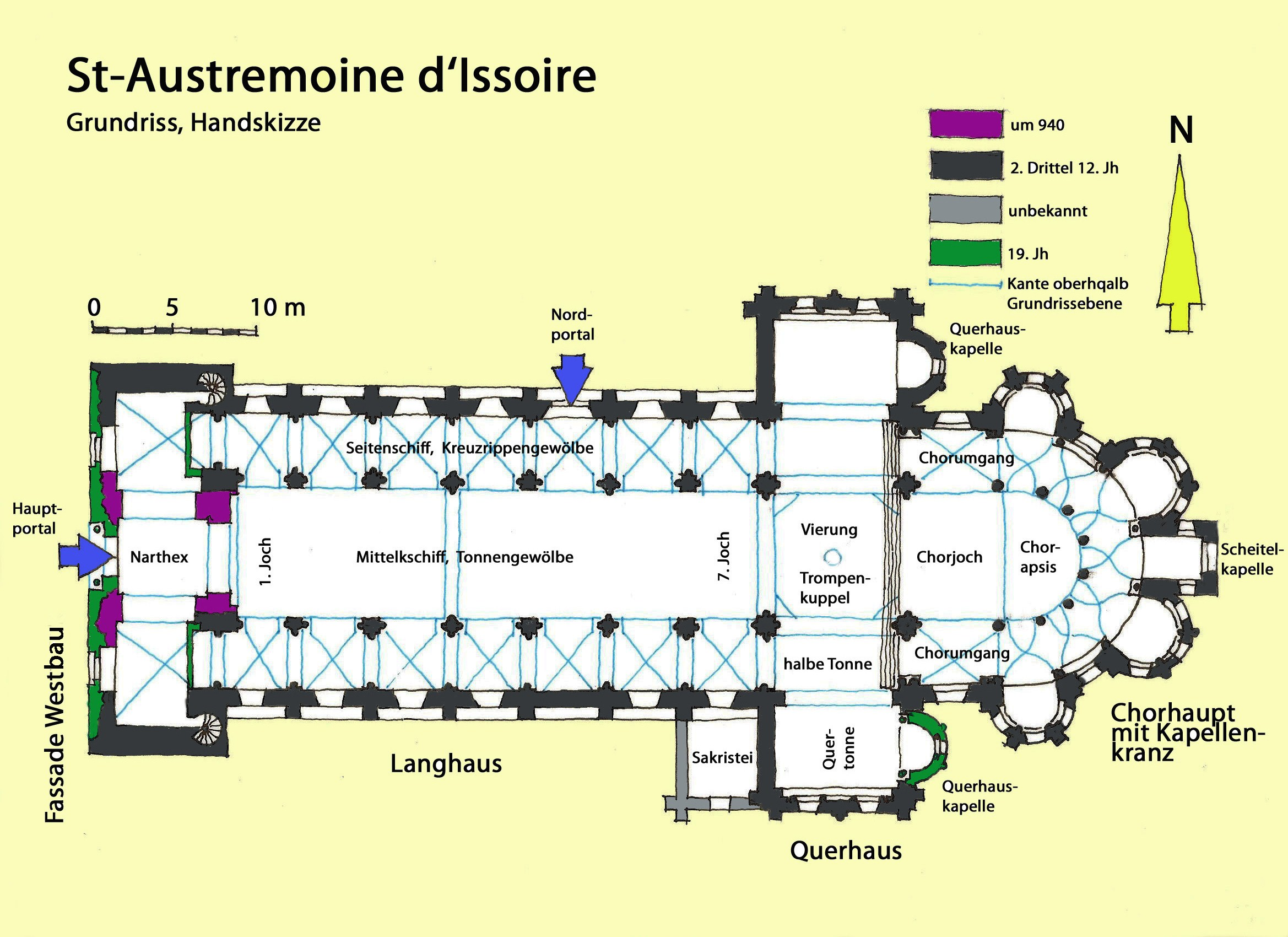
St-Austremoine d’Issoire, Grundriss

Abmessungen zirka, ohne Pfeilervorlagen
aus Grundrissplan entnommen und hochgerechnet
- Gesamtlänge (außen): 69,30 m
- Länge Langhaus, zwischen Narthex und Querhaus: 32,40 m
- Breite Langhaus (außen): 18,80 m
- Breite Langhaus (innen): 16,90 m
- Länge Westbau (außen): 24,00 m
- Breite Westbau (außen): 8,50 m
- Länge Querhaus (außen): 31,50 m
- Überstände Querhausarme (außen): 6,50 und 5,90 m
- Querhausbreite (innen): 7,60 m
- Überstände Westbau: 2,10 m und 3,10 m

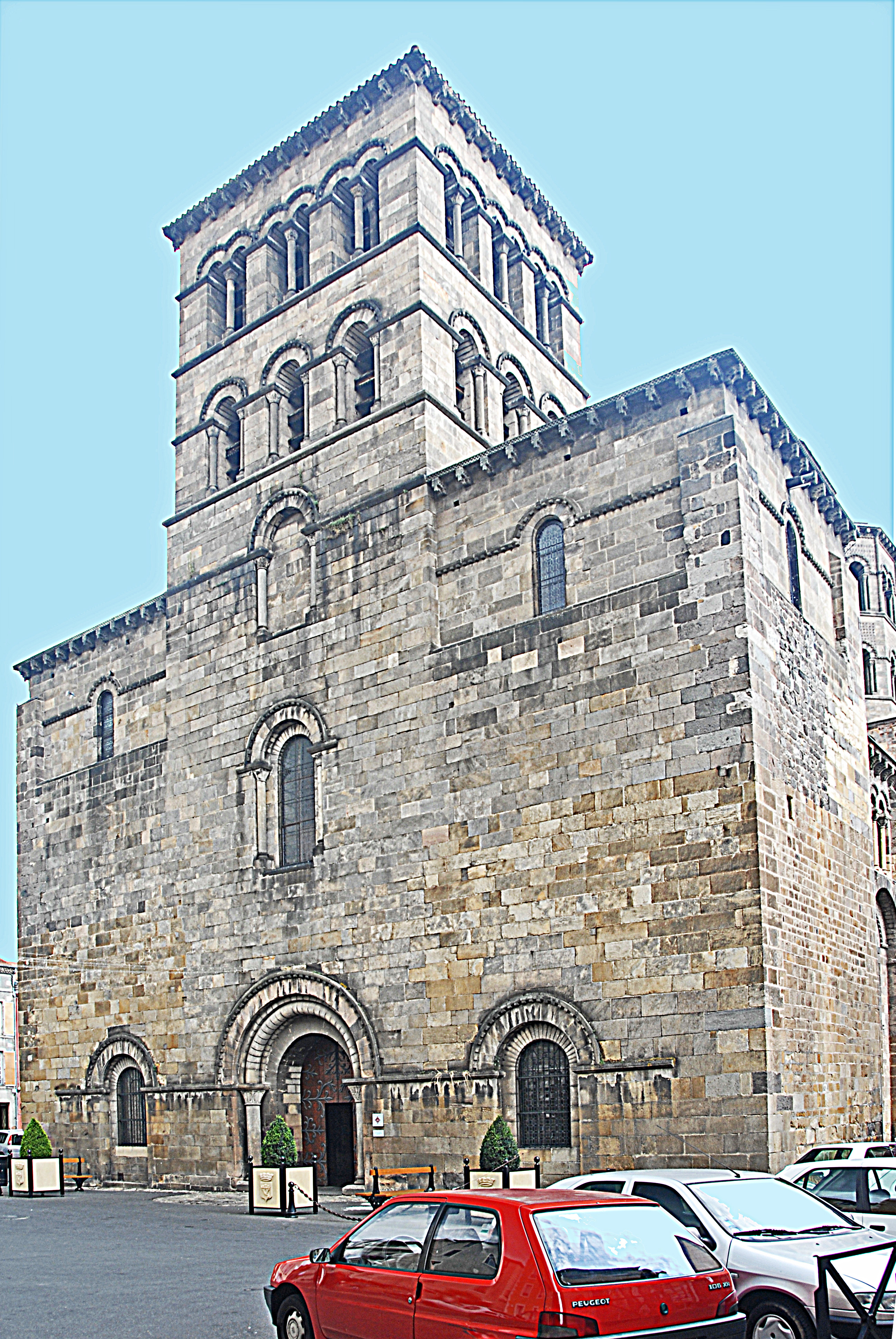
Westfassade von SW

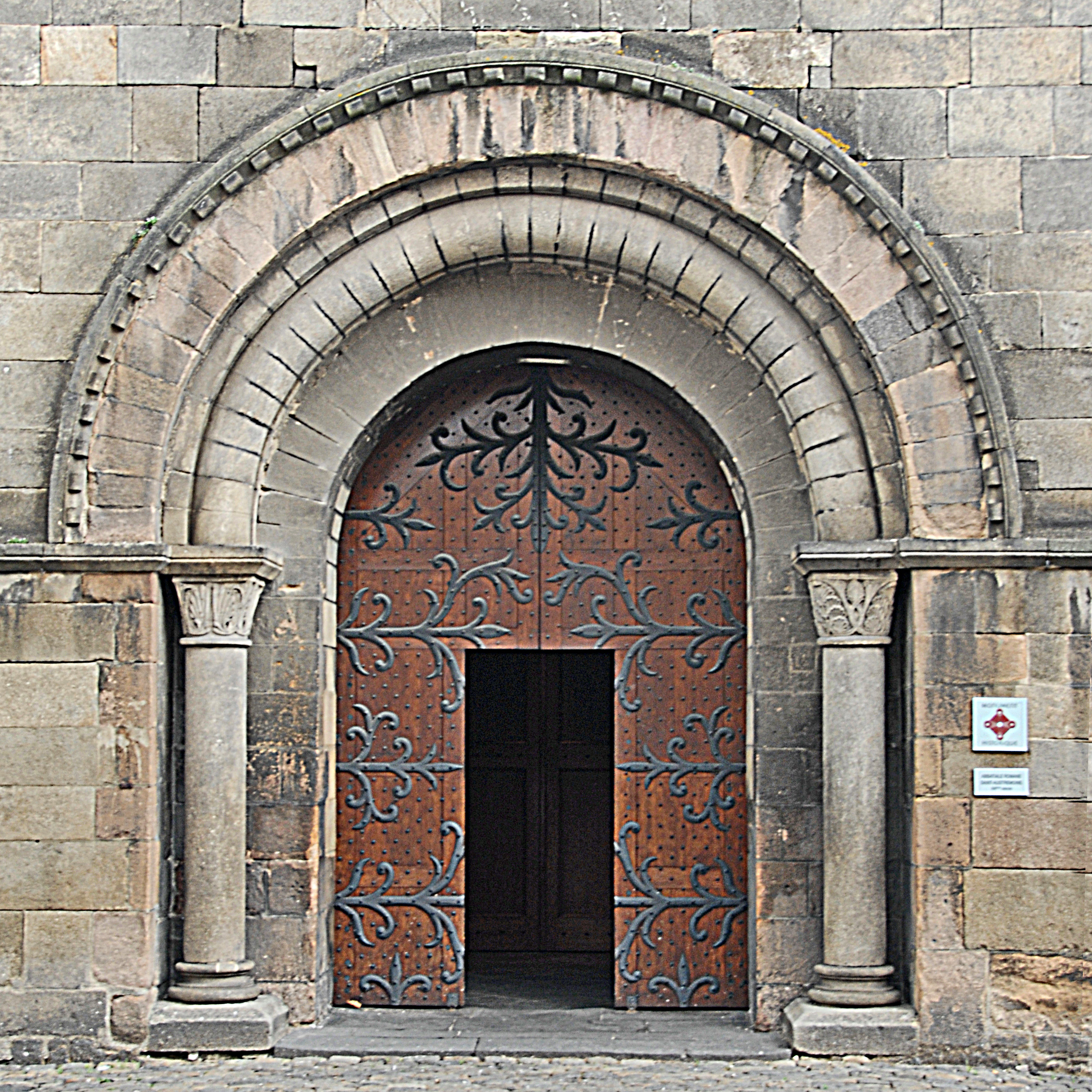
Hauptportal von W

- Höhe Mittelschiff: 18,80 m
- Höhe Chor: 14,90 m
- Höhe Seitenschiffe: 9,60 m
- Höhe Vierungskuppel: 23,30 m

### Äußere Erscheinung
Die Baumeister verwendeten als Baumaterial die helle Arkose von Montpeyroux (Puy-de-Dôme), ein Sandstein, der im Tageslicht eine schöne warme Tönung annimmt. Sie ist nach neuesten Restaurierungen des Chorhauptes wieder erkennbar. Die übrigen Bauteile, vor allem die Längsseiten, weisen heute durch Verwitterung entstandene dunkle Farbtönungen auf. Der Mauerverband besteht aus mittelgroßen, sorgfältig in Farnwedelmuster behauenen Werksteinen. Etliche unterschiedliche Steinmetzzeichen kennzeichnen die einzelnen Steine, vor allem auf der östlichen Hauptapsis. Wie in der Limagne üblich, besteht das Mauerwerk in Teilpartien aus kleinformatigen Füllsteinen, wie etwa am massif barlong.

#### Narthex/Westbau
Die heutige eher schlichte Gestaltung der Westfassade und des Westturms verdankt sich überwiegend den Restaurierungen von 1845. Der Westbau ist eine Art westliches Querhaus, das die Schiffe des Langhauses im Westen abschließt. Der zentrale, im Grundriss nahezu quadratische Turm des Westbaus ist etwa gleich breit, wie dessen beide Arme. Im oberen Viertel der Querarme treten auf der Fassade und auf den beiden Kopfseiten der Arme die Wandflächen um zirka 25 Zentimeter zurück. In diesen Bereichen bleiben an den Bauteilkanten gut einen Meter breite Wandpfeiler stehen, deren Außenseiten bündig mit den unteren Wandoberflächen verlaufen. Sie werden bis gut einen Meter unter den oberen Abschluss der Querarme geführt. Auf den waagerechten Wandrücksprüngen steht mittig in jeder dieser Wandnischen ein schlankes rundbogiges Fenster, dessen Keilsteinbogen von einem Kragprofil mit einfachem Rollenfries überfangen wird, das an den Bogenenden waagerecht auch außen abschwenkt und bis gegen die Wandvorsprünge geführt ist.

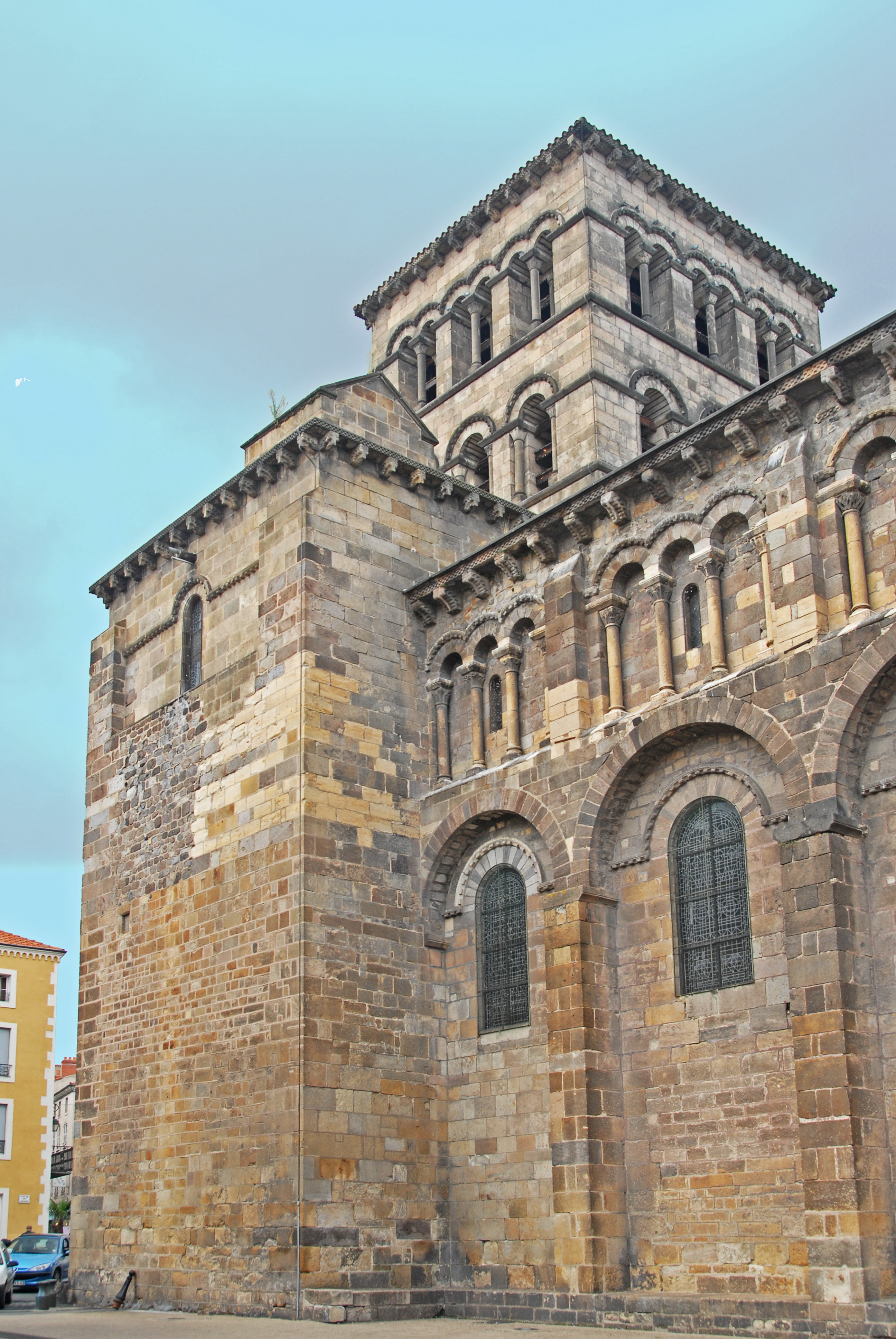
Westbau von SO

Die oberen Abschlüsse der Westquerarme bestehen aus Wehrattiken, die mit weit ausladenden Kraggesimsen abgedeckt sind und die von Hobelspankragsteinen unterstützt werden. Die senkrechte Sichtkante der Gesimse ist mit einem mehrteiligen Schachbrettfries dekoriert. Hinter den Wehrattiken befinden sich flach geneigte Dachflächen, die das Regenwasser rundum in begehbare Regenrinnen ableiten, das auf den Kopfseiten über je einen Wasserspeier nach außen geführt wird. In den östlichen Bauteilecken der Westquerarme befindet sich je eine Spindeltreppe, die vom Erdgeschoss bis auf die Dachflächen führt und oben von einer kleinen Einhausung mit Satteldachabdeckung abgeschlossen wird.
Im Erdgeschoss befindet sich hinter der Fassade ein dreischiffiger geschlossener Narthex in den sich das zentrale Hauptportal und seitlich davon zwei Fenster öffnen. Das rundbogige Hauptportal wird von einer Archivolte eingefasst, deren Bogen aus einem kräftigen Rundstab in einem entsprechenden Wandrücksprung eingefügt ist. Er steht allseitig frei auf glatten Säulen, die mit pflanzlich skulptierten Kapitellen schlicht profilierten Kämpfern, Basen und kantigen Plinthen ausgerüstet sind. Hinter der Archivolte treten die Laibungskanten des Portals hervor. Der Archivoltenbogen wird von einem scharfkantigen Keilsteinbogen überfangen, der außen von einem Kragprofil mit Rollenfries umschlossen wird. Dieses Profil endet auf einem waagerechten Kragprofil, das von den Kämpfern des Hauptportals bis zu den Fenstern weitergeführt wird. Das Hauptportal besitzt eine hölzerne Tür, deren Flügel mit kunstvoll geschmiedeten Türbändern dekoriert sind.
Die rundbogigen Fenster beidseitig des Portals belichten die Seitenschiffe des Narthex. Ihre scharfen Laibungskanten stehen in allseitigen Wandrückversätzen, die bis auf den Boden reichern. Der innere Keilsteinbogen wird von einem äußeren scharfkantigen Keilsteinbogen überfangen. Die Bogenenden stehen auf Kragprofilen, die von denjenigen des Portals übernommen und auf den Außenseiten der Fenster noch ein gutes Stück weitergeführt werden. Der äußere Bogen wird von einem Kragprofil mit Rollenprofil umschlossen.
Axial über dem Hauptportal ist ein schlankes rundbogiges Fenster ausgespart, dessen äußerer Bogenscheitel auf Höhe der waagerechten Wandrückversätze der Westquerarme liegt. In einem oberen und seitlichen Wandrückversatz ist eine Archivolte eingefügt mit einem scharfkantigen Keilsteinbogen, der auf Säulchen steht, die mit schlicht skulptierten Kapitellen, profilierten Kämpfern, Basen und kantigen Plinthen ausgerüstet sind. Die scharfen Leibungskanten der Fensteröffnung rücken gegenüber der Archivolte noch etwas ein.

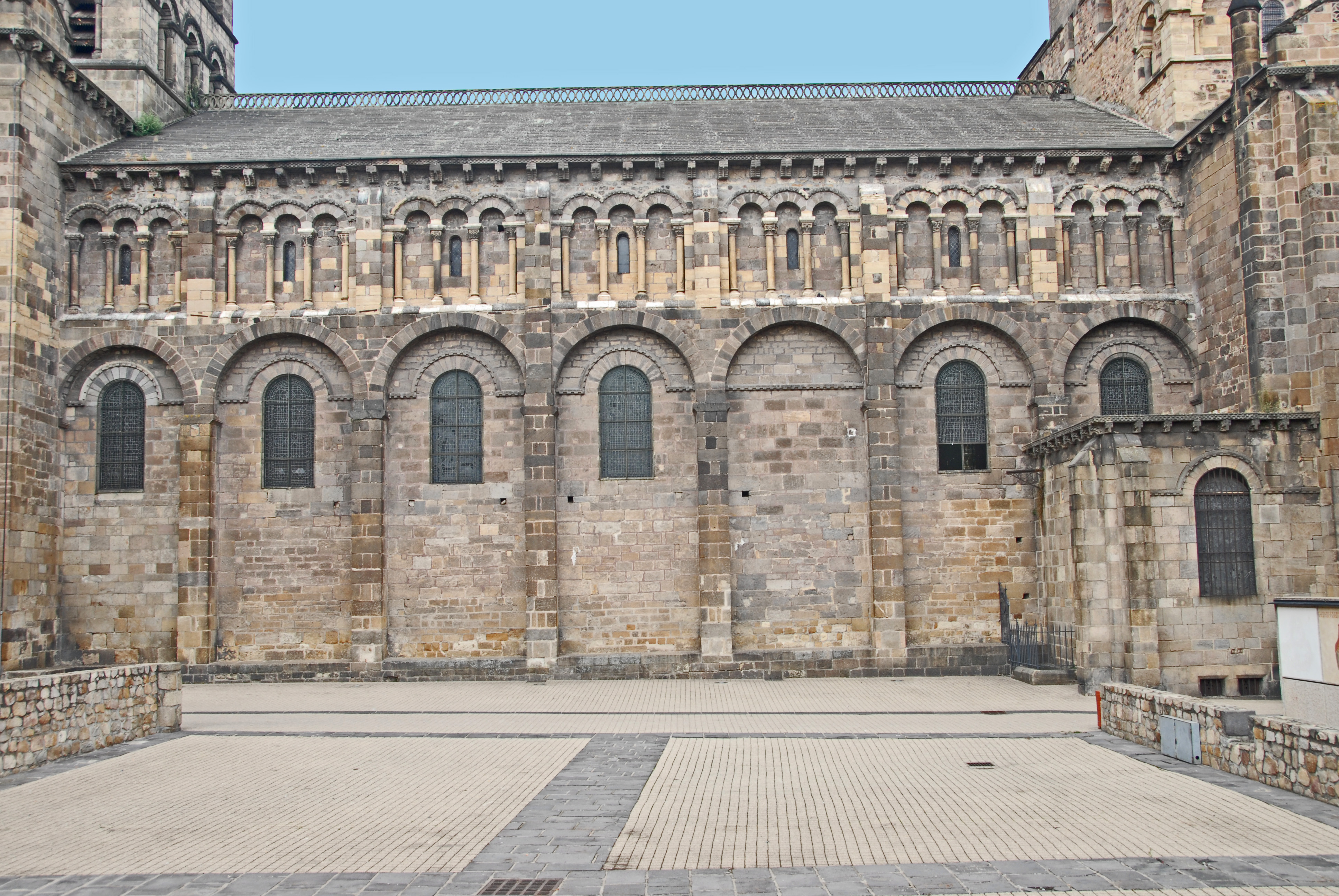
Langhaus von S

Noch ein Stück über dem vorstehenden Fenster befindet sich in einer Wandnische eine Blendarchivolte, deren Gestalt und Breite denen des Fensters entsprechen, die allerdings etwas niedriger sind. Es fehlt lediglich die Fensteröffnung. Seine Kämpferprofile liegen auf Höhe der Kraggesimse der Westquerarme und werden bis zu diesen geführt.
Der geschlossene Sockel des Westturms schließt oberseitig mit einem Kragprofil ab, das etwa in Höhe des Langhausfirstes liegt. Die West- und Ostwand des Turms schließen oberflächenbündig mit den West- und Ostwänden des unteren Westbaus ab. Die beiden Turmgeschosse sind untereinander etwa gleich hoch und werden von einem Kragprofil getrennt, das dem des Turmsockels entspricht.

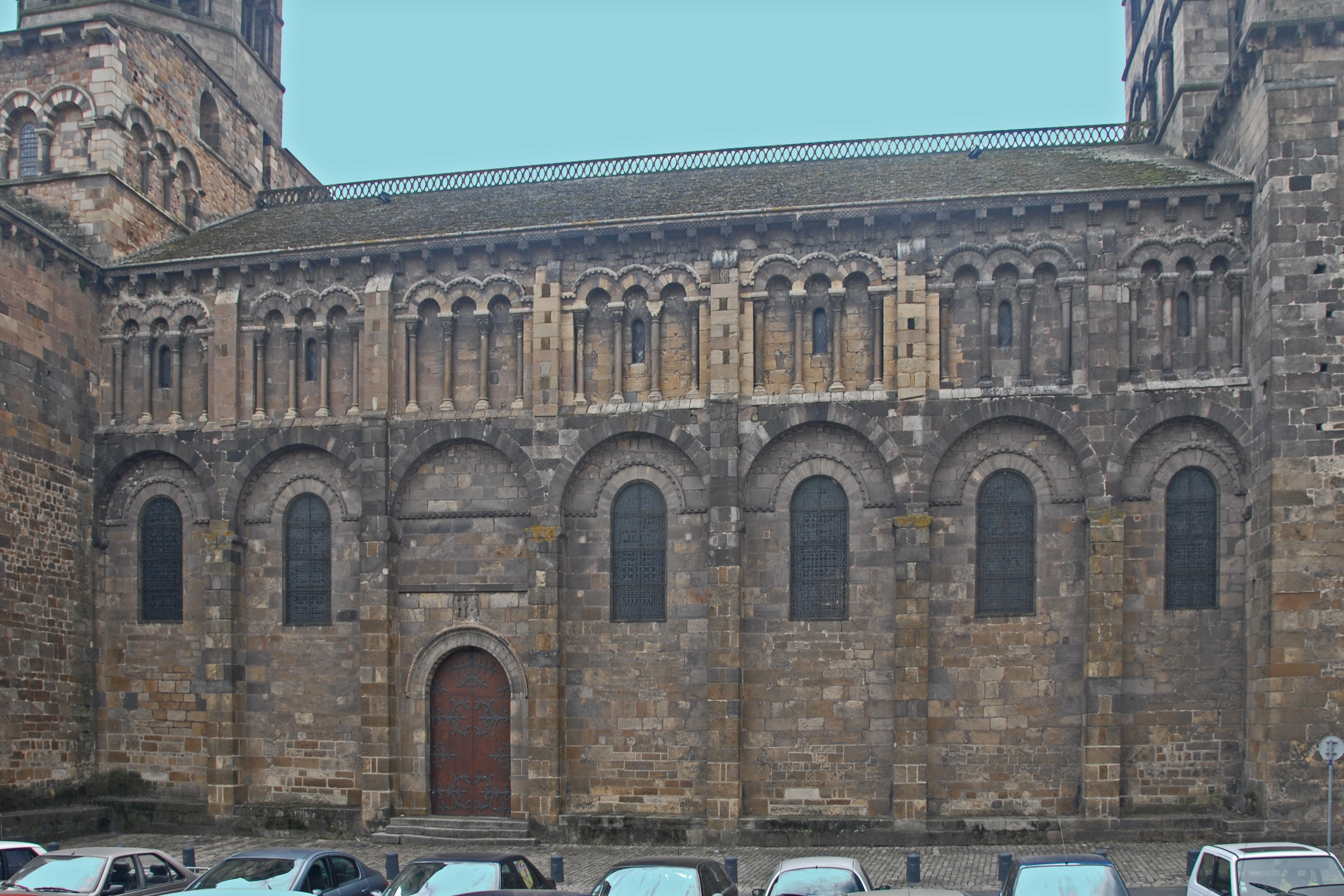
Langhaus von N

Auf jeder Außenwand des unteren Turmgeschosses sind jeweils drei schlanke rundbogige Arkadenöffnungen ausgespart, die sogenannten Klangarkaden der Glockenstube. Sie werden untereinander von Pfeilern getrennt, die etwa so breit sind, wie die Öffnungen der Arkaden. Die Pfeiler an den Bauteilkanten sind etwas breiter. Die Arkadenöffnungen werden von Keilsteinbögen überdeckt, die auf Säulchen und den inneren Laibungen stehen. Die in Wandrückversätzen stehenden Säulchen sind mit schlicht skulptierten Kapitellen, profilierten Kämpfern, Basen und kantigen Plinthen ausgestattet sind. Die Kämpferprofile werden über die Pfeiler hinweg geführt. Die Keilsteinbögen werden von Kragprofilen mit Rollenfriesen überfangen und enden auf den Kämpferprofilen.
Die Klangarkatur des oberen Turmgeschosses entspricht nahezu der des unteren Geschosses. Statt nur je einer Arkade, gibt es je eine Zwillingsarkade, die etwas breiter ist, als die untere. Die trennenden Pfeiler werden dadurch etwas schlanker und die Säulchen in ihren Rückversätzen fehlen. Die doppelten Keilsteinbögen stehen innen gemeinsam auf einem Zwillingspaar von Säulchen und außen auf den Öffnungslaibungen und ihren Kämpfern. Die Säulchen sind wie die des unteren Geschosses ausgerüstet.

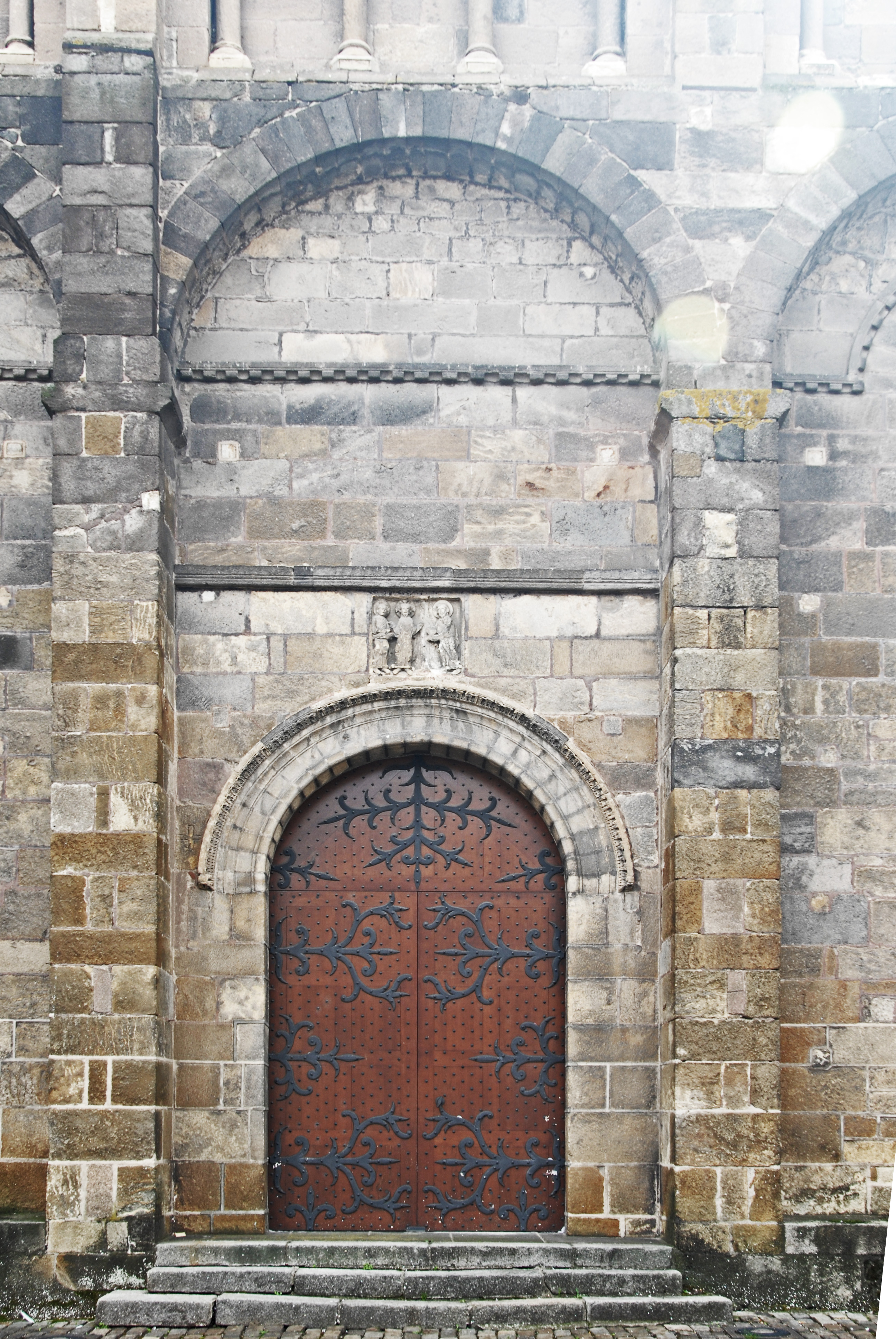
Nordportal

Das obere Turmgeschoss wird von der ausladenden Traufe des Turmhelms abgeschlossen. Ein schlichtes Traufgesims aus waagerechten Steinplatten wird von Hobelspankragsteinen unterstützt, wie sie auch bei anderen Traufen des Bauwerks zu finden sind. Der hölzerne Turmhelm in Form einer flach geneigten Pyramide wird von roten Hohlziegeln im römischen Format eingedeckt, die auch unter dem Namen Mönch-Nonnen-Ziegel bekannt sind. Ihre untere Reihe kragt über dem Traufgesims leicht aus.

#### Langhaus
Ein einziges großes um etwa 25 Grad geneigtes Satteldach überdeckt die drei Langhausschiffe und liegt ohne eigentlichen Dachstuhl auf den Gewölbekappen auf. Um die Mitte des 19. Jahrhunderts hat man die ursprüngliche Dacheindeckung aus roten Hohlziegeln in römischer Form mit dunklen Steinplatten aus Volvic ersetzt. Einen vergleichbaren Eingriff der Denkmalpflege des 19. Jahrhunderts hat man bei der Kirche Notre-Dame du Port in Clermont-Ferrand bereits rückgängig gemacht. Die Traufüberstände des Daches laden weit aus. Die Traufsparren liegen auf einem Gesims aus waagerechten Steinplatten auf, das von kaum weniger ausladenden Hobelspan-Kragsteinen unterstützt wird. Die senkrechte Sichtkante der Gesimse ist mit einem mehrteiligen Schachbrettfries dekoriert. Die unteren Reihen der Platten der Dacheindeckung kragen über die Gesimsplatten leicht aus und lassen das Regenwasser frei abtropfen. Der First wird bekrönt von einem steinernen Dachkamm, der hier in der ursprünglichen Form erhalten ist. Man kann sich die Form dieser Dachkämme auf den niedrigeren Dächern des Chors und seiner Kapellen näher ansehen.

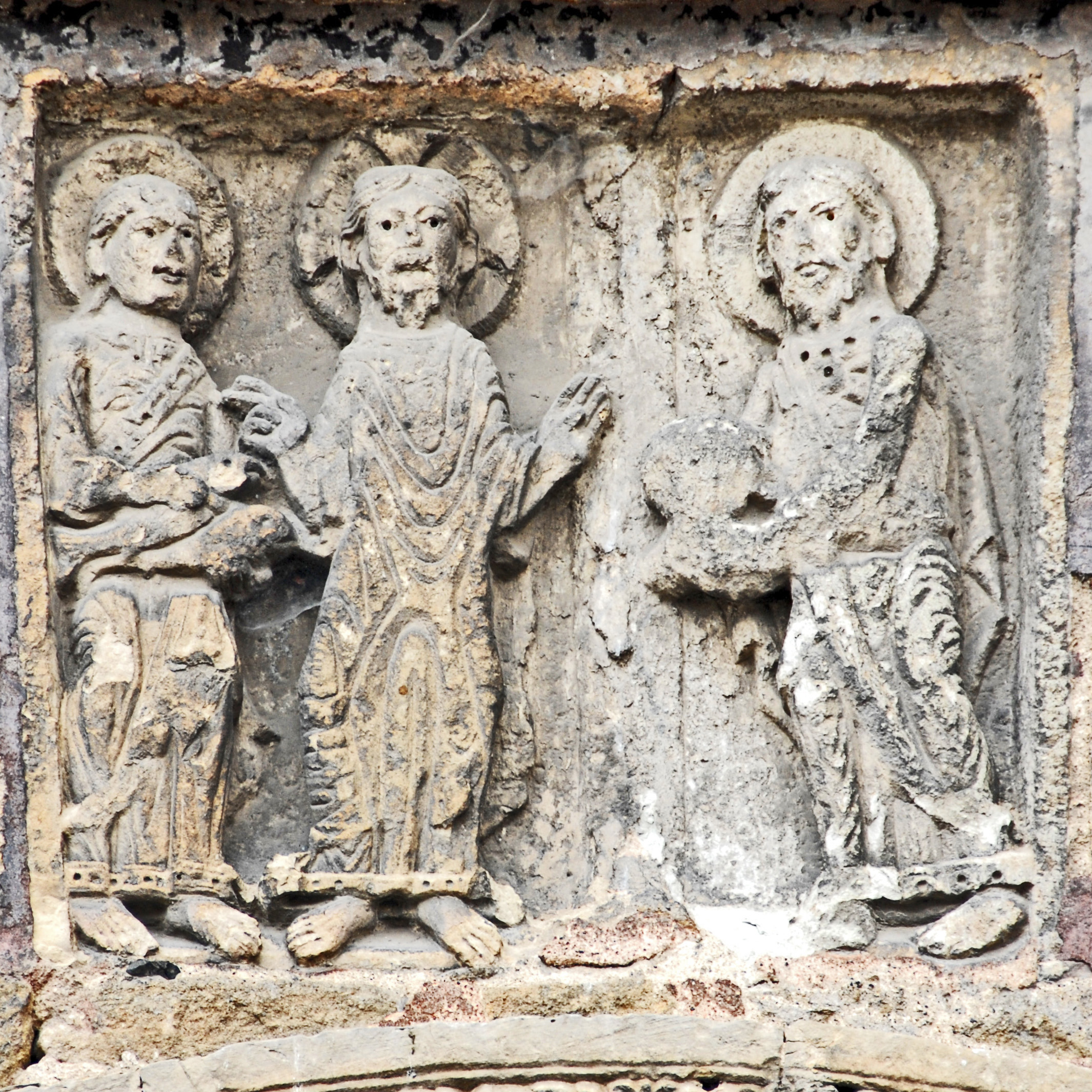
Relief ü. Nordportal, Brotvermehrung

Die Langhausseitenwände sind sehr aufwändig gegliedert und sorgsam ausgeführt. Sie werden horizontal in zwei Geschosse unterteilt, das untere entspricht dem Erdgeschoss und das obere dem Emporengeschoss der Seitenschiffe. Sieben große Blendarkaden nehmen die vertikale Jochgliederung der Schiffe auf. Die Joche und Bögen werden durch rechteckige Wandpfeiler getrennt, die in gleicher Breite fast über die ganze Wandhöhe hinaufreichen. Ihre steil abgeschrägten Oberseiten enden knapp unter den Kragsteinen der Traufen. Unterhalb der Ansätze der leicht gestelzten Blendbögen, die seitlich von Kämpferprofilen markiert werden, sind die Wandpfeiler 3 und 5 (von Westen) etwas ausladender und funktionieren als Strebepfeiler. Die anderen Wandpfeiler 1, 2, 4 und 6 bleiben oberflächenbündig mit dem Mauerwerk der Blendbögen und deren Zwickel und müssen deshalb in diesem Bereich unterbrochen werden.
Im oberen Bereich der Arkadennischen, außer im fünften Joch, sind große rundbogige Fensteröffnungen mit scharfkantigen Leibungen ausgespart. Deren Keilsteinbögen werden von einem geometrisch ornamentierten Kragprofil mit einem einfachen Rollenfries halbkreisförmig überfangen, das in Höhe der Bogenansätze waagerecht nach weiterläuft und bis gegen die Wandpfeiler geführt wird. Die Arkadennischen werden unten durch gleich tiefe Sockel begrenzt, die die Höhe des inneren Fußbodens markieren.

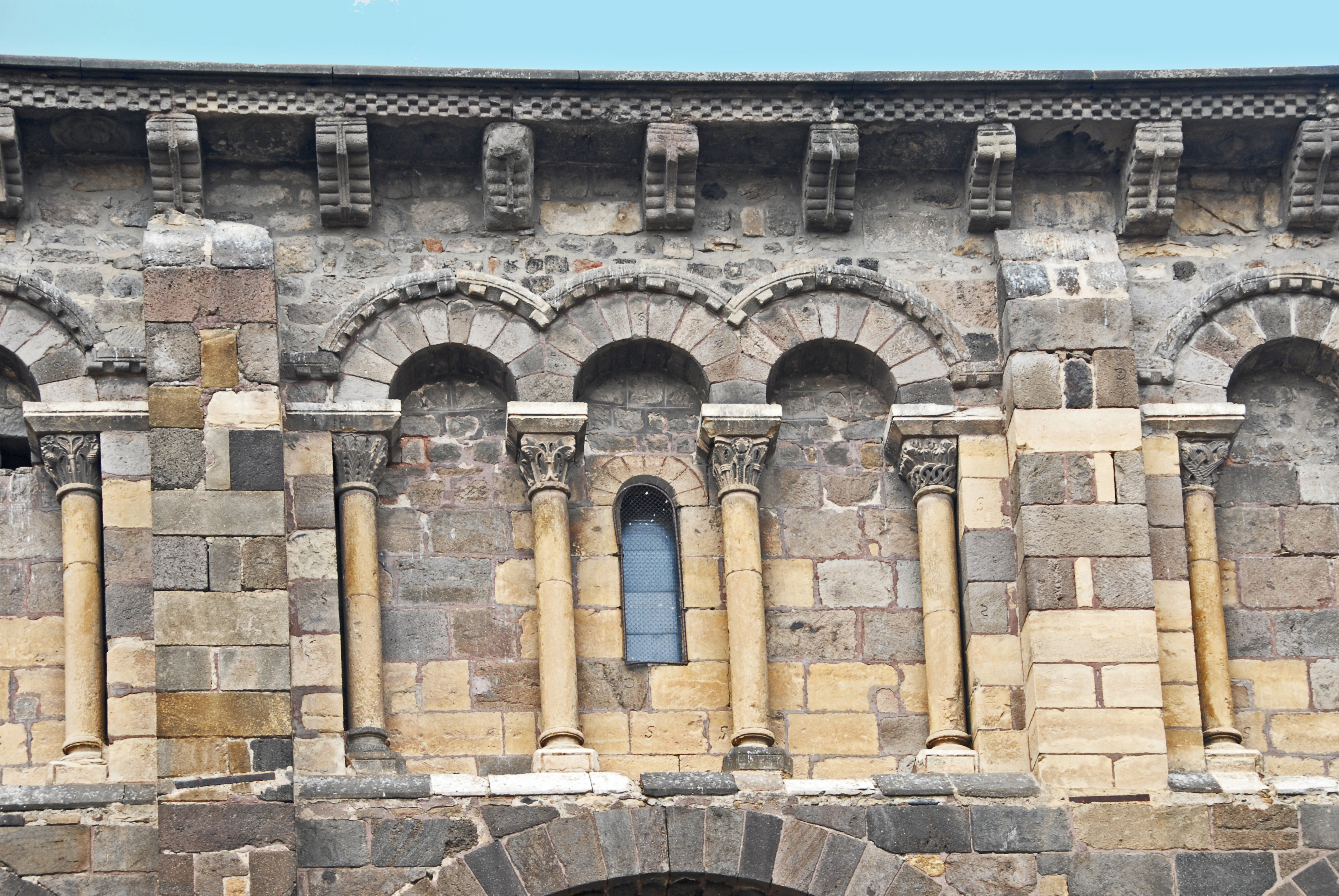
Langhaus, südl. Obergadenzone

Im fünften Joch der Nordseite ist das rundbogige Nordportal mit scharfkantigen Laibungen ausgespart. Es wird von einem Keilsteinbogen überdeckt, der von einem Kragprofil überfangen wird, das von einer Art Ranken- oder Blattfries begleitet wird. Etwa einen halben Meter darüber befindet sich ein waagerechtes Kragprofil mit zwei schlichten Rillen. Im oberen Bereich der Arkadennische verläuft waagerecht ein Kragprofil mit Rollenfries in gleicher Höhe wie in den benachbarten Arkaden.
Unmittelbar über dem Nordportal ist ein rechteckiges Relief eingelassen, auf dem drei stehende Personen dargestellt sind, die mittlere mit einem Kreuznimbus ist Jesus, die äußeren mit Nimben sind vermutlich zwei seiner Jünger. Der linke hält zwei Fische in den Händen, der rechte ein kreisrundes Gebilde, vermutlich ein Brot. Jesus spricht mit ausgebreiteten Armen, mit der Rechten erteilt er den Segensgestus. Bei dieser Szene handelt es sich offensichtlich um „Die erste wunderbare Brotvermehrung“ (Joh. 6, 2-14; Luk. 9, 11-17; Mark. 6, 33-46; Matth. 14, 13-23).
Im fünften Joch der Nordseite gibt es lediglich im Bogenbereich das waagerechte Kragprofil mit Rollenfries, das man von den benachbarten Fenstern übernommen hat. Da auf dieser Seite der Kirche sich vor der Revolution ein großer Hof ausdehnte, der von einem Kreuzgang und anderen Konventsgebäuden umgeben war, muss es hier auch einen Zugang zur Kirche gegeben haben. Es liegt nahe, dass dieser Zugang sich in diesem Joch ohne Fenster befand.
Das Obergeschoss beginnt in Höhe der äußeren Scheitel der Keilsteinbögen der Erdgeschossarkaden. Die Wände zwischen den Wandpfeilern treten dort geringfügig zurück. Der Rückversatz ist mit Steinplatten abgedeckt, deren Außenkanten abgeschrägt sind. In jedem dieser Wandabschnitte ist je eine Drillingsblendarkade oberflächenbündig eingelassen, die etwas schmaler ist, als der Pfeilerabstand. Drei scharfkantige Keilsteinbögen stehen auf vier Säulchen, die mit pflanzlich, auch mit Flechtwerk skulptierten Kapitellen, profilierten Kämpfern, Basen und kantigen Plinthen ausgerüstet sind. Die Kämpferprofile der äußeren Säulchen werden bis gegen die Wandpfeiler geführt. Die Keilsteinbögen werden von einem Kragprofil mit einfachem Rollenfries überfangen, das ganz außen kurz über den Kämpfern waagerecht abschwenkt und bis an die Pfeiler geführt wird. Die Scheitel dieser Profile reichen bis etwa 25 Zentimeter unter die Hobelspankragsteine der Traufen. In der mittleren Blendarkade ist jeweils ein sehr schmales rundbogiges Fenster mit scharfkantigen Laibungen ausgespart.
Im Winkel zwischen der südlichen Langhauswand und dem südlichen Querhausarm ist ein kleines erdgeschossiges Gebäude nachträglich angebaut worden, dessen Nutzung aus keiner der verfügbaren Quellen hervorgeht. Es handelt sich wahrscheinlich um eine Sakristei, die unterkellert ist, und über eine Tür aus dem südlichen Seitenschiff erschlossen wird. Sie ist so breit wie das siebte Joch und so lang wie der Querhausüberstand. Seine freien Dachränder sind mit einem Gesims auf Hobelspankragsteinen ausgestattet, wie bei den Langhaustraufen. Dahinter verbirgt sich ein sehr flach geneigtes Dach, das das Fenster im Seitenschiff etwas verkleinert. In der Südwand ist ein rundbogiges Fenster ausgespart, ähnlich den Fenstern des Langhauses, auch mit deren Überfangung. Das Fenster und die Gesimse deuten auf eine sehr frühe Ausführung, wenig später als die Errichtung der Kirche.

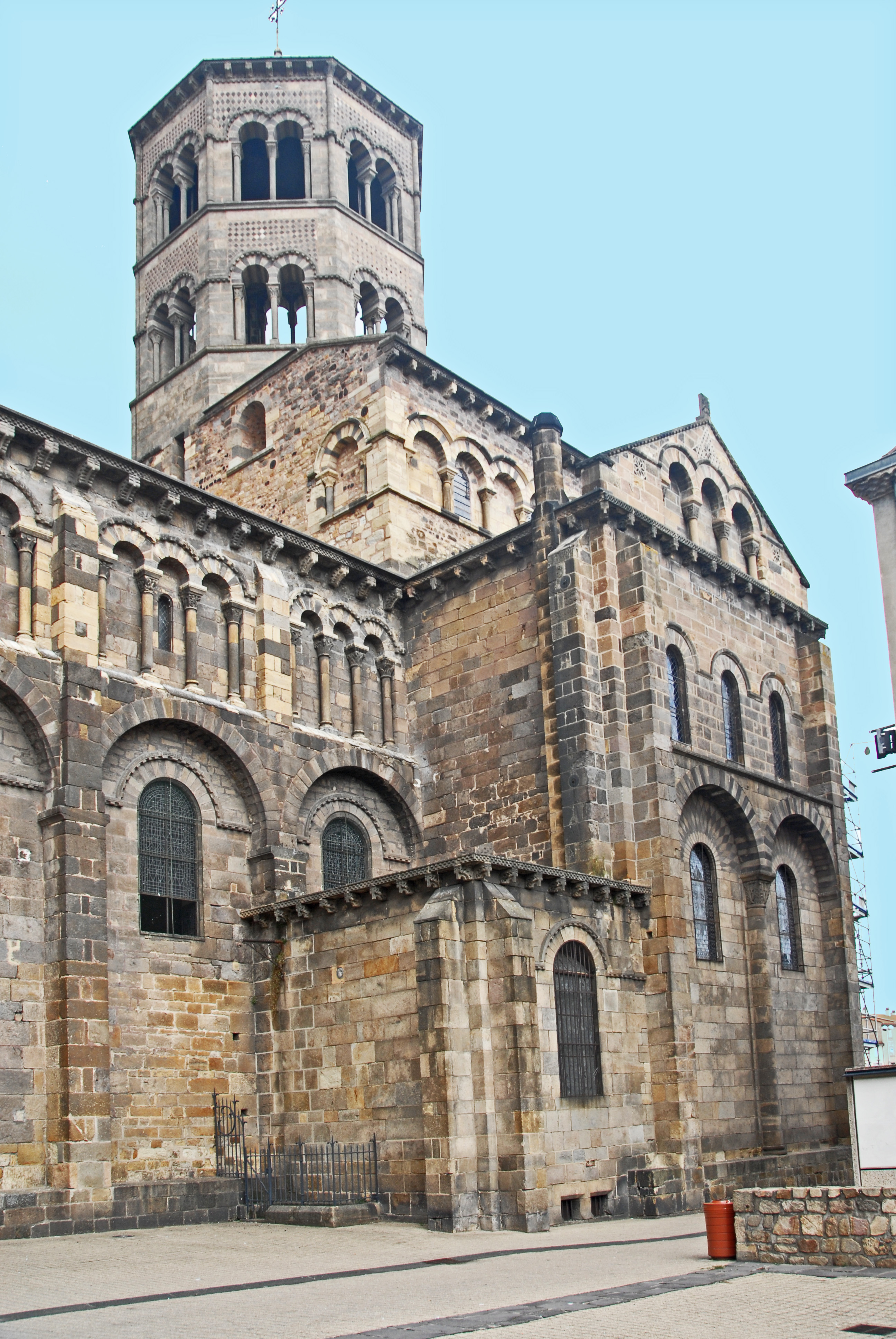
Sakristei, Querhausarm, massif-barlong und Vierungsturm von SW

#### Querhaus mit „massif barlong“ und Vierungsturm

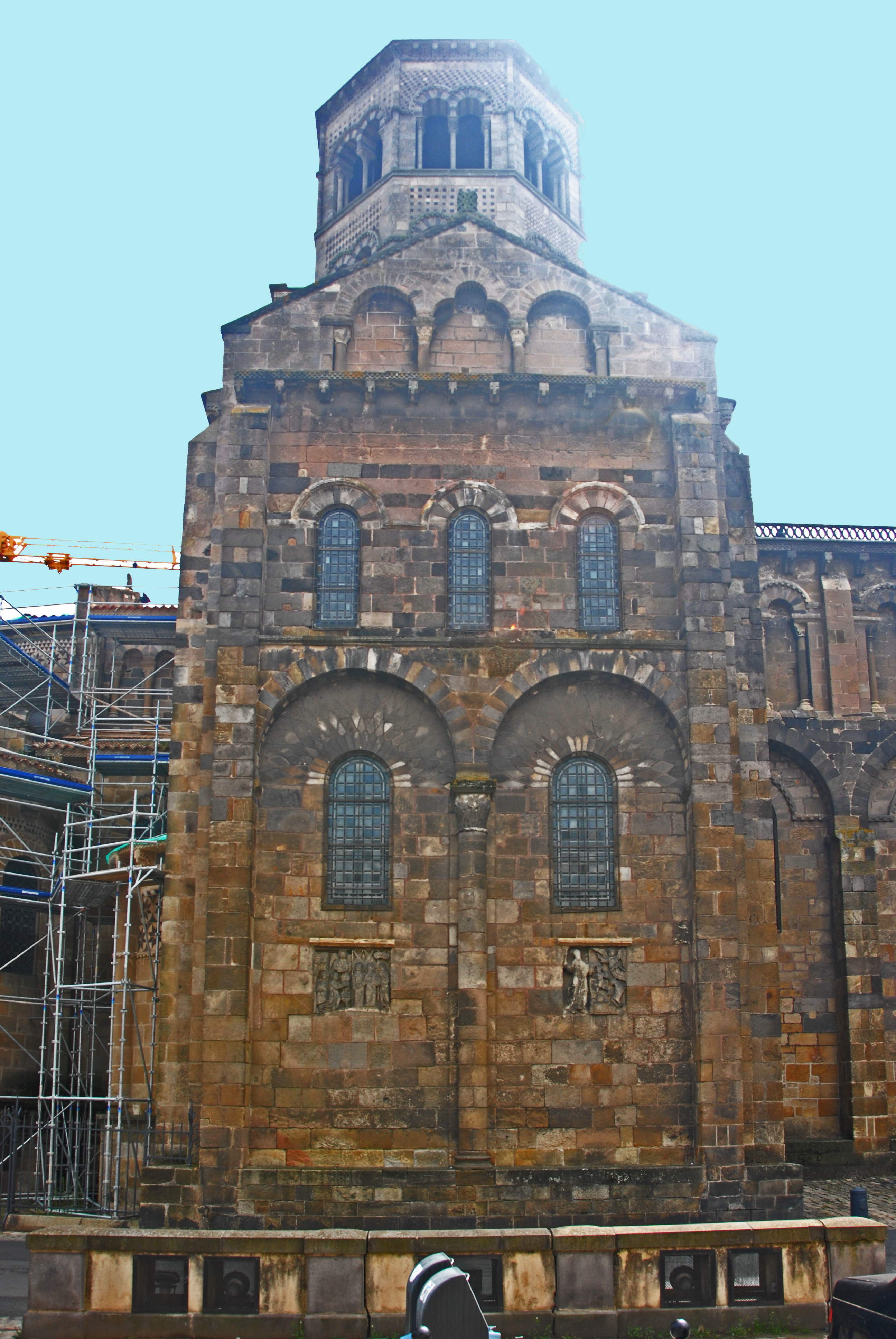
Nördl. Querhausgiebel und Turm

Die Querhausarme weisen die gleichen Traufen, Traufhöhen, Dacheindeckungen und Dachkämme auf, wie diejenigen des Langhausdachs. Die Ecken der Querhausarme werden auf beiden Wandseiten leicht zurückversetzt in ganzer Wandhöhe von kräftigen rechteckigen Strebepfeilern verstärkt. Das Traufgesims der Querhausarme mit den Hobelspan-Kragsteinen wird am Südgiebel um die Bauteilkanten herumgeführt und erstreckt sich über die gesamte Giebelwandbreite. Beim Nordgiebel wird das Gesims an den Kanten unterbrochen. Darüber erhebt sich in Verlängerung und Breite der Giebelwand ein weiteres Stück Giebelwand, das vom Giebeldreieck abgeschlossen wird. Seine schrägen Oberseiten steigen genauso geneigt an wie die dahinter befindlichen Dachflächen und wird von flachen Steinplatten abgedeckt, die am Ende der Schrägen waagerecht nach innen abschwenken. Ihre Außenkanten sind mit einem einfachen Rollenfries dekoriert. In den Giebelfeldern sind zentriert Drillingsblendarkaden eingelassen, die ähnlich den Drillingsarkaturen des Langhauses aufgebaut sind. Die Säulchen sind allerdings deutlich kürzer. Der mittlere Bogen auf dem Nordgiebel ist ausnahmsweise wie ein halber Vierpass geformt. Die Keilsteinbögen der Drillingsarkaden werden von dem bereits bekannten Kragprofil mit einfachem Rollenprofil überfangen, das außen waagerecht abschwenkt und gegen die Abdeckung der Giebelschrägen stößt. Im Giebeldreieck oberhalb der vorgenannten Überfangungen sind drei einzelne so genannte Inkrustationen eingelassen, das sind Steinmosaiken aus meist weißen und schwarzen Steinplättchen, zu verschiedenen geometrischen Mustern zusammengestellt. Hier sind es zwei Quadrate und ein größeres Dreieck, in die etwa mittig eine größere Rosette eingefügt ist, die von einem Raster aus Dreiecken umgeben ist. Ihre Ursprünge sind keineswegs wie manchmal vermutet orientalisch, sondern gallorömisch oder frühchristlich. Die Giebelfirste werden bekrönt mit je einer flachen rechteckigen Stele, der im oberen Bereich ein quadratisches weit gefächertes „Tatzenkreuz“ vorgeblendet ist, eine Modifikation ähnlicher Kreuze der anderen Hauptkirchen, etwa der Notre-Dame-du-Port de Clermont-Ferrand.
Die große hohe Wandfläche zwischen den Strebepfeilern ist etwa in zwei Drittel ihrer Höhe waagerecht mit einem schmalen Kraggesims unterteilt, dass auf einer doppelten Stützarkade liegt, deren Oberfläche nur knapp hinter denen der Strebepfeiler liegt. Die Bogensteine der beiden Arkaden gehen seitlich in die Strebepfeiler über und stehen in der Mitte gemeinsam auf einer kräftigen dreiviertelrunden Säule, vor einem sehr flachen Wandpfeiler, ausgestattet mit einem pflanzlich skulptierten Kapitell, mit weit ausladender Kämpferplatte. Die beiden größeren Fenster sind zentriert in den Arkadennischen ausgespart, und zwar so hoch, dass der seitliche Abstand der Leibungskante zum Strebepfeiler zwischen dem Fensterbogen und dem Arkadenbogen gleich bleibt. Diese Fläche zwischen den Arkaden- und den Fensterbögen ist mit oberflächenbündig vorgeblendeten Inkrustationen geschmückt. In der Wandnische darüber stehen drei etwas kleinere Fenster auf dem oben genannten Kraggesims. Ihre Bogensteine werden außenseitig von dem bekannten Kragprofil mit Rollenfries überfangen.

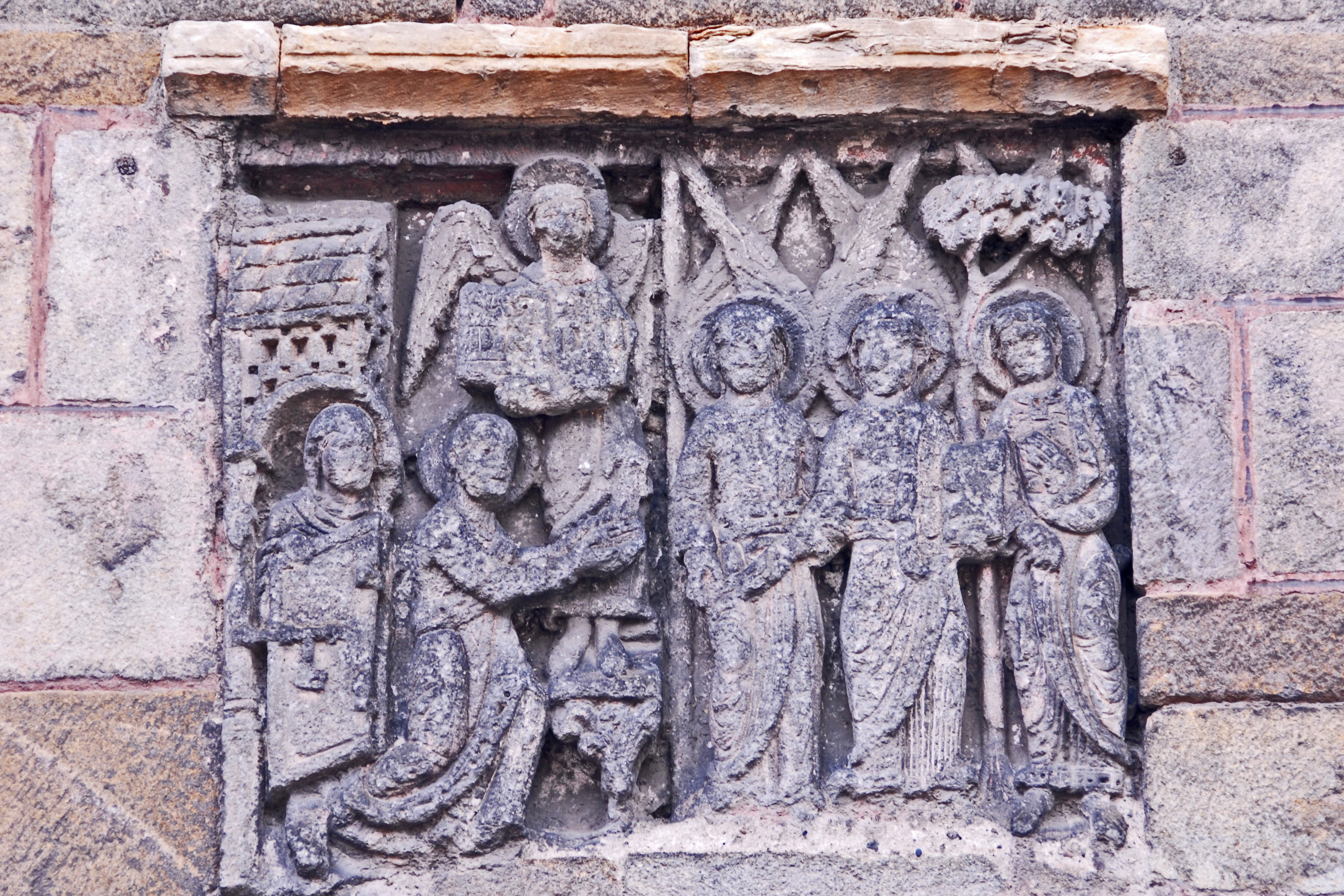
Nördl. Querhausgiebel, Relief, Besuch des Herrn bei Abraham

Auf der Giebelwand des nördlichen Querhausarms ist knapp unter den beiden Fenstern je ein Flachrelief eingelassen, das von einem Kragprofil überdeckt wird. Die Reliefs sind bereits stark verwittert. Das linke ist rechteckig und stellt den Besuch des Herrn bei Abraham dar, mit den die Dreieinigkeit versinnbildlichen drei Männern. (Gen 18 ) Die rechte Hälfte des Reliefs nehmen drei stehende Personen mit Flügeln und Nimben ein, die mittlere mit Kreuznimbus (der Herr) und einem Buch in der Linken. Sie stehen unter der erwähnten Terebinthe („Baum der Bibel“), oder auch Rieseneiche. In der linken Hälfte tritt Abraham (mit Nimbus) aus seiner Hütte (oder Zelt) und fällt auf die Knie, mit ausgestreckten Armen eine Mahlzeit anbietend. Hinter ihm steht vermutlich seine Frau Sara, vor sich ein geschlachtetes Tier. Die Aufgabe des stehenden Engels oberhalb Abrahams ist unklar.
Das rechte Relief ist fast quadratisch zeigt die Opferung Isaaks, durch Abraham, der seinen Sohn hingibt, als die prophetische Gestalt der Erlösung (Erstes Buch Mose, Kapitel 22). Links steht Abraham (mit Nimbus), in der erhobenen Rechten ein Messer, mit der Linken hält er den Kopf Isaaks aufrecht. Dieser sitzt auf einem Opfertisch oder Stapel Brandholz. Rechts verkündet der Engel des Herrn, Abraham möge von seiner Absicht ablassen und stattdessen den Widder (rechts unten) opfern.

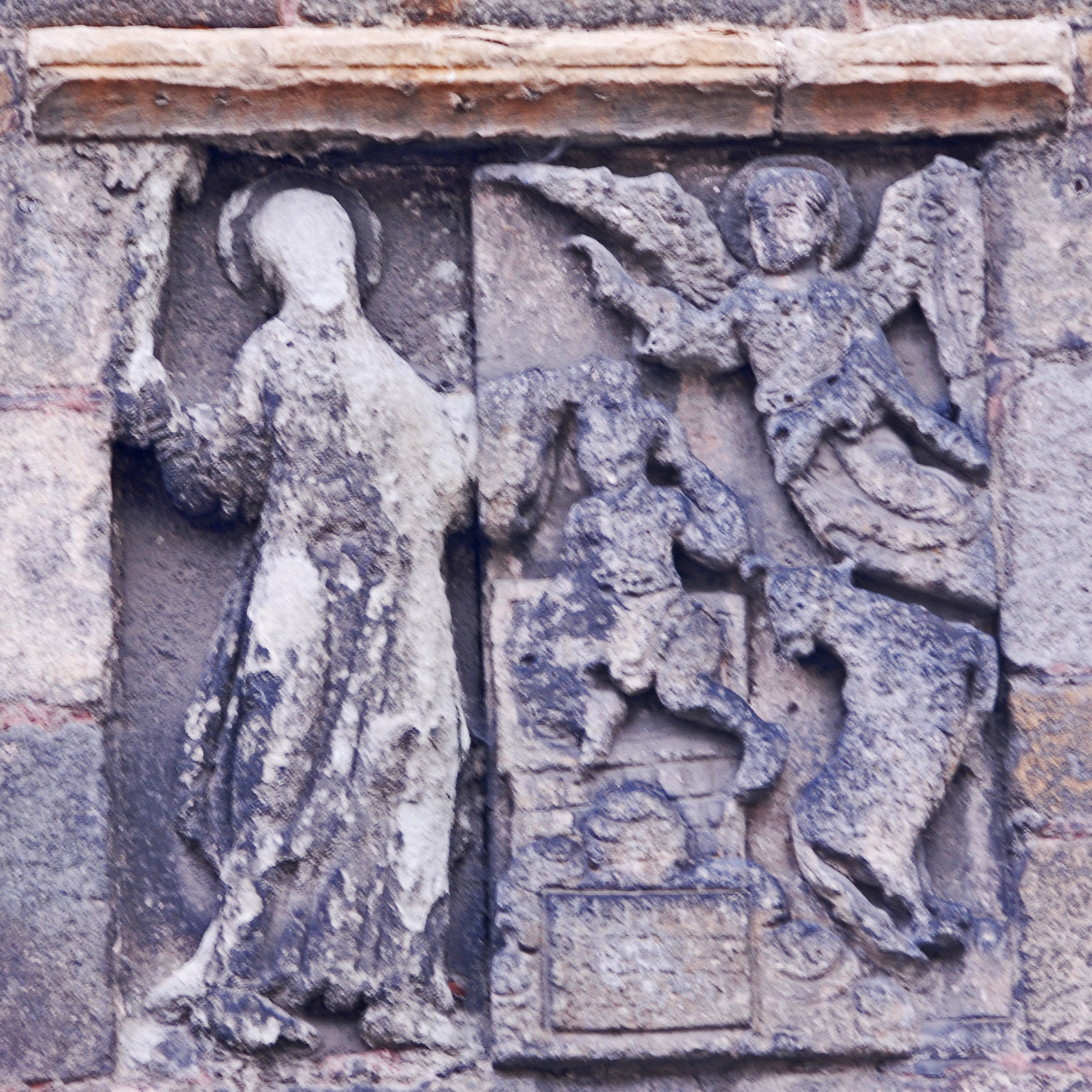
Nördl. Querhausgiebel, Relief, Opferung Isaaks durch Abraham

Die Westseiten der Querhausarme sind gänzlich geschlossen. Auf deren Ostseiten sind in der oberen Wandhälfte je zwei schlanke rundbogigen Fenster ausgespart, deren Keilsteinbögen von Kragprofilen mit Rollenfries überfangen werden, die an den Bogenansätzen waagerecht abschwenken. Im Grundriss halbkreisförmige Apsiden der Querhauskapellen nehmen fast die ganze Breite der Ostwände ein. Ihre flach geneigten halben Kegeldächer liegen etwa in halber Wandhöhe und sind mit roten Hohlziegeln in römischem Format eingedeckt. Ihre unteren Ziegelreihen kragen etwas über die Gesimsplatten der Traufen aus, die von Hobelspankragsteinen unterstützt werden. Die senkrechten Sichtkanten der Gesimse sind mit mehrfachen Rollenfriesen dekoriert. Die Apsiswände werden von je zwei Halbsäulen in drei Abschnitte unterteilt. In den zentralen Abschnitten ist je ein kleines rundbogiges Fester ausgespart, dessen Keilsteinbogen von einem Kragprofil mit einfachem Rollenfries überfangen wird, das an den Bogenansätzen waagerecht abschwenkt und um die ganze Apsisrundung bis gegen die Querhauswände geführt wird. Die Wandabschnitte oberhalb dieses Kragprofils sind mit Inkrustationen aus schwarzen und weißen Steinplatten dekoriert, überwiegend mit Rosetten in Kreisen. Die südliche Querhauskapelle ist eine Rekonstruktion des 19. Jahrhunderts.
Die bis in Höhe der Vierungskuppel auf der Nord- und Südseite der Vierung hinaufreichenden Raumabschnitte in Verlängerungen der Seitenschiffe, in Länge der Breite der Querhausarme, nehmen oberhalb der Dächer der Schiffe die äußerlich achteckige Kuppel „in die Zange“. Die äußeren Oberflächen ihrer Ost- und Westwände gehen oberflächenbündig in die nach Osten und Westen weisenden Seiten des achteckigen Turmsockels über.

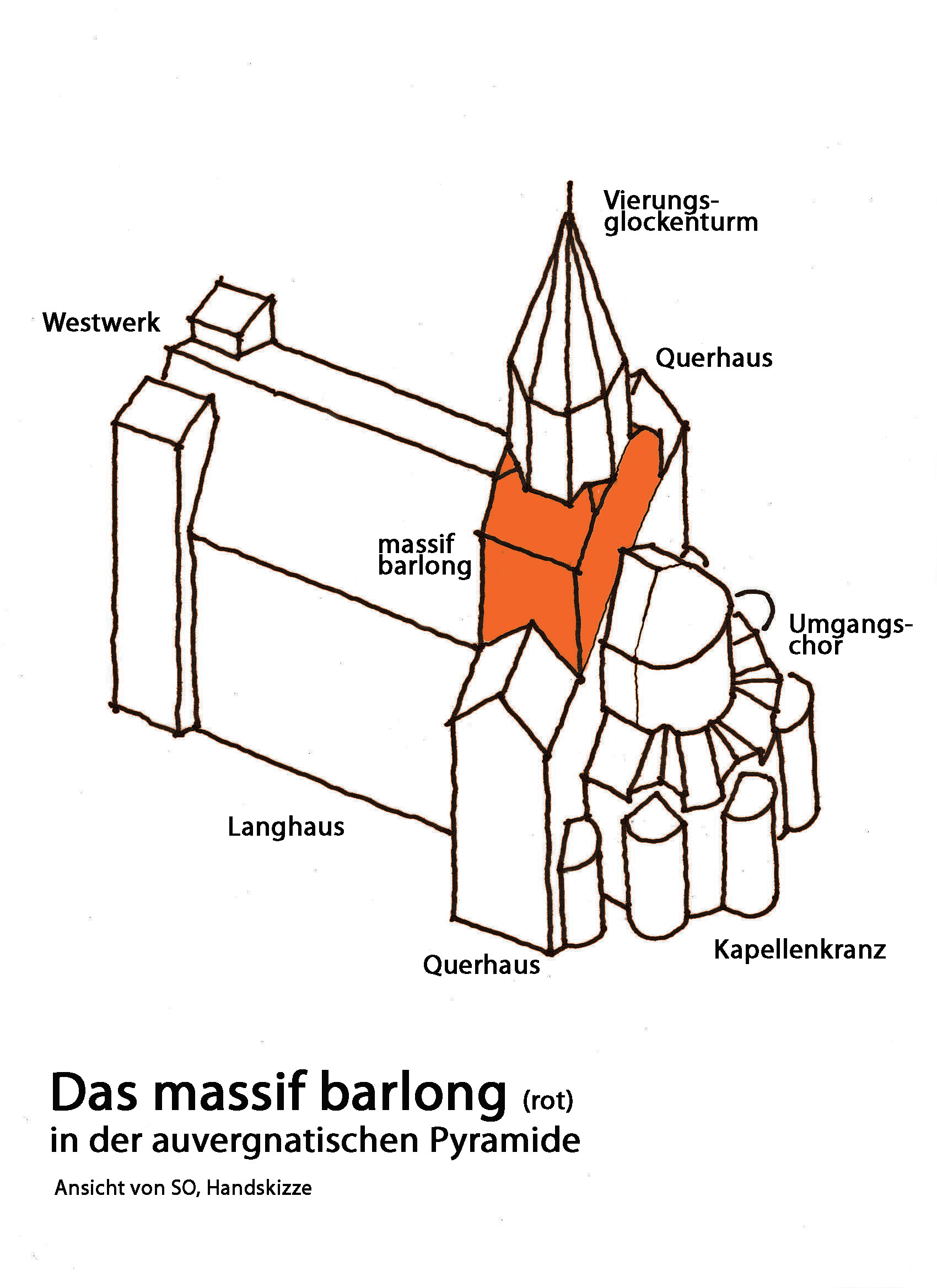
massif barlong, Handskizze

Dieses Gebilde wird massif barlong genannt, welches zusammen mit der Vierungskuppel den hoch aufragenden Glockenturm trägt und abstützt. Es findet sich bei allen Hauptkirchen der Basse Auvergne. Um diesem wuchtigen Unterbau die Schwere zu nehmen, wurden seine Wände und die darin befindlichen Fenster, auch auf der Ostseite, und dort über die Vierung hinweg, mit teils durchlaufenden Arkaturen bestückt, von denen einige Arkaden kleinere Fenster enthalten. Ihre Bögen werden von Säulchen getragen, ähnlich denen der Seitenwände des Langhauses. Auf der westlichen Seite gibt es nur über den Seitenschiffen je eine Zwillingsblendarkade. Der Mittelteil wird dort vom oberen Teil des Langhaussatteldachs verdeckt. Die Arkaturen des massif barlong werden über ihren Bogensteinen und unterhalb von Kragprofilen mit dem Kraggesims mit Rollenfries, wie die bei den Langhausfenstern, begleitet und untereinander waagerecht verbunden und um das ganze Gebilde herumgeführt. Auf der Ost- und Westseite ist oberhalb der Arkaturen auf beiden Seiten in Turmnähe je eine rundbogige Mauernische ausgespart, mit halbrundem Grundriss. Auf der Ostseite sind zwischen diesen Nischen Inkrustationen angebracht, die aus dreieckigen Mosaikplatten, die untereinander und außen herum von schmalen Streifen getrennt und eingefasst werden. Die nördlich und südlich über den Turm hinausreichenden Teile des massif barlong sind oberseitig mit flach nach außen geneigten Pultdächern überdeckt, die wie das Langhausdach eingedeckt sind. Die Traufausbildung ähnelt der des Langhauses, kragt jedoch nicht so weit aus. Das Regenwasser tropft auch hier frei ab, aber auf die Dächer darunter. Über den vorgenannten Nischen sieht man kurze Abschnitte von Traufausbildungen. Sie gehören zu kleinen dreieckigen Pultdachflächen, die über den Ecken der quadratischen Vierung entstanden sind.

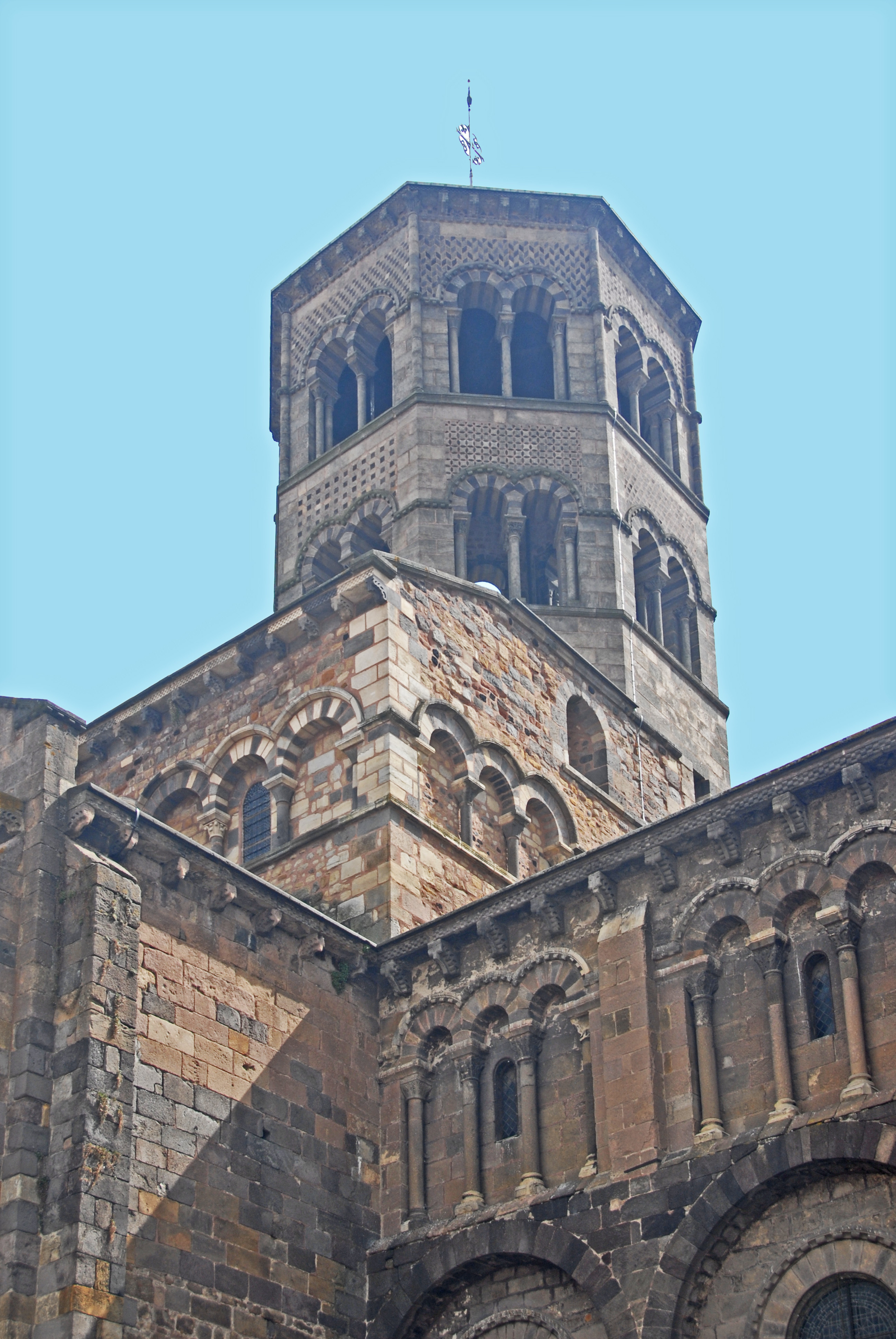
massif barlong und Vierungsturm von NW

Der Vierungsturm entspricht nicht mehr dem romanischen Original, dessen beide oberen Geschosse 1574 in den Religionskriegen eingerissen und dann gänzlich eingestürzt waren. Der heutige wieder achteckige und zweigeschossige Vierungsturm wurde 1847 wieder errichtet. In dem Zeitraum dazwischen, von etwa 270 Jahren, wird der Turm nicht im eingestürzten Zustand geblieben sein. Man hätte die Kirche nicht nutzen können. Der bis zur Revolution sehr umfangreiche und recht gut erhaltene Teil der Konventsgebäude deutet auf einen gewissen Wohlstand des Klosters hin, was die unter „Historisches“ gezeigte Grafik belegt. Aus dieser und der Grafik von Viollet-le-Duc kann geschlossen werden, dass es über dem ursprünglichen massif barlong, dem das heutige nahekommt, eher weniger gelungene zwischenzeitliche Experimente gegeben hat. Dazu gehörte auch eine Erhöhung des Chorraums. Offensichtlich legte man damals keinen Wert auf Authentizität der erneuerten Bauteile.
Obgleich Saint-Saturnin nahe war, wo der Originalturm mit dem massif barlong heute noch erhalten ist, und man dort hätte abschauen können, sind eher Kuriositäten entstanden. Das gilt nicht ganz so extrem auch für die Details des später wieder errichteten zweigeschossigen Turms.
Der achteckige geschlossenen Turmsockel wird oberseitig von einem gerundeten Kragprofil abgeschlossen. Die beiden Geschosse werden von einem doppelten Kragprofil getrennt. Das obere ist etwas niedriger als das untere. Auf jeder Seite ist in jedem Geschoss eine Zwillingsarkade eingelassen mit schlanken Öffnungen. Die Keilsteinbögen stehen außen im unteren Geschoss auf einem Säulchen in einem Laibungsrücksprung, im oberen auf Zwillingssäulchen. Die Keilsteinbögen stehen innen gemeinsam auf einem Säulchenpaar. Alle Säulchen sind mit pflanzlich skulptierten Kapitellen, profilierten Kämpfern und Basen auf kantigen Plinthen ausgestattet. Die Keilsteinbögen werden von einem Kragprofil mit einfachem Rollenfries überfangen, das an den Bogenansätzen waagerecht abschwenkt und bis zu den Turmecken geführt wird. Im oberen Geschoss stehen vor den Turmecken geschosshohe dreiviertelrunde Stäbe. Der Turm wird oben abgeschlossen durch eine allseitig auskragende Traufe aus Gesimsplatten auf Hobelspankragsteinen. Unmittelbar unter den Kragsteinen verläuft ein Kragprofil mit einfachem Rollenfries.
Die Wandfelder zwischen den Überfangprofilen der Keilsteinbögen und ein Stück unter den Abschlussprofilen der Geschoss sind in Breite der Zwillingsarkaden mit gerasterten Inkrustationen in schwarz, weiß und rot dekoriert, aus unterschiedlichen geometrische Formen, wie etwa Quadrate, Rauten, Dreiecke und andere.
Der hölzerne Turmhelm in Form einer flach geneigten achteckige Pyramide ist mit hellem Zinkblech auf Holzschalung eingedeckt. Er wird bekrönt durch ein en kurzen Rundstab mit einem kugelförmigen Knauf aus Metall. Aus diesem ragt eine lange Stange hoch auf, die in der oberen Hälfte mit einem grazilen schmiedeeisernen Kreuz versehen ist. Darüber dreht sich ein Wetterhahn in den Wind.
Das Fehlen von Klanglamellen in den Arkadenöffnungen deutet darauf hin, dass der Turm zumindest heute kein Geläut mehr enthält. Es ist aber zu vermuten, dass er in der Vergangenheit Glocken besaß. Das wird auch durch den zentralen Durchlass in der Vierungskuppel bestätigt.

#### Chorhaupt mit Kapellenkranz

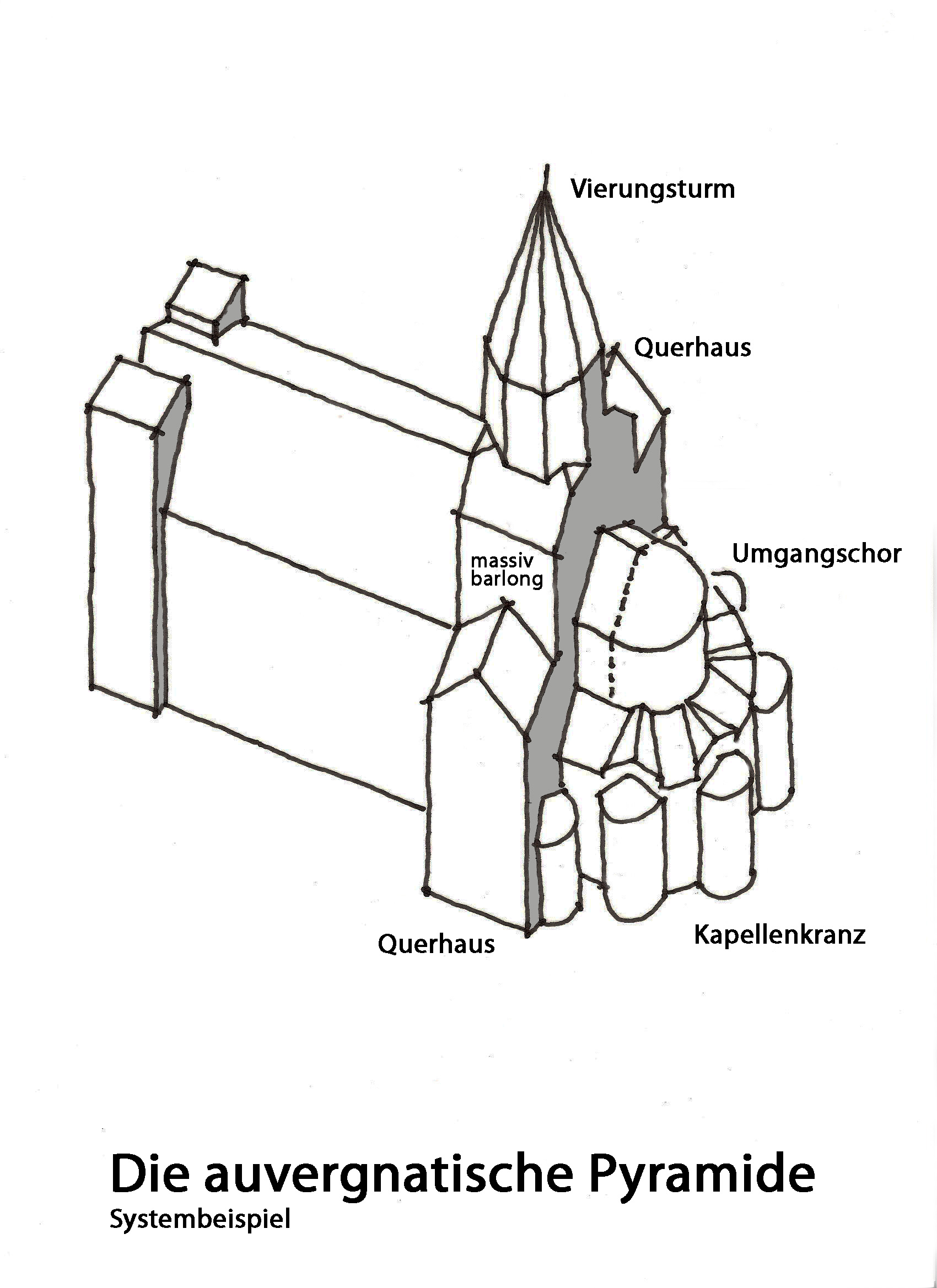

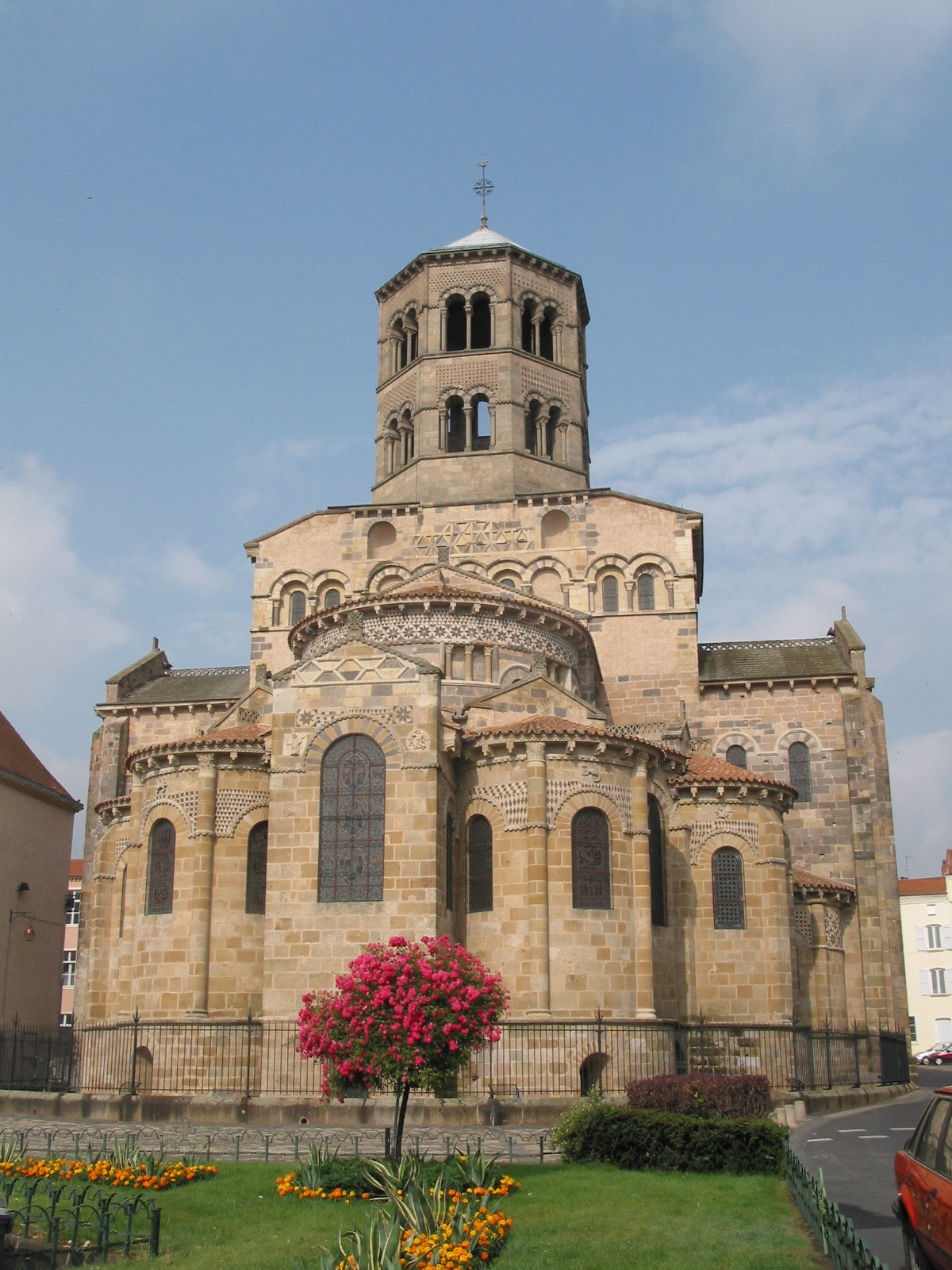
Chorhaupt von O

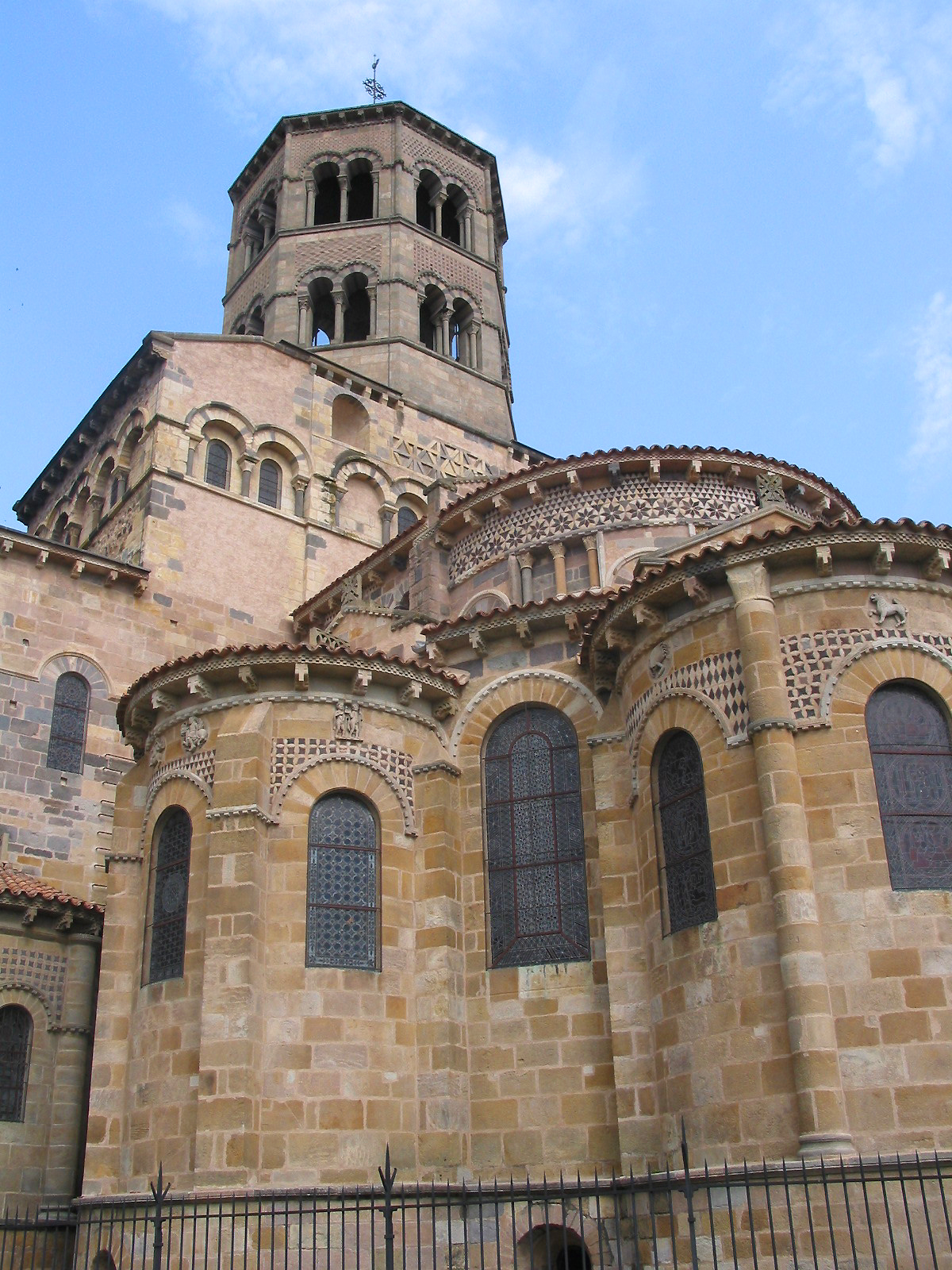
Chorhaupt von SO

Der sicherlich schönste Teil der Kirche ist ihr Chorhaupt, von innen wie von außen betrachtet. Das Fehlen jeglicher naher Bebauung lässt einen unverstellten Überblick auf diese prachtvollen Bauteile zu. Mit vollendeter Meisterschaft sind hier, wie auch bei den anderen Hauptkirchen der niederen Auvergne, grundverschiedene Bauteile, wie Umgangskapellen, Umgang, Chor mit seiner Apsis, Querhaus, massif barlong und der erneuerte Glockenturm zu einem harmonisch ausgewogenen Ganzen übereinander getürmt worden. In wohldurchdachter Abstufung schweift der Blick des Betrachters von der breiten Basis aus dem Kranz kleiner Apsiden, über die sich stets verjüngenden Bauteile, bis hinauf zur Turmspitze. Dafür wurde der treffende Begriff „auvergnatische Pyramide“ geprägt.
Das Werkstein-Mauerwerk des Chorhauptes – aus (wieder) heller Arkose – strahlt heute, nach einer Restaurierung Anfang dieses Jahrhunderts in hellen klaren Farben, in unterschiedlichen lebendigen Farbtönen. Bei den Bogensteinen der Fenster trifft man häufig Farbwechsel an, wie bei den richtigen Inkrustationen.
Alle Dächer sind in flacher Neigung mit roten Hohlziegeln in römischer Form eingedeckt, eine Rekonstruktion der ursprünglichen Eindeckung, die bei den oben genannten Restaurierungen erfolgt ist. Für die Kegeldächer der Apsiden wurden die Tonziegel in unterschiedlichen Breiten und konisch zulaufend produziert, um ein sauberes Verlegebild zu erhalten. An allen Traufen tropft das Regenwasser frei ab.
Alle äußeren Wände der Kapellen und des Chorumgangs, zwischen den Kapellen und deren Strebepfeiler stehen auf einem um alle diese Bauteile herumgeführten weit ausladenden, knapp zwei Meter hohen Sockel, der mit flachen, oberseitig abgeschrägten Platten abgedeckt ist. Bei der Scheitelkapelle ist er deutlich flacher. Bei den Umgangskapellen und dem Umgang wird damit die Höhe des inneren Bodens über der Krypta markiert. Im Sockel sind in den Apsidenscheiteln und zwischen den Kapellen kleine rundbogige Fenster ausgespart, die die Krypta belichten. Das Umgebungsniveau liegt hier deutlich tiefer, als bei den übrigen Teilen der Kirche, das an ihrem Westende nahezu auf das innere Bodenniveau ansteigt.

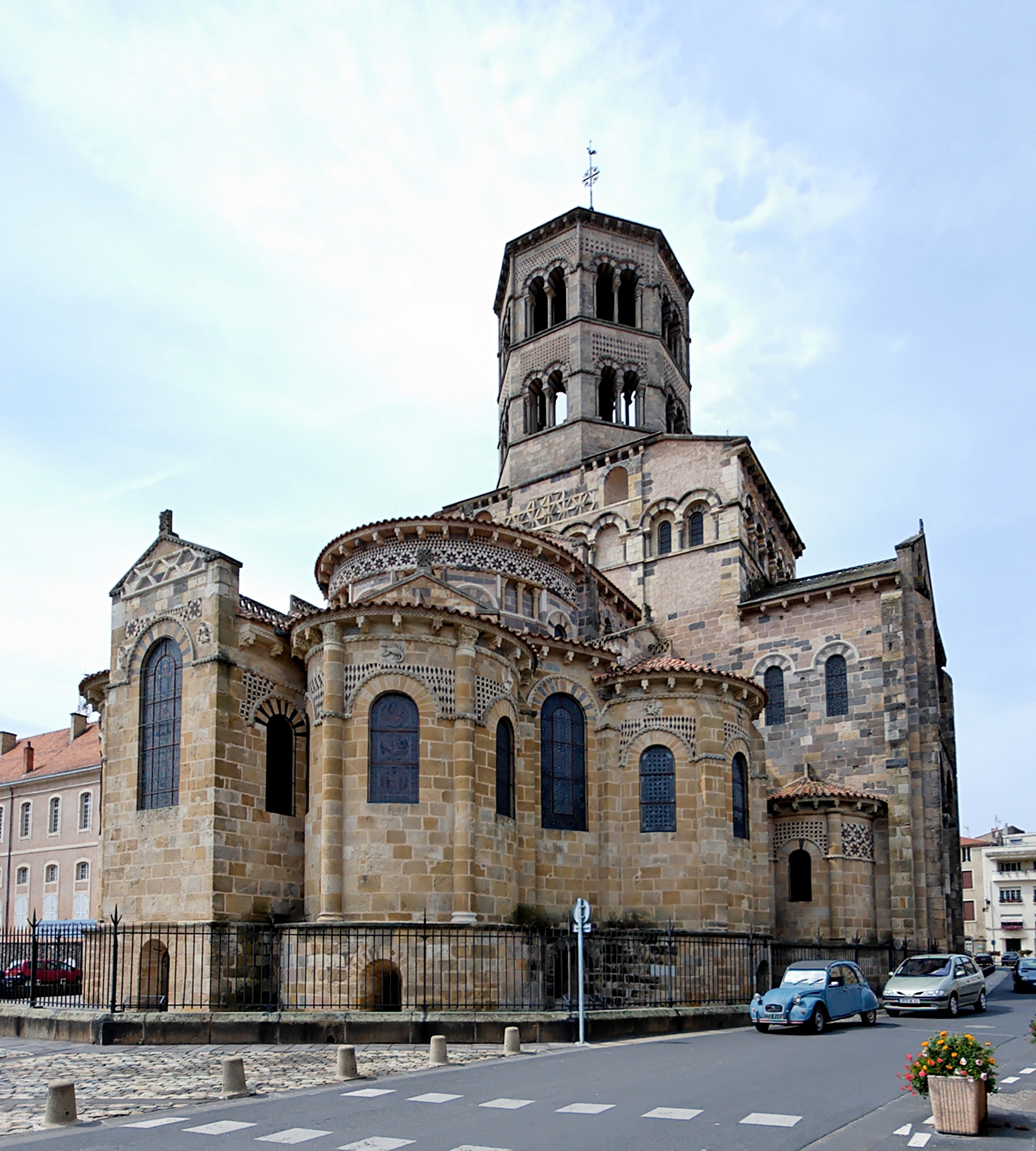
Chorhaupt von NO

Die vier Kapellenapsiden besitzen Außenwände in Form hoch gestreckter halber Zylinder, die an den Chorumgang angeflanscht sind. Ihre Traufhöhe liegt etwas tiefer als die des Chorumgangs. Der Grundriss der Scheitelkapelle ist – anders als sonst in der Auvergne üblich – beinahe quadratisch. Es wird vermutet, dass sie erst eine unbestimmte Zeit nach Baubeginn zwischen den zwei benachbarten runden Kapellen eingezwängt worden ist. Die vorherige Harmonie des Ensembles der freistehenden Apsiden wurde dadurch nicht unwesentlich gestört.
Die Wände der beiden Apsiden neben der Scheitelkapelle sind vertikal aufgeteilt von zwei dreiviertelrunden Säulen, in drei Wandabschnitte. Die Säulen werden gekrönt von schlicht skulptierten Kapitellen, ohne Kämpferabschlüsse und stehen auf profilierten Basen. Die Kapitelle tragen unmittelbar das kräftige Traufgesims aus waagerecht aufliegenden Steinplatten, deren senkrechte Stirnseiten mit einem dreidimensionalen kleingliedrigen Schachbrettfries dekoriert sind. Sie kragen deutlich geringer aus, als diejenigen des Langhauses. Ihre Unterseiten sind glatt. Bei den äußeren Umgangskapellen stehen statt der Säulen im Grundriss rechtwinklige Wandpfeiler, mit oberseitig steiler Abschrägung. Sie tragen nicht das Traufgesims und enden unter dem obersten Kragprofil mit Rollenfries. In allen Ecken der Kapellenanschlüsse an den Umgang stehen rechtwinklige Wandpfeiler im über Eck abgeschrägten Oberseiten. Zwischen den Säulen werden die Gesimsplatten von Hobelspan-Kragsteinen getragen, bei den äußeren Kapellen ausschließlich von diesen. Unter den Kragsteinen werden die Wände von einem Kragprofil mit Rollenfries abgeschlossen.
Die Scheitelkapelle weist nur noch kurze frei Seitenwände auf und dementsprechend kurze Traufstücke, die die Höhe der Apsidentraufen übernehmen. Die flache Kopfwand dieser Kapelle ist eine Giebelwand, die die dahinter anstoßenden Satteldachflächen ein Stück überragt und deren beidseitig abgeschrägte Oberseiten die Dachneigungen übernehmen. Diese sind mit flachen Platten abgedeckt die an ihren unteren Enden waagerecht nach innen abschwenken. Ihre Sichtkanten sind mit einem Rollenfries dekoriert. Die Giebelfirst wird mit einem „Tatzenkreuz“ bekrönt, dass frei auf einem kurzen Sockel steht und dessen weit aufgespreizten Arme ein Quadrat bilden. Diese Arme werden untereinander durch einen größeren Kreisring zusammengehalten. Im Zentrum befindet sich noch ein kleiner Kreisring.
Die rundbogigen Fenster der Kapellen und des Umgangs sind unterschiedlich groß. Die 14 kleinsten befinden sich in den Kapellenapsiden und in den Seitenwänden der Scheitelkapelle, deutlich größer sind die vier in den Wänden des Umgangs. Das größte Fenster befindet sich in der Giebelwand der Scheitelkapelle. Die Bogensteine der Fenster werden überfangen von dem bekannten Kragprofil mit Rollenfries, die an den Bogenansätzen waagerecht abknicken, und über die Pfeiler hinweg um die Kapellen herumgeführt werden. Wegen der deutlich höher liegenden Bögen der Fenster des Umgangs und in der Giebelwand der Scheitelkapelle liegen deren seitlich weitergeführten Friese entsprechend höher und gehen in das Profil unter den Kragsteinen der Kapellen über. Die Zwickel seitlich der Bogenüberfangungen sind mit Rastern von Inkrustationen ausgefüllt aus schwarzen und weißen Rauten und Quadraten. Über dem Fenster der Scheitelkapelle gibt es im Giebeldreieck eine größere Struktur einer Inkrustation. Knapp über dem Keilsteinbogen sind zwei kreisrunde Inkrustationen angebracht mit Blütenrosetten.
Die Dächer der Kapellenapsiden weisen die Form eines flach geneigten halben Kegels auf. Zur Vermeidung komplizierter Durchdringungen dieser Dächer mit dem Dach des Umgangs, sind dessen Außenwände in Breite der Kapellen höher aufgemauert, und werden oberseitig mit Dreiecksgiebeln abgeschlossen. Ihre Oberseiten sind mit glatten Steinplatten abgedeckt, deren auskragenden Sichtkanten teilweise mit einem Rollenfries dekoriert sind. Die Dacheindeckungen der Kapellen stoßen gegen diese Giebel. Hinter den Giebeln sind kleine Satteldächer angeordnet, deren Firste radial gegen die aufgehenden Wände der Chorapsis stoßen, und mit steinernen Dachkämmen bekrönt sind, wie der auf dem Langhausdach. Der Giebelfirst wird mit einem breit gefächerten Tatzenkreuz (?) bekrönt, wie bei der Radialkapelle.
Das Dach der Radialkapelle ist ein Satteldach. Auch dieses Dach stößt gegen einen über der Umgangswand hochgeführten Giebel.
Das Pultdach über dem Chorumgang beginnt eingangs mit rechtwinkligen Grundrissen. Es setzt sich um die Chorapsis herum in gleicher Breite fort. Die fünf Kapellen unterbrechen der Verlauf der Traufe mit den oben beschriebenen, weiter hoch geführten Stücken der Umgangswand, mit seinen Giebelaufsätzen. Zwischen diesen Giebeln und der Chorapsiswand, unterbrechen kleine Satteldächer, mit trapezförmigem Grundriss, in radialer Anordnung, das Pultdach des Umgangs. Die Traufabschnitte des Umgangs sind so gestaltet wie diejenigen der Kapellen.
Das Dach des Chors besteht im Grundriss aus einem Rechteck, über dem Chorjoch, und aus einem Halbkreis über der Apsis. Die Dachform setzt sich dementsprechend zusammen aus einem Satteldach und einem halben Kegeldach, dessen Traufe etwas tiefer liegt. Beide Dachteile werden getrennt durch eine aus den Dachflächen herausragende Mauer, die zur Mitte hin etwa so ansteigt, wie die Kegeldachneigung. In Fortsetzung dieser Giebelwand treten aus den seitlichen Chorwänden kräftige Wandpfeiler hervor. Wie bei den Giebeln hinter den Umgangskapellen trägt dieser Giebel das gleiche Tatzenkreuz, wie das der Kapellen. Die Traufen sind so ausgebildet, wie bei den Kapellen, jedoch mit einer deutlich größeren Ausladung. Der Versatz der Traufen wiederholt sich im Traufgesims. Der First des Satteldachs wird wieder bekrönt von einem steinernen Dachkamm.
Die Gliederung der Chorapsis wird in zwei horizontale Abschnitte unterteilt und zwar getrennt durch ein Kragprofil mit dem bekannten Rollenfries. Im unteren Abschnitt dominieren fünf rundbogige Fenster, deren Bogensteine von doppelten Kragprofilen überfangen werden, die in Höhe der Bogenansätze waagerecht abknicken und bis zum nächsten Fenster weitergeführt werden. Zwischen dem unteren und oberen Kragprofil verbleiben seltsame rechteckige Nischen, die von drei Säulchen mit skulptierten Kapitellen und profilierten Basen unterteilt werden, die unmittelbar das obere Kraggesims tragen. Dieses Motiv ist eine Anleihe aus der römischen Antike. Außerhalb der Hauptkirchen trifft man das Motiv nur noch einmal an der nicht weit entfernten, runden Friedhofskapelle von Chambon-sur-Lac an.
Der obere Abschnitt der Chorapsiswand, der auch als „Architrav“ bezeichnet wird, zwischen dem oberen Kragprofil und den Traufgesimsplatten ist gänzlich mit Inkrustationen bedeckt aus schwarzen und weißen Mosaikplatten Der untere Bereich des Bandes besteht aus kreisrunden Scheiben, die mit Rosetten gefüllt sind. Darüber findet sich ein Raster von kleinformatigen dreieckigen Platten.
Auf den über das Umgangsdach hinausreichenden Wänden des Chorjochs sind je zwei Zwillingsblendarkaden eingearbeitet, ähnlich derjenigen der Langhausseitenwände im Bereich des Emporengeschosses, hier jedoch gänzlich ohne Fenster.
Skulptur der Tierkreiszeichen (auch Sternbilder)
Bernard Craplet schreibt dazu:
„Um der letztendlichen Bedeutung dieser vollendeten Anlage ihren Ausdruck zu verleihen, haben die Benediktinermönche von Issoire die zwölf Tierkreiszeichen als Sinnbilder der Ordnung und Komplexität des Universums kranzförmig auf den Umgangskapellen angebracht. Sie stehen für ein Universum, das in seiner Gesamtheit das Werk Gottes ist. Diese Vorstellung ist allumfassend. Im Mittelalter wurde die Kirche stets als verkleinertes Ebenbild betrachtet, als in Mikrokosmos im Makrokosmos, in der der Gesang der Mönche dem stummen Lobpreis der Schöpfung Stimme verlieh. Ein ähnlicher Tierkreis zierte den Innenraum der Kathedrale von Clermont im 10. Jahrhundert.“
Es handelt sich um folgende 12 Sternbilder: Widder, Stier, Zwillinge, Krebs, Löwe, Jungfrau Waage, Skorpion, Schütze, Steinbock, Wassermann, Fische.
Die Reliefs sind auf runden teils auch rechteckigen Grundplatten aufgebracht, die in die Wände oberflächenbündig eingearbeitet sind. Sie befinden sich über den Fenstern der Kapellen.

Galerie Tierkreiszeichen
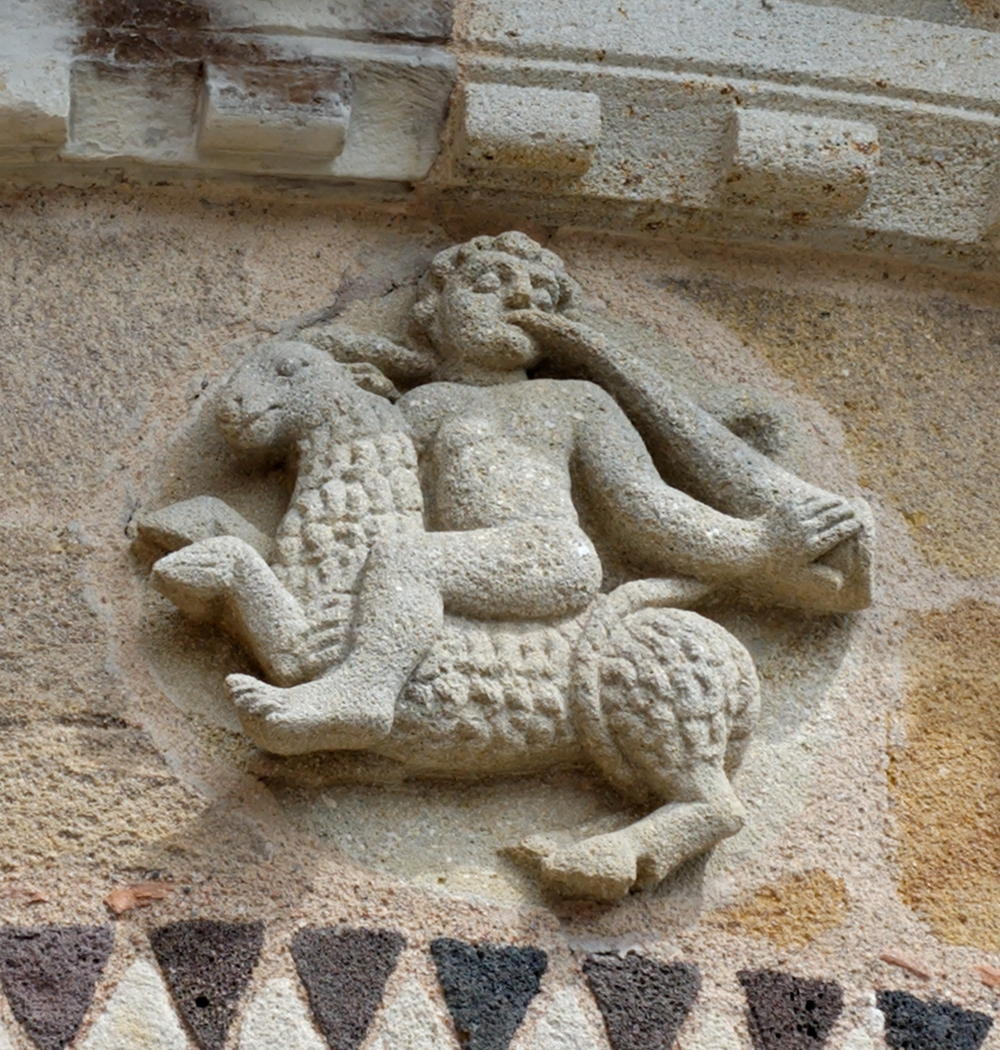
Widder
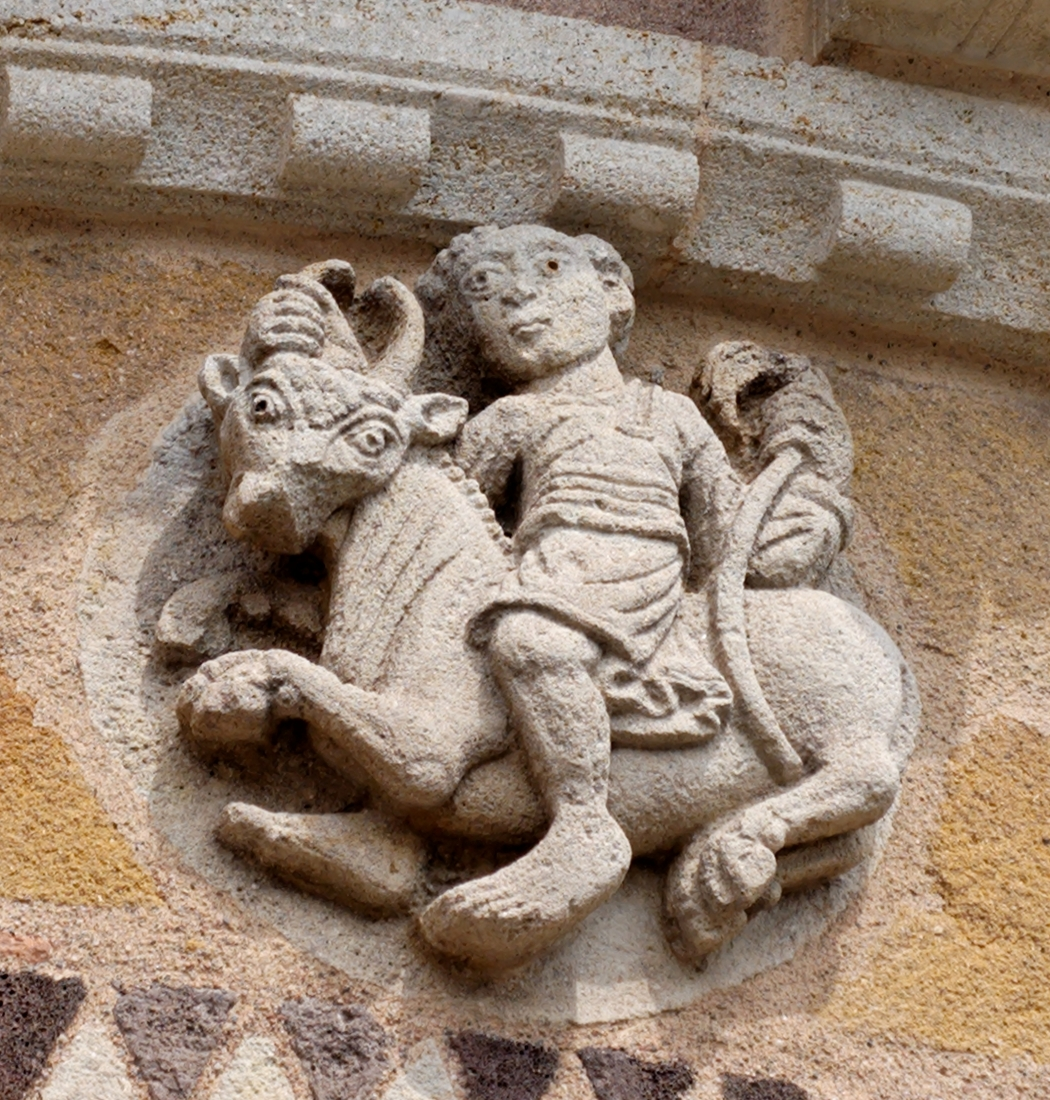
Stier
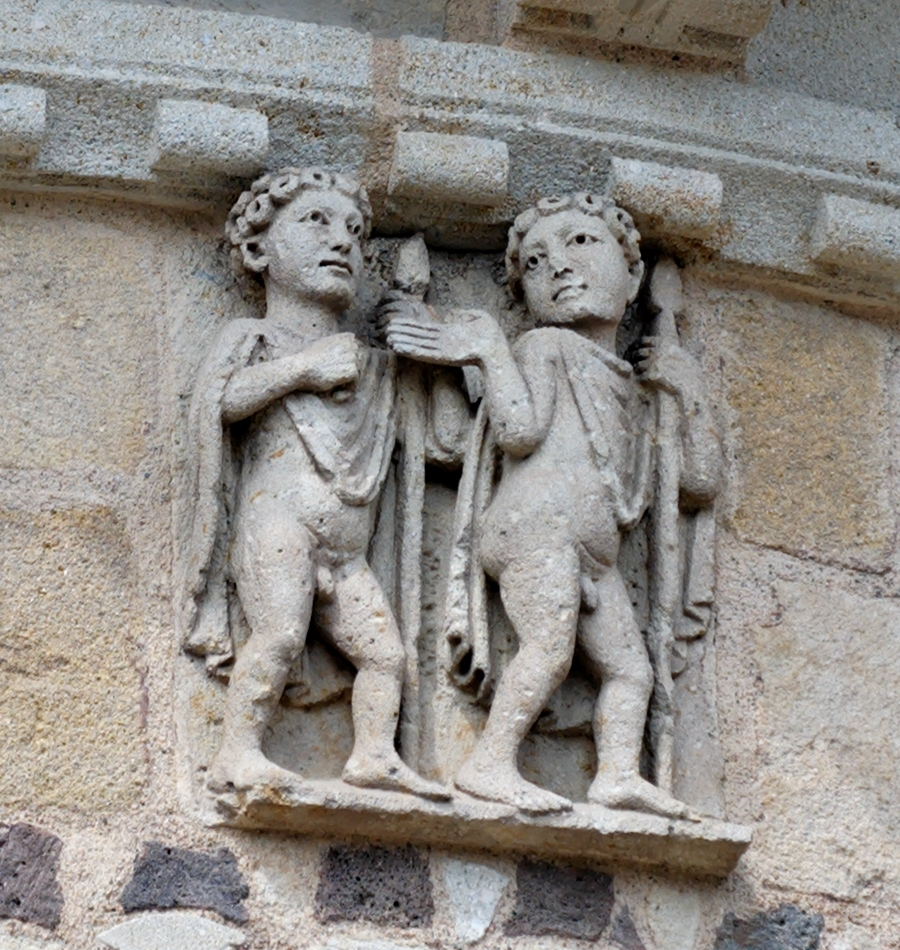
Zwillinge
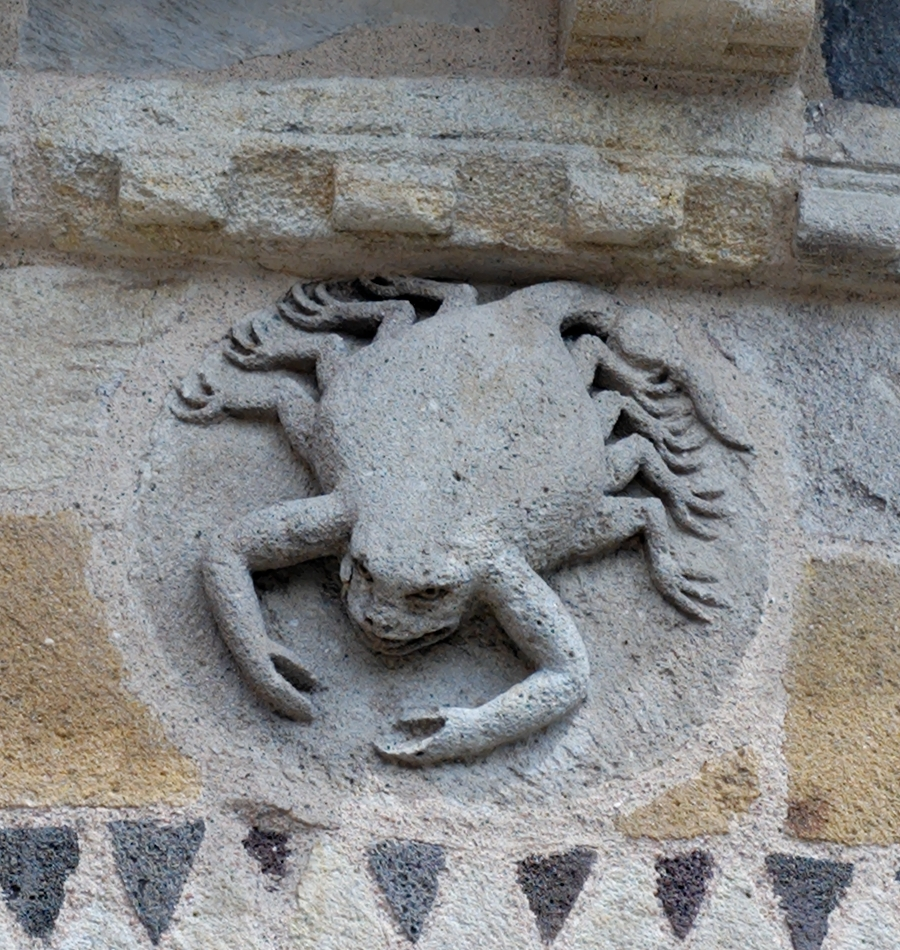
Krebs
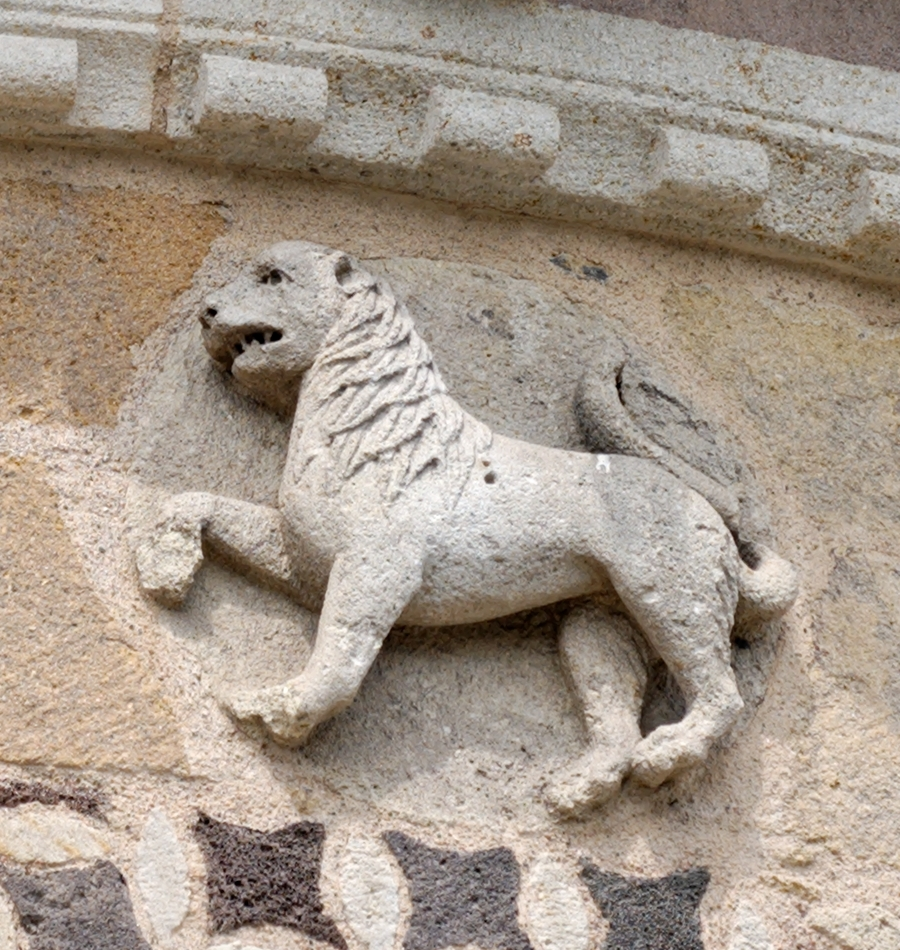
Löwe
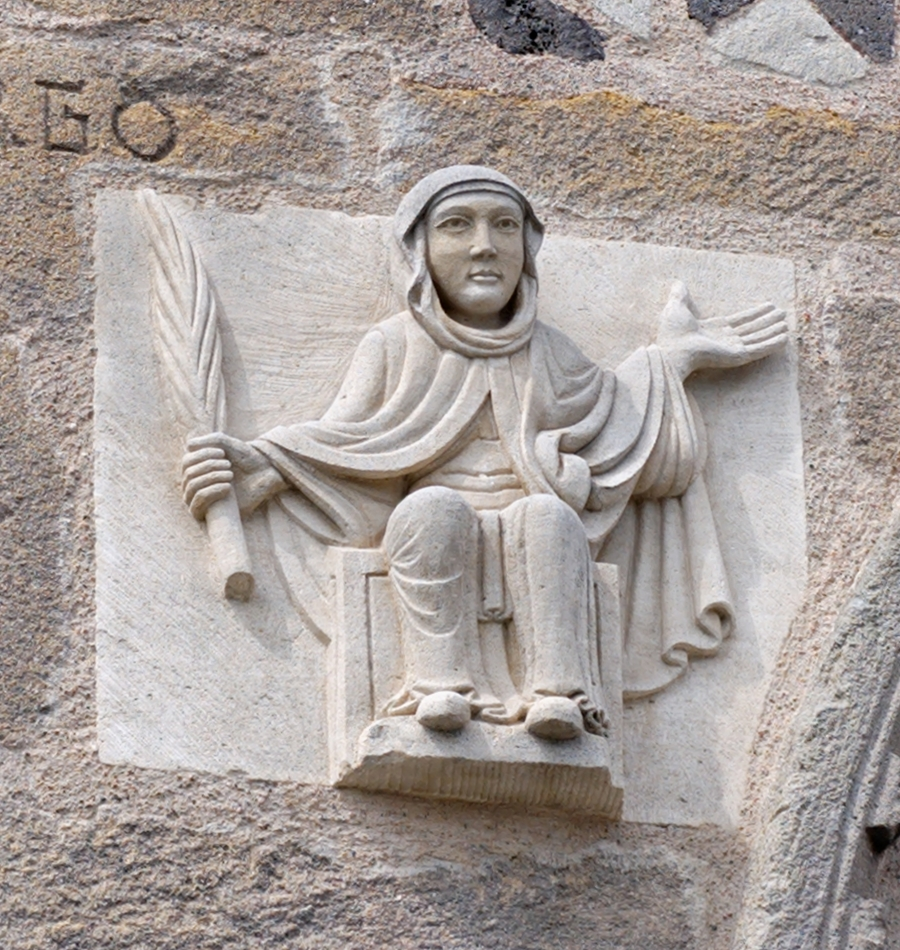
Jungfrau
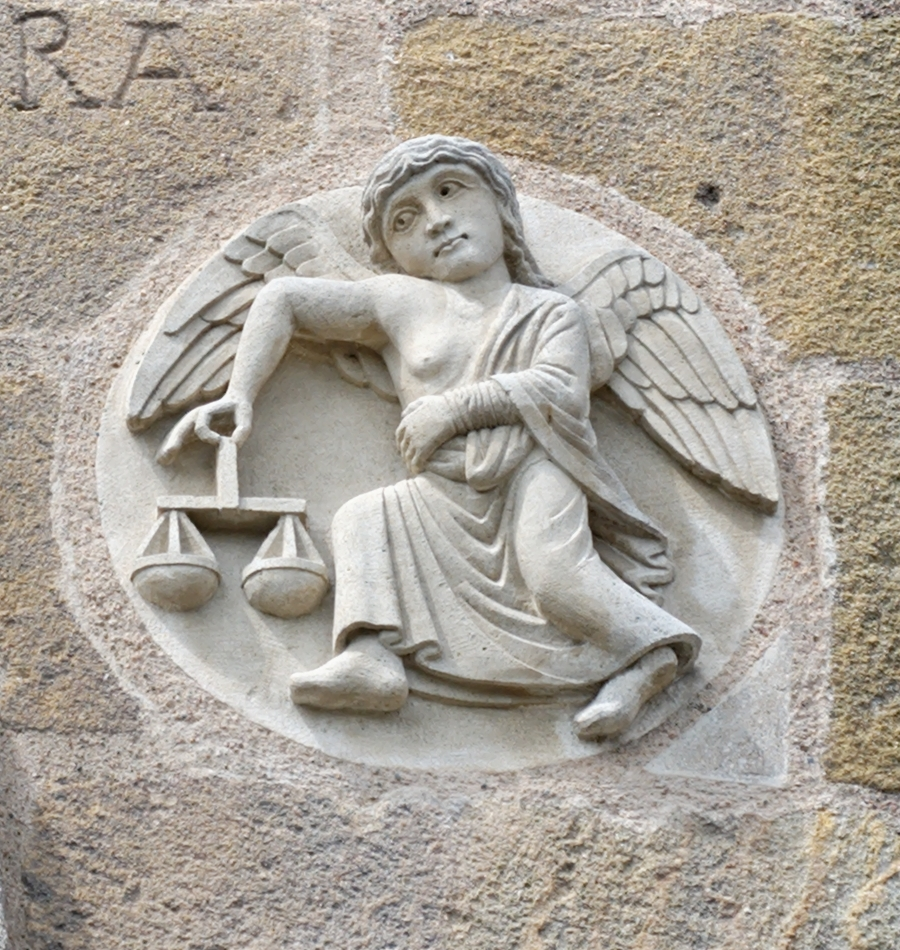
Waage
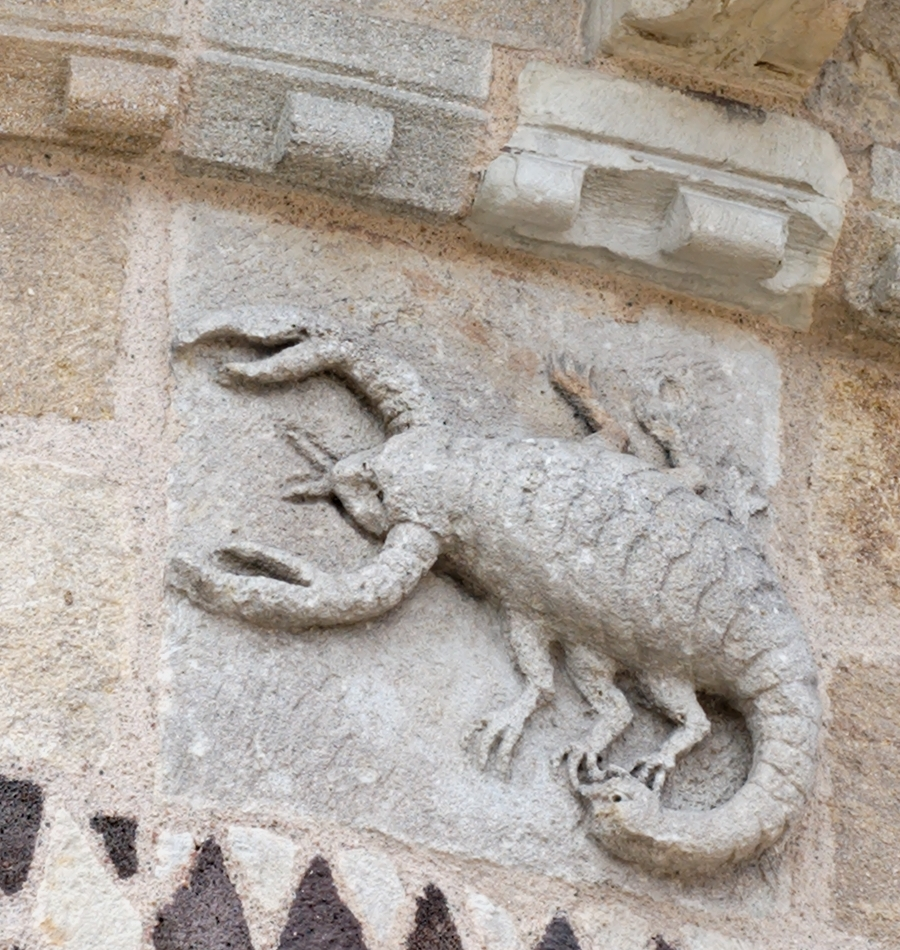
Skorpion
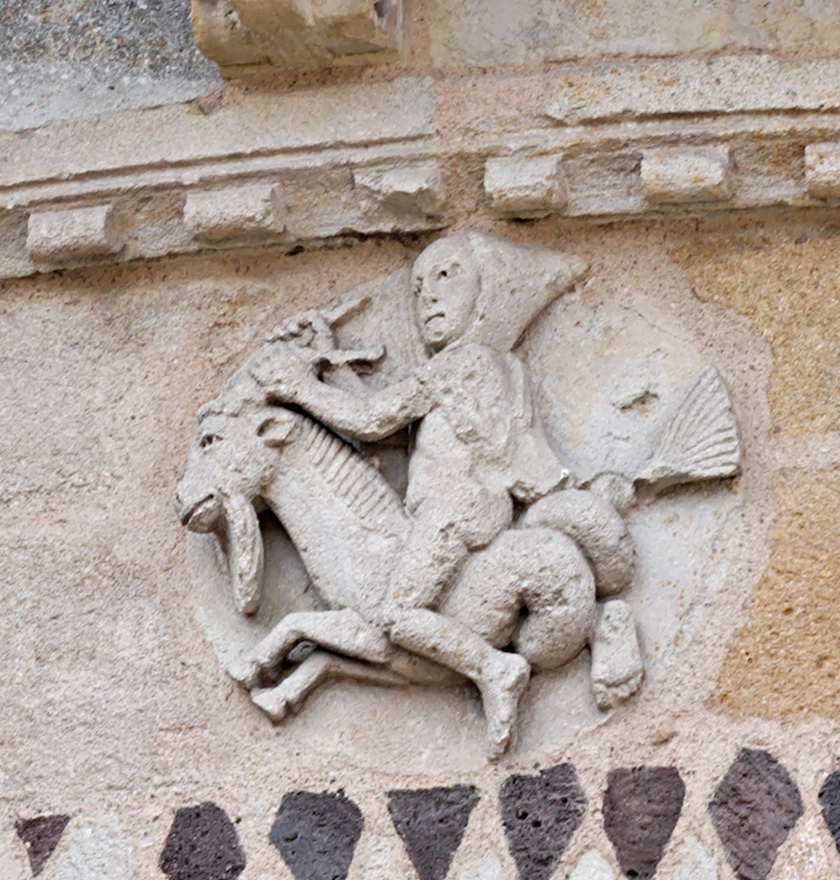
Steinbock
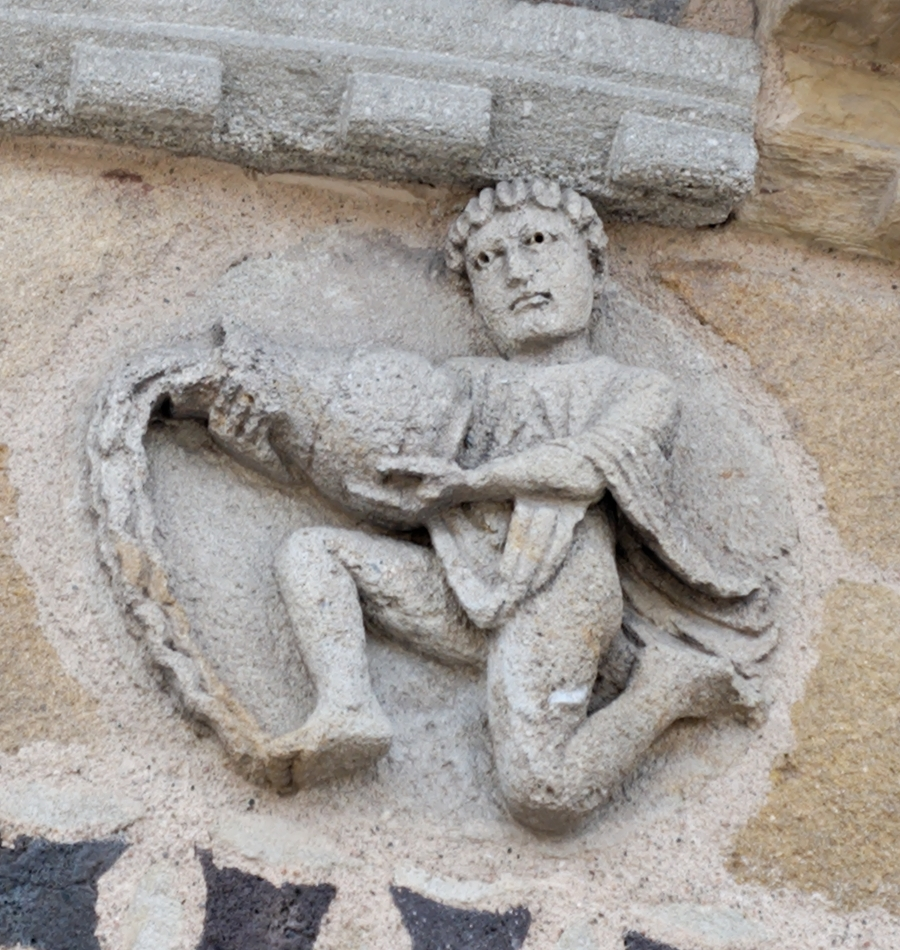
Wassermann
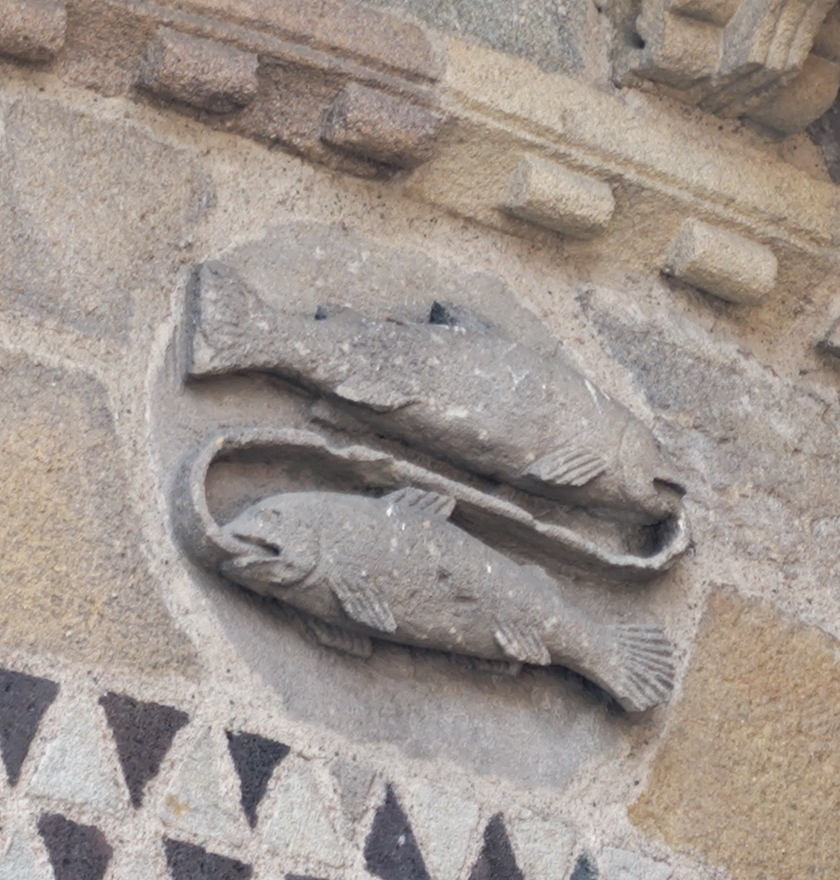
Fische

### Inneres

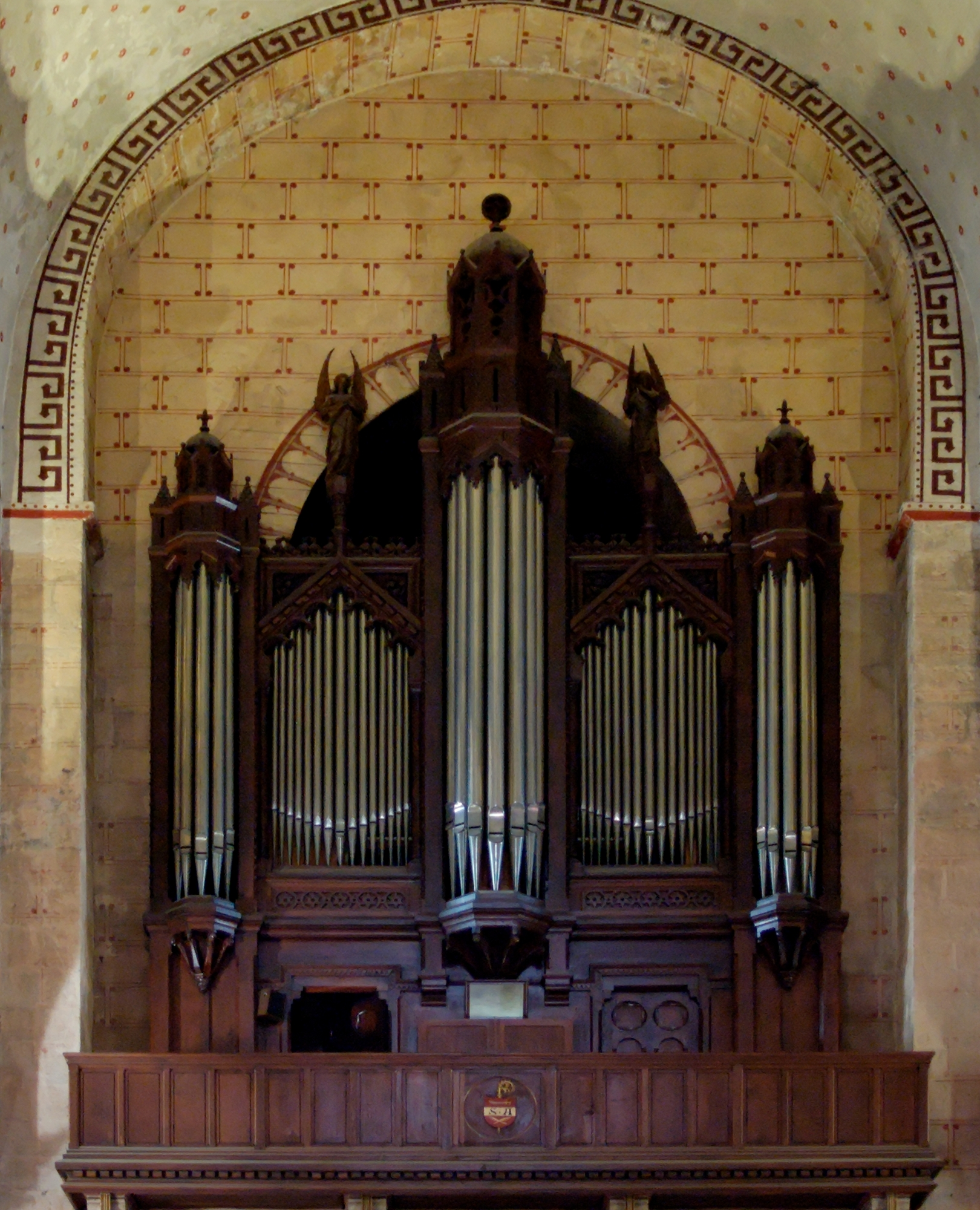
Orgel im OG des Narthex

#### Narthex/Westbau
Dem Langhaus geht der in der Auvergne typische Narthex voraus. Auf Grund der noch vorhandenen Überreste der Vorgängerkirche und den umfangreichen Restaurierungsarbeiten des 19. Jahrhunderts ist er fast nicht mehr zu erkennen.
Der Bogen, unter den man das Mittelschiff betritt, ist über einen Meter nach Süden verschoben. Er ruht auf Kämpfern, von denen der nördliche mit einem Flechtband dekoriert ist. Möglicherweise hat man sich bei Baubeginn im Osten und der Ausrichtung der Gebäudeachse geringfügig vermessen, was bei der großen Entfernung zu den älteren Bauteilen dann später zu dieser recht großen Verschiebung gekommen ist. Um auf der Fassade die Verschiebung der zentralen Achse nicht sichtbar werden zu lassen, hat man dann den gesamten Westbau gegenüber dem Langhaus nach Süden verschoben, so dass deren Überstände im Norden 2,10 und im Süden 3,10 Meter betragen. Das fällt aber äußerlich kaum auf.

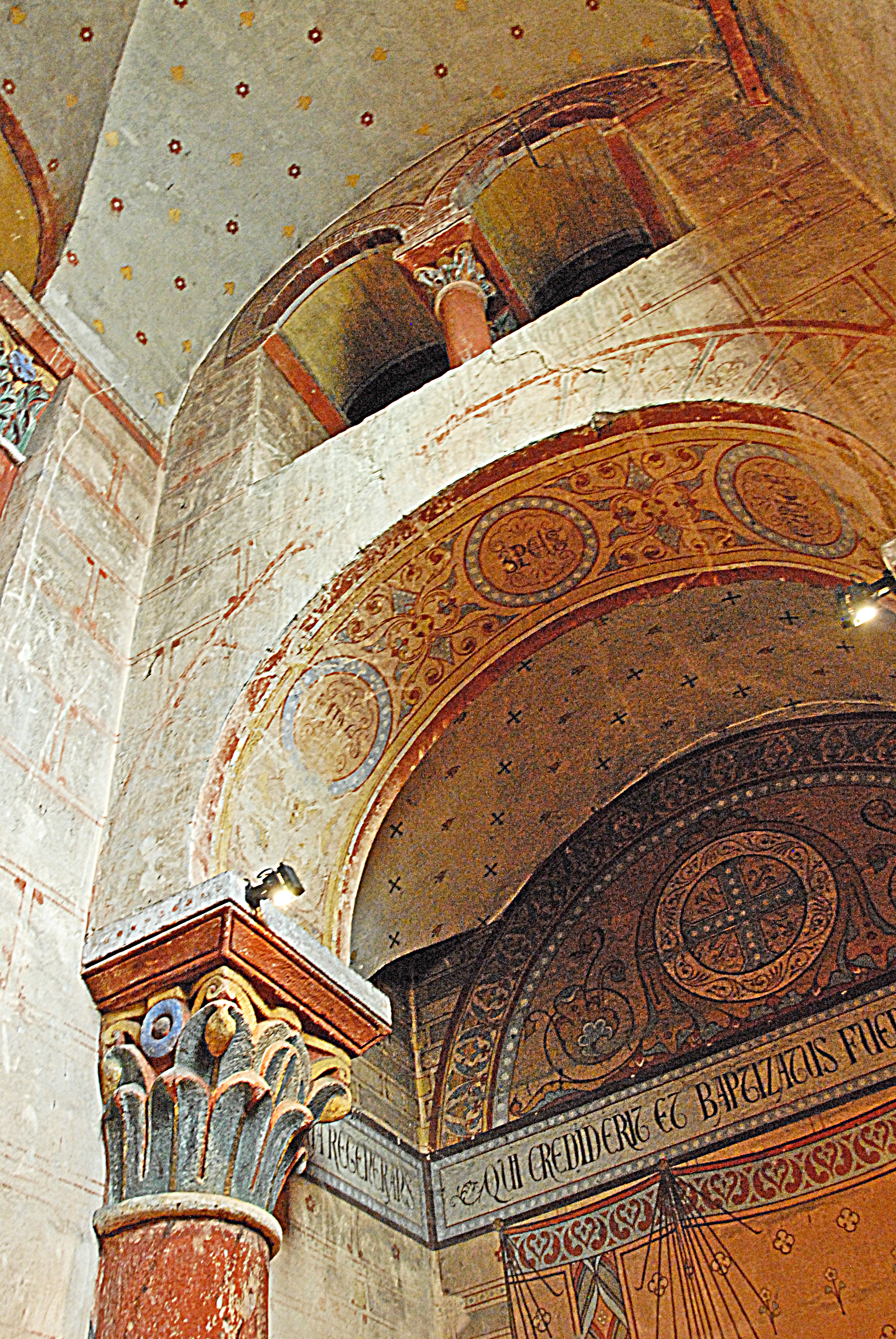
Narthexwand im nördl. Seitenschiff

Der zentrale Raum des Narthex zeigt zumindest teilweise noch den ursprünglichen Zustand, ein Rest des Vorgängerbauwerks von 940. Er wird von einem Tonnengewölbe überdeckt und von einer rundbogigen Öffnung des Hauptportals erschlossen. Große rundbogige und scharfkantige Durchlässe führen in die Seitenräume, die mit Kreuzgratgewölben überdeckt sind. Die ehemaligen rundbogigen Durchlässe zu den Seitenschiffen sind vermutlich im 19. Jahrhundert zusammen mit den anderen Restaurierungsarbeiten verschlossen worden, wobei etwa zwei Meter tiefe Kapellennischen entstanden sind. In den Westwänden der Seitenräume befindet sich je ein rundbogiges Fenster In den östlichen Ecken der Seitenräume sind Türöffnungen ausgespart, die zu den Spindeltreppen führen, die bis auf die Dächer der Westquerarme führen.
Im rechten Raum des Narthex'gibt es ein herrliches Fresko aus dem 15. Jahrhundert, welches das Jüngste Gericht darstellt.
Im recht hohen Obergeschoss des Mittelabschnitts befindet sich die Orgelempore, die die nahezu den gleichen Aufriss aufweist wie der des anschließenden Mittelschiffs. Von dem fast quadratischen Grundriss des Raumes ist mit einer Wand eine große Nische abgeteilt, die nicht ganz von der Orgel eingenommen wird. In der Trennwand gibt es eine rundbogige Öffnung, durch die man an die Rückseite der Orgel zur Wartung herankommt. In der Wand zum Schiff öffnet sich eine Arkade, die etwas schmaler ist als das Schiff, aus scharfkantigen Wandvorlagen mit schlichten Kämpferabschlüssen, die einem gestelzten Gurtbogen tragen. Die Empore wird von einer hölzernen Brüstung zum Schiff abgegrenzt, die etwas auskragt. Das auf der Westwand in Höhe der Orgel ausgesparte Fenster trägt heute nicht zur Belichtung des Kirchenschiffs bei. Das kann aber durchaus früher der Fall gewesen sein, als es die Trennwand und eine Orgel noch nicht existierten. Die Seitenräume des Obergeschosses werden knapp oberhalb der Geschossdecke mit den Seitenschiffen durch Zwillingsarkaden verbunden, besitzen aber keine direkten Fensteröffnungen in den Außenwänden. Die Emporen über den Seitenschiffen des Langhauses wurden über Differenztreppen im ersten Obergeschoss der Seitenräume erschlossen.

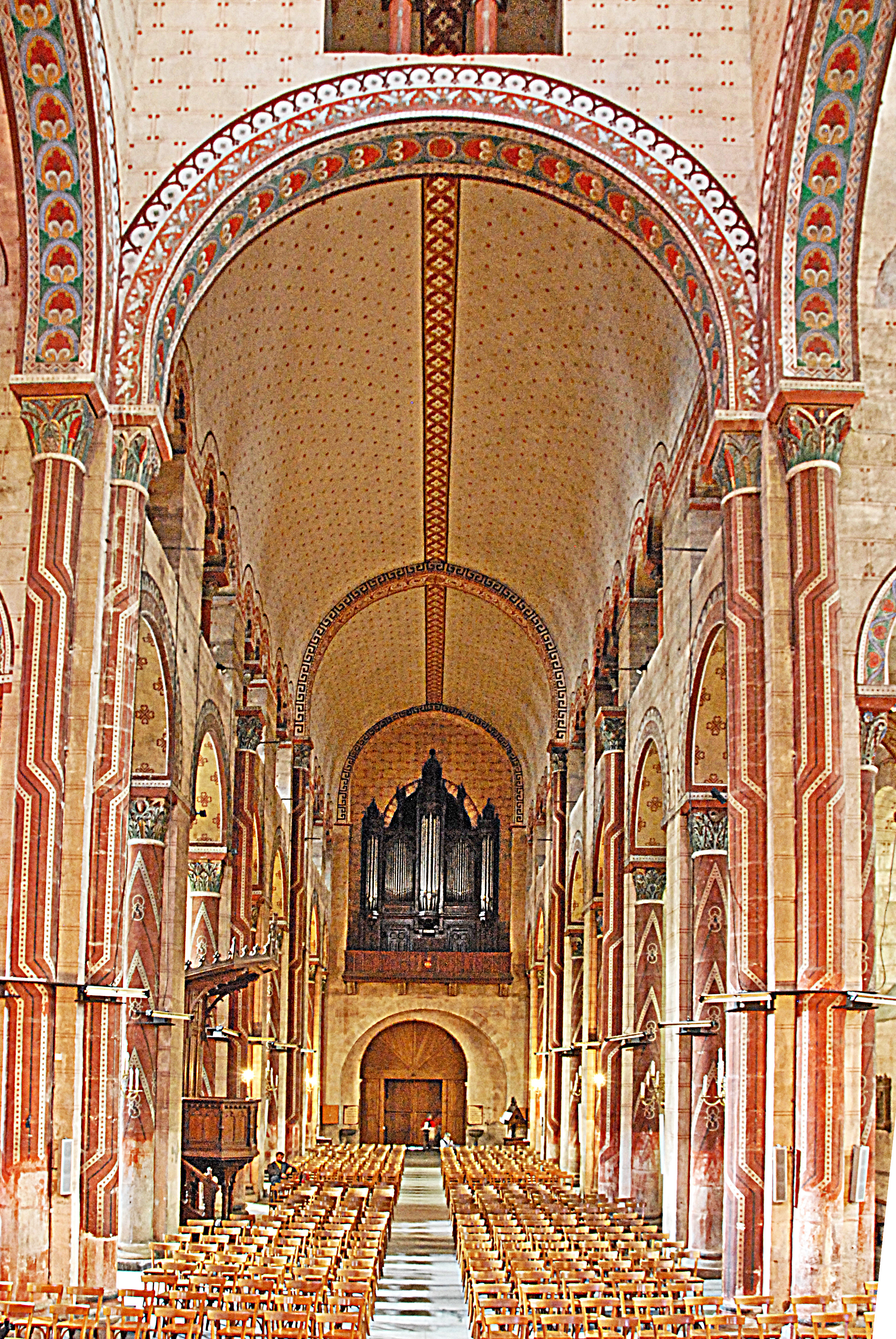
Mittelschiff aus Vierung nach hinten

Über den hohen ersten Obergeschossen gibt es offensichtlich noch zweite Obergeschosse, von denen die Fenster in den Westquerarmen Zeugnis geben. Diese Räume dienten in unsicheren Zeiten wahrscheinlich zum Aufenthalt von Personen und zur Lagerung von Vorräten, Schusswaffen und Geschossen, wenn die Dächer der Westquerarme mit ihren Wehrattiken zu Verteidigungszwecken genutzt wurden. Aus den Räumen gelangt man auch in die Geschosse des Glockenturms.

#### Langhaus
St-Austremoine besitzt mit etwa 7,90 Meter das breiteste Mittelschiff in der Auvergne. Die ehemalige vorromanische Kathedrale von Clermont war mit zirka 7,70 Meter etwas schmaler, die Abteikirche Mozac kam mit etwa 7,50 Meter an dritter Stelle. Das dreischiffige Langhaus umfasst sieben Joche und umfasst einen zweigeschossigen Aufriss (Querschnitt) ohne durchfensterte Obergadenzone. Kräftige Scheidewände unterteilen die Schiffe, die in beiden Geschossen mit großflächigen Öffnungen der Arkaturen verbunden sind.
Die Arkadenöffnungen im Erdgeschoss sind mit 3,86 Meter verhältnismäßig schlank aber mit 9,55 Meter sehr hoch, und verschmelzen wie hier üblich mit den Scheidewänden und Kreuzgratgewölben der Seitenschiffe. Im Obergeschoss öffnen sich die Scheidewände zu den Emporen mit Zwillings- und Drillingsarkaden.

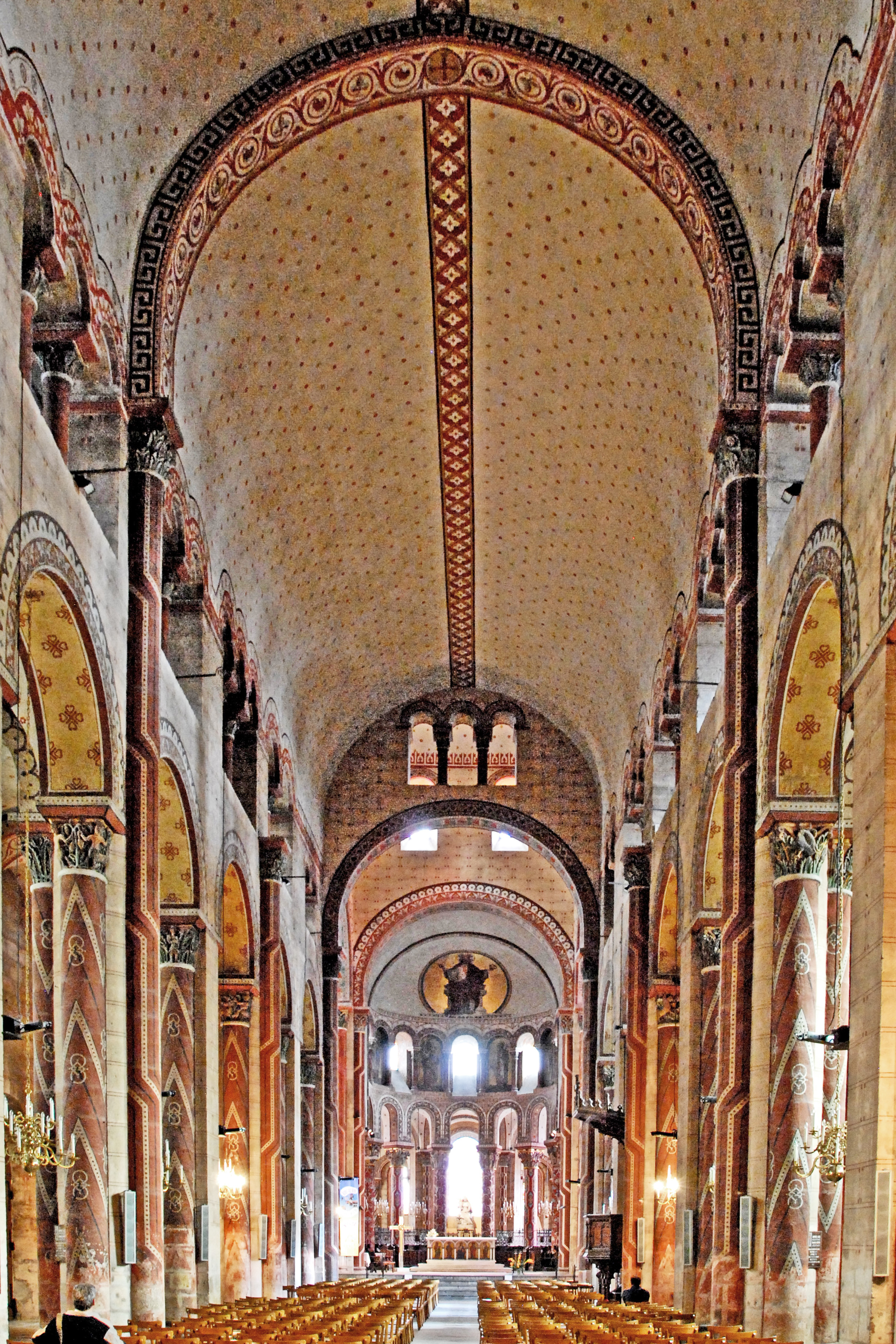
Mittelschiff zum Chor

Das Tonnengewölbe über dem Mittelschiff besitzt einen gestelzten und leicht angespitzten Querschnitt, ein Einzelfall für diesen Bautypus. Diese Kontur ist kaum sichtbar, aber am Verlauf des einzigen Gurtbogens zwischen dem dritten und vierten Joch ist das recht gut zu erkennen. Der im Querschnitt rechteckige Gurtbogen wird getragen von zwei halbrunden Diensten, die mit pflanzlich skulptierten Kapitellen, profilierten Kämpfern und Basen, auf kantigen Plinthen ausgerüstet sind. Möglicherweise soll er nur die Kahlheit der sehr langen Tonne unterbrechen. Ein anderes Rätsel geben uns die beiden Halbsäulen auf den Pfeilern zwischen dem fünften und sechsten Joch auf. Sie reichen nur bis in die Höhe der Brüstungsoberkanten der Arkaturen der Emporen hinauf, sind ausgerüstet wie die vorherigen Dienste, weisen aber keine Auflasten auf. Man vermutet, dass sie einmal einen Holzbalken trugen, an dem ein Radleuchter zur Kirchenbeleuchtung aufgehängt wurde.
Den Pfeilerkernen mit quadratischem Querschnitt sind je drei gleich hohe halbrunde alte Dienste vorgeblendet. Acht Pfeilerkerne weisen dem Mittelschiff eine glatte Seite zu, die oberflächenbündig mit den Scheidewandinnenseiten verläuft. Die vier anderen Pfeilerkerne, die jeweils von vier halben Diensten oder Säulen umstellt sind, haben kreisförmige Grundrisse. Diese eigenartigen altertümlichen Pfeilerwechsel sieht man auch bei der Notre-Dame-du-Port de Clermont-Ferrand oder der Notre-Dame d’Orcival.
Die Dienste der Pfeiler sind mit figürlich, wie auch pflanzlich skulptierten Kapitellen, Kapitellen, profilierten Kämpfern und Basen, auf kantigen Plinthen ausgerüstet. Das Kämpferprofil wird jeweils um den gesamten Pfeiler herumgeführt, außer bei den vier zum Mittelschiff weisenden Pfeilerseiten, mit den weiter hoch geführten Halbsäulen und Diensten.

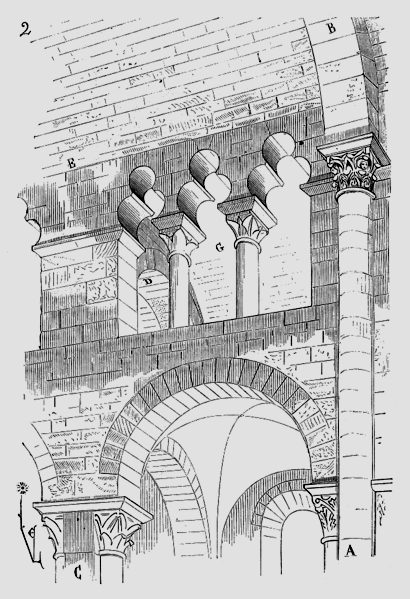
Triforium mit Kleeblattbögen, Grafik von Viollet-le-Duc, 1856

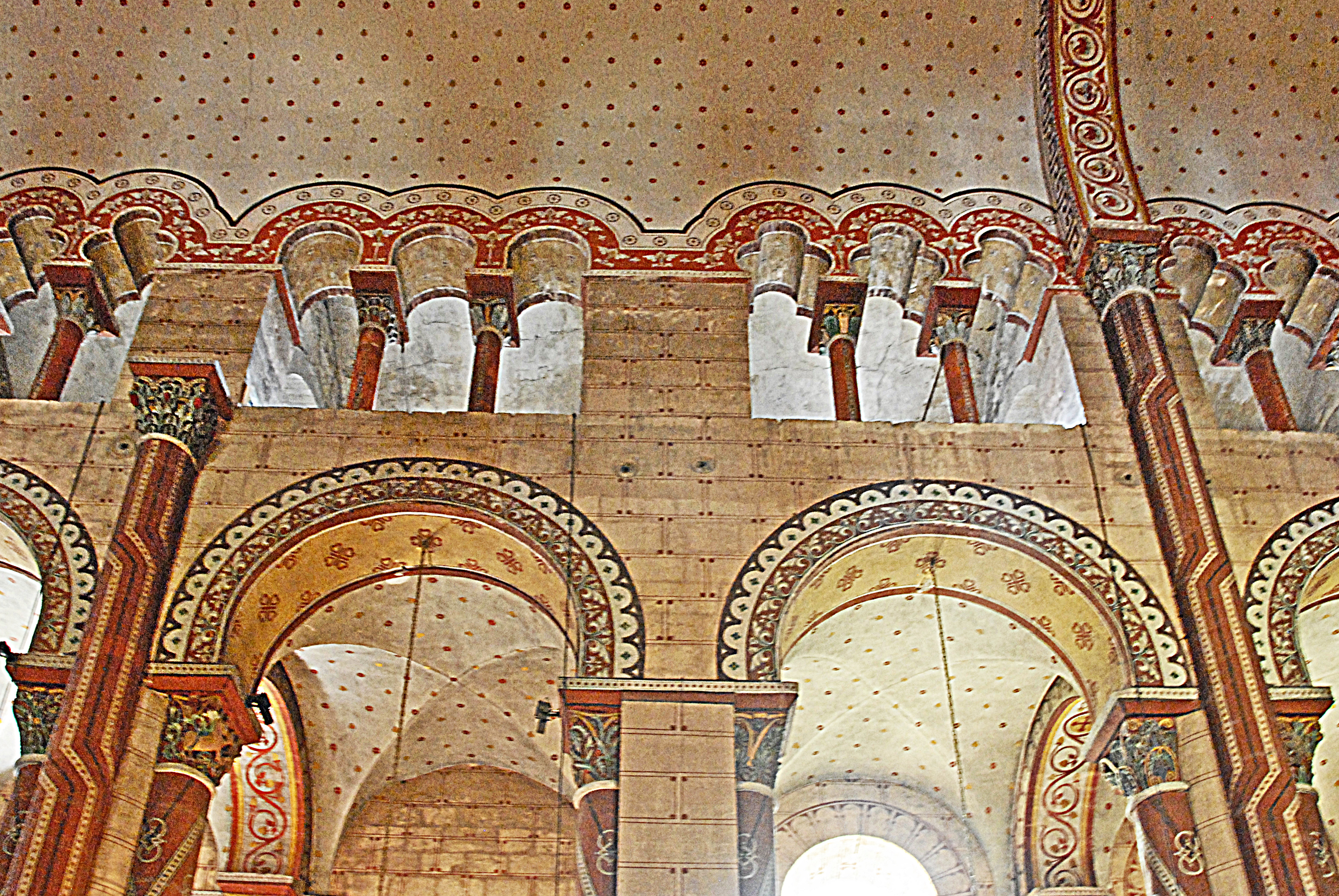
Mittelschiff Südwand, Joche 4 und 5

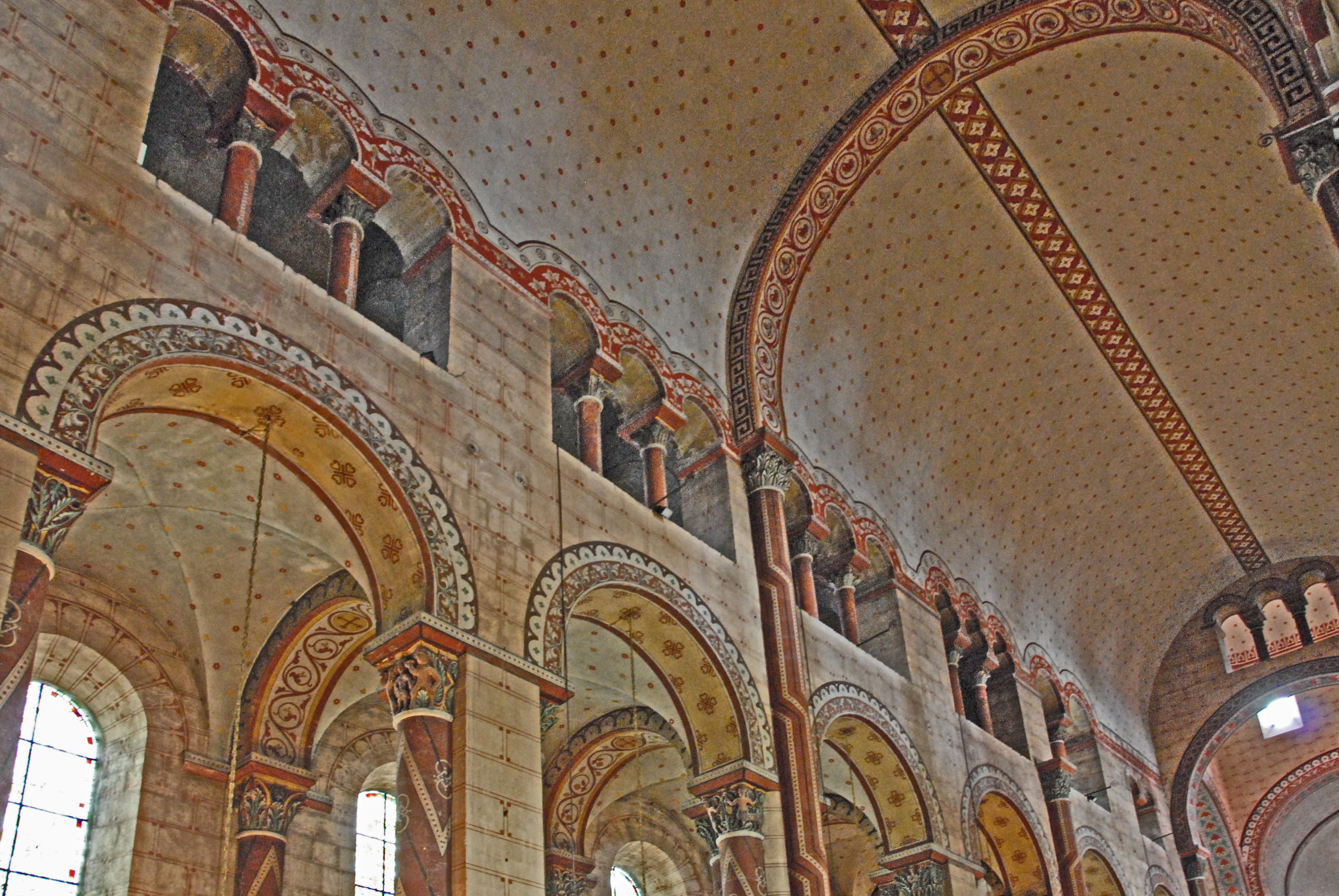
Mittelschiffgewölbe und Obergaden, Nordseite

Die vierzehn Öffnungen zu den Emporen, auch Triforien genannt, sind bis auf eine Ausnahme Drillingsarkaturen, etwa in Breite der hohen Arkaden im Erdgeschoss. Die vierzehnte ist eine deutlich kleinere Zwillingsarkade in der Nordwand des siebten Jochs. Sie werden getrennt von scharfkantigen Pfeilern die so breit sind wie die Pfeilerkerne darunter. Die drei Bögen in den meisten Öffnungen stehen auf Säulchen, die mit skulptierten Kapitellen, profilierten rechteckigen Kämpfern und profilierten Basen auf Plinthen ausgerüstet sind. Die äußeren Bögen gehen in die Scheidewände über. Ihre Bogenansätze werden von Kämpferprofilen markiert. Die Bögen der Drillingsarkaturen befinden sich etwa in Höhe der Gewölbestelzungen. Die Bögen von sieben Arkaturen sind halbkreisförmig die anderen sieben weisen Formen von halben Vierpässen auf, man nennt sie auch kleeblattförmig. Die Öffnung mit runden und mit kleeblattförmigen Arkaturen sind unregelmäßig verteilt. Die Südseite weist sechs der kleeblattförmigen Arkaturen auf, die Nordseite nur eine. Nur in Notre-Dame-du-Port begegnet man dieser schönen Form und nur auf der Südseite. In Brioude wurde es später auch aber nur zur Dekoration der Mauern des Chorumgangs verwendet. Die Kleeblattform findet sind in vielen Wallfahrtskirchen entlang der Pilgerwege nach Santiago de Compostela.
Die kleineren Ausnahme der Öffnungen im siebten Joch mit einer Zwillingsarkade öffnet sich in einen ursprünglich mit einer Trompenkuppel überwölbten niedrigeren Raum, über den eine Treppe zum Vierungsturm führt.
Die östliche Arkade öffnet sich in die Vierung ist so breit und ausgestattet wie diejenige zwischen Joch vier und fünf. Sie wird von einem scharfkantigen gestelzten Bogen überdeckt, dessen Ansätze etwa auf Höhe der Brüstungsoberkanten der Emporenarkaturen liegen. Er trägt die westliche Vierungswand. In ihr öffnet sich eine Drillingsarkatur, die etwas kleiner ist als die des Mittelschiffs aber etwa gleich ausgestattet ist.
In der Westwand befindet sich im unteren Bereich eine zentrierte rundbogige scharfkantige Blendarkade, die kaum schmaler ist als das Schiff. Darin öffnet sich ein kleinerer rundbogiger Durchlass in den Zentralraum des Narthex, mit Kämpfern an den Bogenansätzen. Er ist um etwa einen Meter aus der Mitte nach Süden verschoben. Die große Öffnung zur Orgelempore ist unter Inneres/Narthex beschrieben.

Galerie Mittelschiff
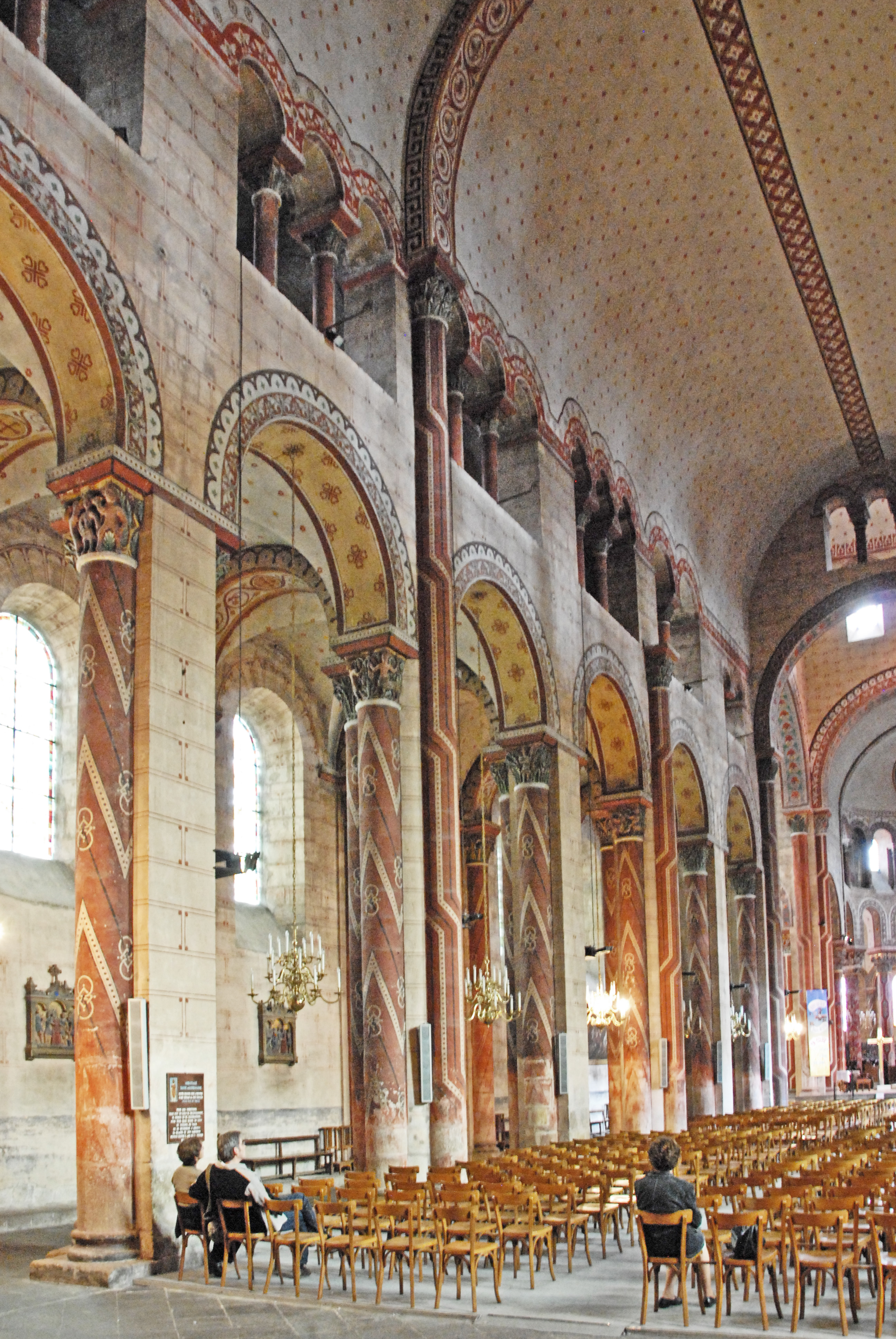
Langhaus, südliche Scheidewand
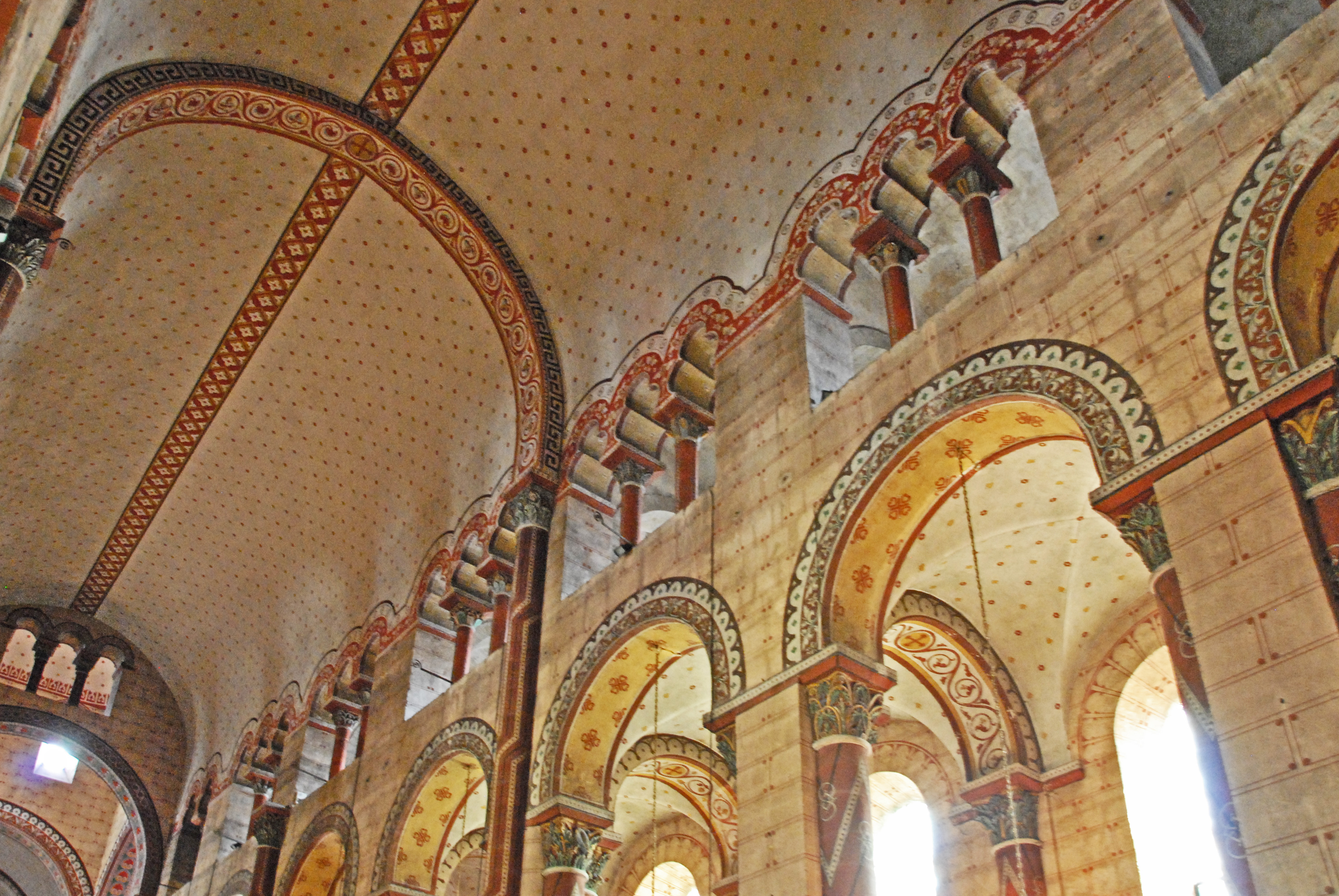
Mittelschiffgewölbe und Obergaden, Südseite
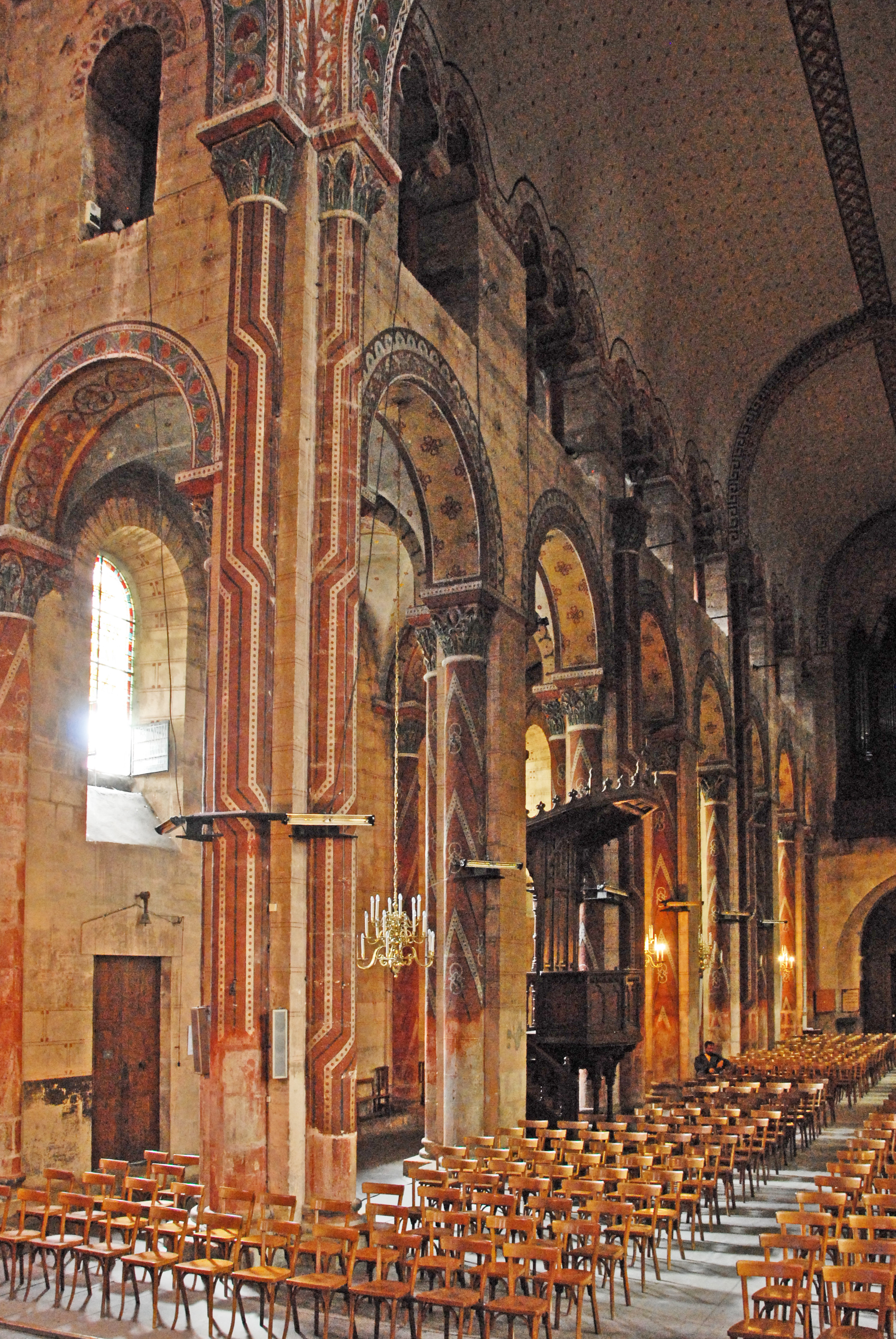
Mittelschiff, Südwand aus Vierung
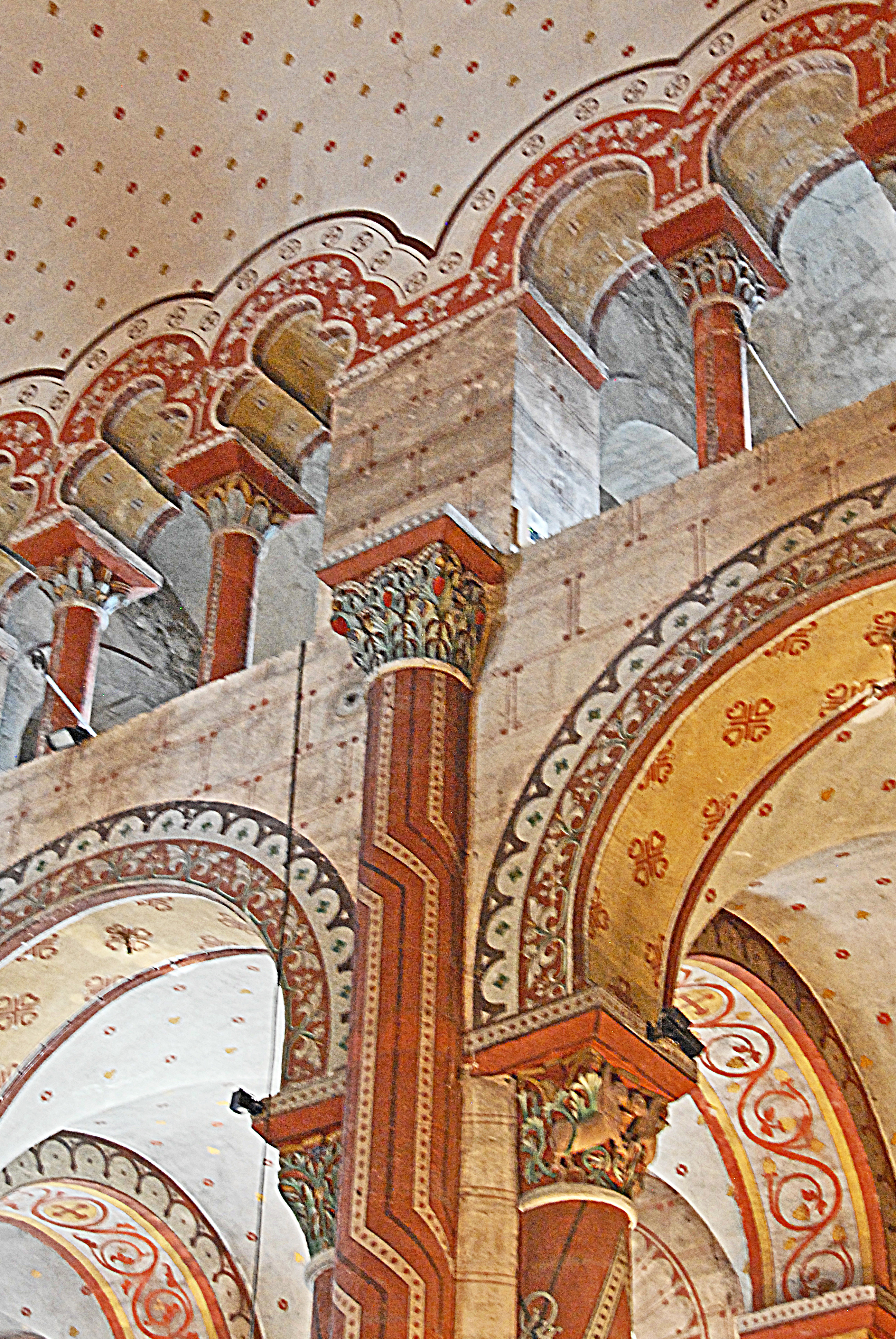
Mittelschiff Südwand, Pfeiler zwischen den Jochen 5 und 6

Die Seitenschiffe sind von bemerkenswerter Schönheit, breiter als alle anderen, fast zehn Meter hoch, und werden durch die rundbogigen Fenster in jedem Joch der Längsseite, außer im fünften, reichlich erleuchtet. Im fünften Joch ist auf der Nordseite das rundbogige Nordportal ausgespart, hingegen ist die gegenüber liegende Außenwand gänzlich geschlossen. Hier war vermutlich ein Zugang zum ehemaligen Kreuzgang. Im siebten Joch des südlichen Seitenschiffs gibt es eine einflügelige rechtwinklige Tür zur Sakristei. Die jochteilenden Arkaden aus den gegenüberstehenden Diensten und scharfkantigen Gurtbögen sind genau so hoch, wie die der Scheidewand und gleichermaßen ausgerüstet. Sie tragen Kreuzgratgewölbe, die in die Bögen der Scheidewandarkaden übergehen. Die Arkaden an den östlichen Kopfenden entsprechen den jochteilenden. In den westlichen Kopfwänden öffnete sich ursprünglich im unteren Bereich je eine rundbogige Arkade in den Narthex, die etwa halb so hoch und so breit ist, die die jochteilenden Arkaden und ist wie diese ausgestattet. In der Neuzeit wurde sie mit einer zurückversetzten Trennwand in eine Kapellennische verändert. In den oberen Abschnitten der Westwände öffnen sich je eine Zwillingsarkade, deren Bögen in der Mitte auf doppelten Säulchen stehen und ansonsten wie die Drillingsarkaden im Hauptschiff ausgestattet sind.
Bernard Craplet schreibt in „Romanische Auvergne“ zu den Seitenschiffen: „Wenn man bedenkt, welche Bedeutung die feierlichen Prozessionen in der mittelalterlichen Liturgie hatten, und sich vorstellt, wie sich in diesen herrlichen Schiffen, durch die die Mönche von Issoire singend zogen, die gregorianische Gesänge entfalteten, gerät man unweigerlich ins Träumen“.
Der Innenraum der Emporen über den Seitenschiffen ist von der schlichten Schönheit eines Kreuzgangs. Ein halbes Tonnengewölbe stützt das Gewölbe des Hauptschiffs und lehnt sich in den Jochen an die von großen Öffnungen durchbrochene Scheidewand an. Sie werden von Zwischenwänden unterbrochen, in die rundbogige Durchlässe ausgespart sind. In den östlichen Kopfwänden ist je ein rundbogiges Fenster ausgespart, in der westlichen Kopfwand ein Durchlass in den Westquerarm. Die Emporen werden über kleine rundbogige Fenster belichtet, die jeweils in der Jochmitte angeordnet sind. Auf der Südseite sind es sechs und auf der Nordseite fünf Fenster. Trotz ihrer Weiträumigkeit wurden die Emporen höchstwahrscheinlich nicht für liturgische Zwecke verwendet. Sie sind lediglich über die engen Spindeltreppen im Westbau zu erreichen und bieten kaum Sicht auf Schiff und Chor. Nicht ausgeschlossen werden kann allerdings, dass die Emporen, wie auch der übrige Kirchenraum, den zahlreichen Jakobspilgern zur Übernachtung zur Verfügung stand.

Galerie Seitenschiffe
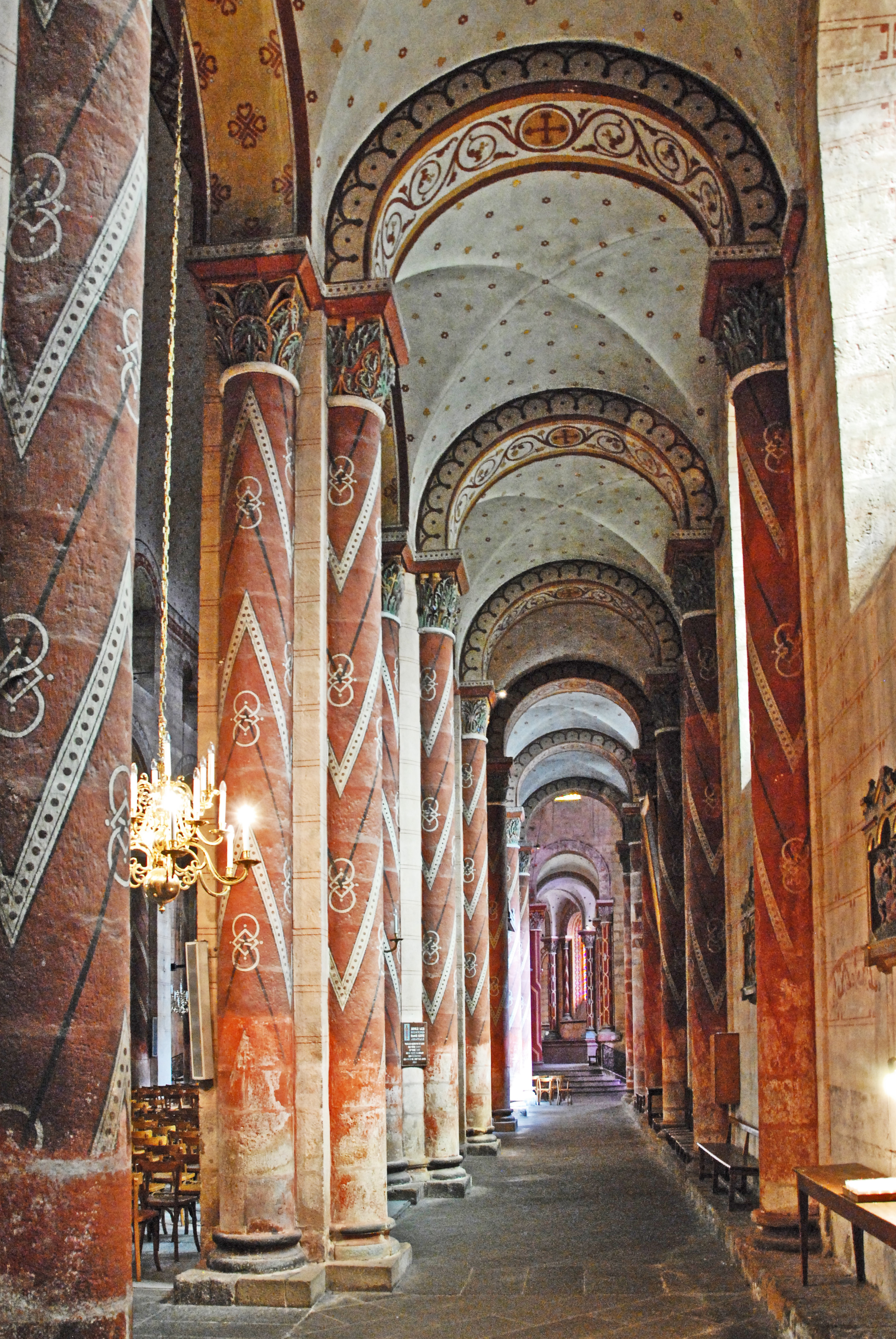
Südliches Seitenschiff nach vorne
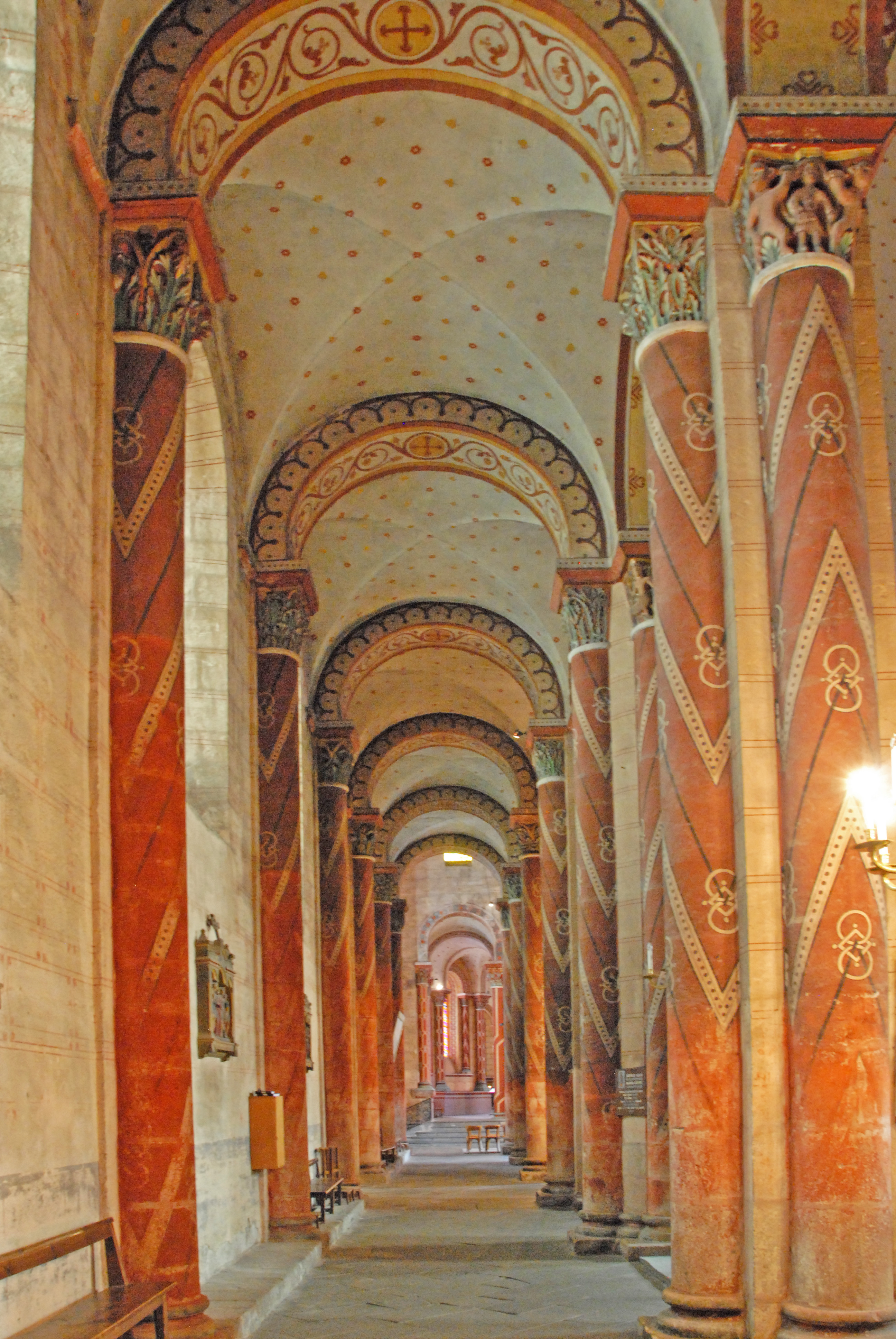
Nördliches Seitenschiff nach vorne
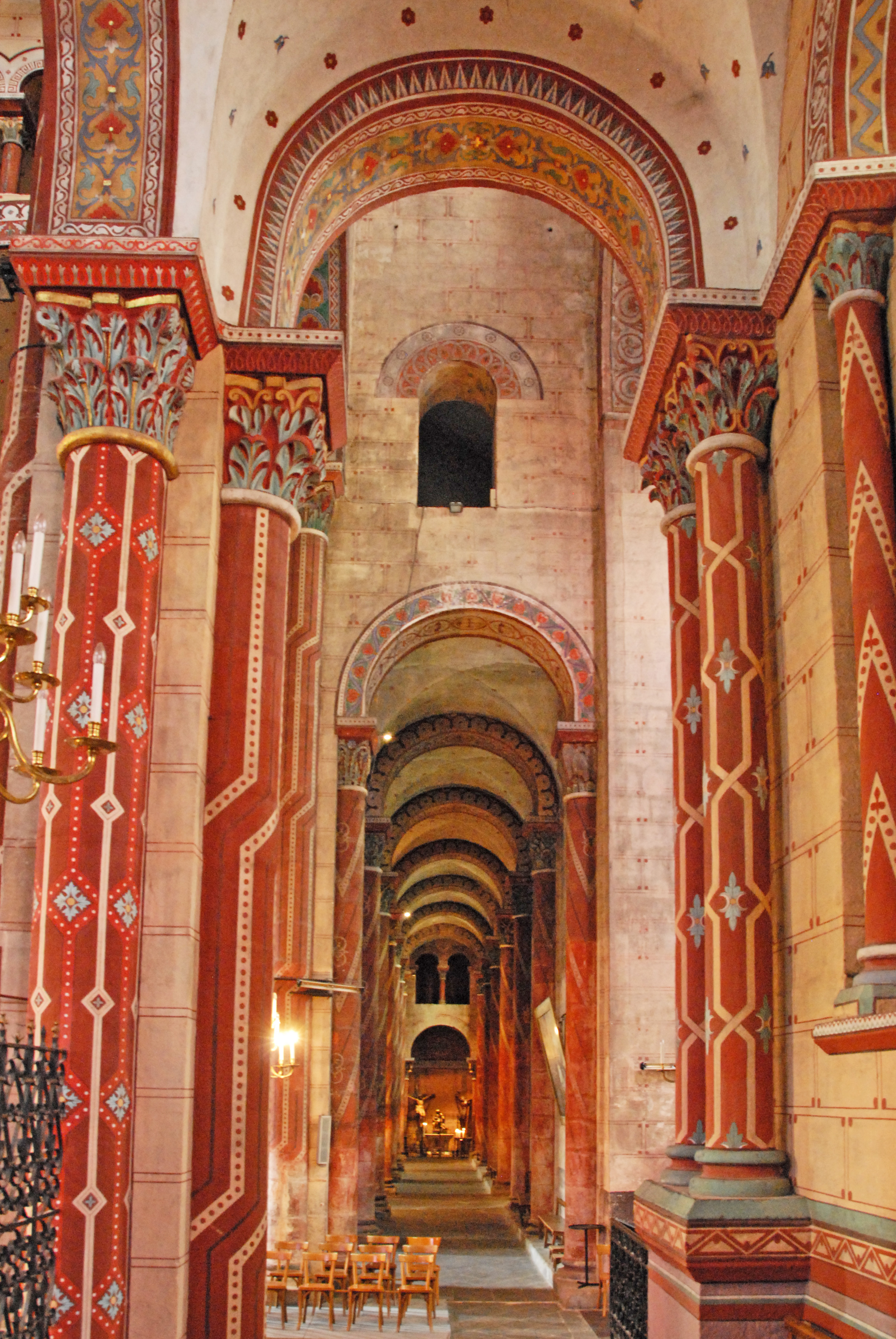
Nördliches Seitenschiff aus Chorumgang
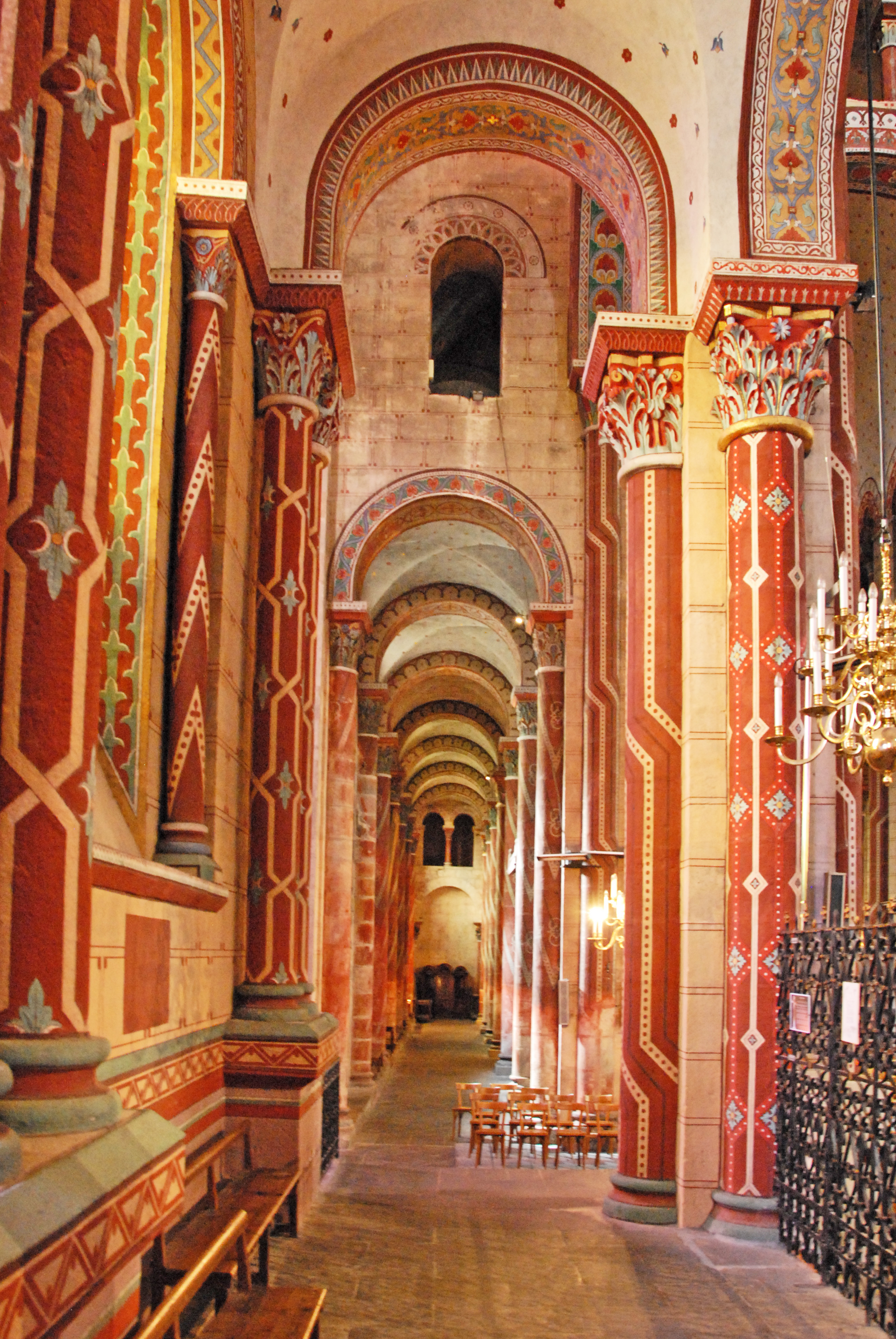
Südliches Seitenschiff aus Chorumgang

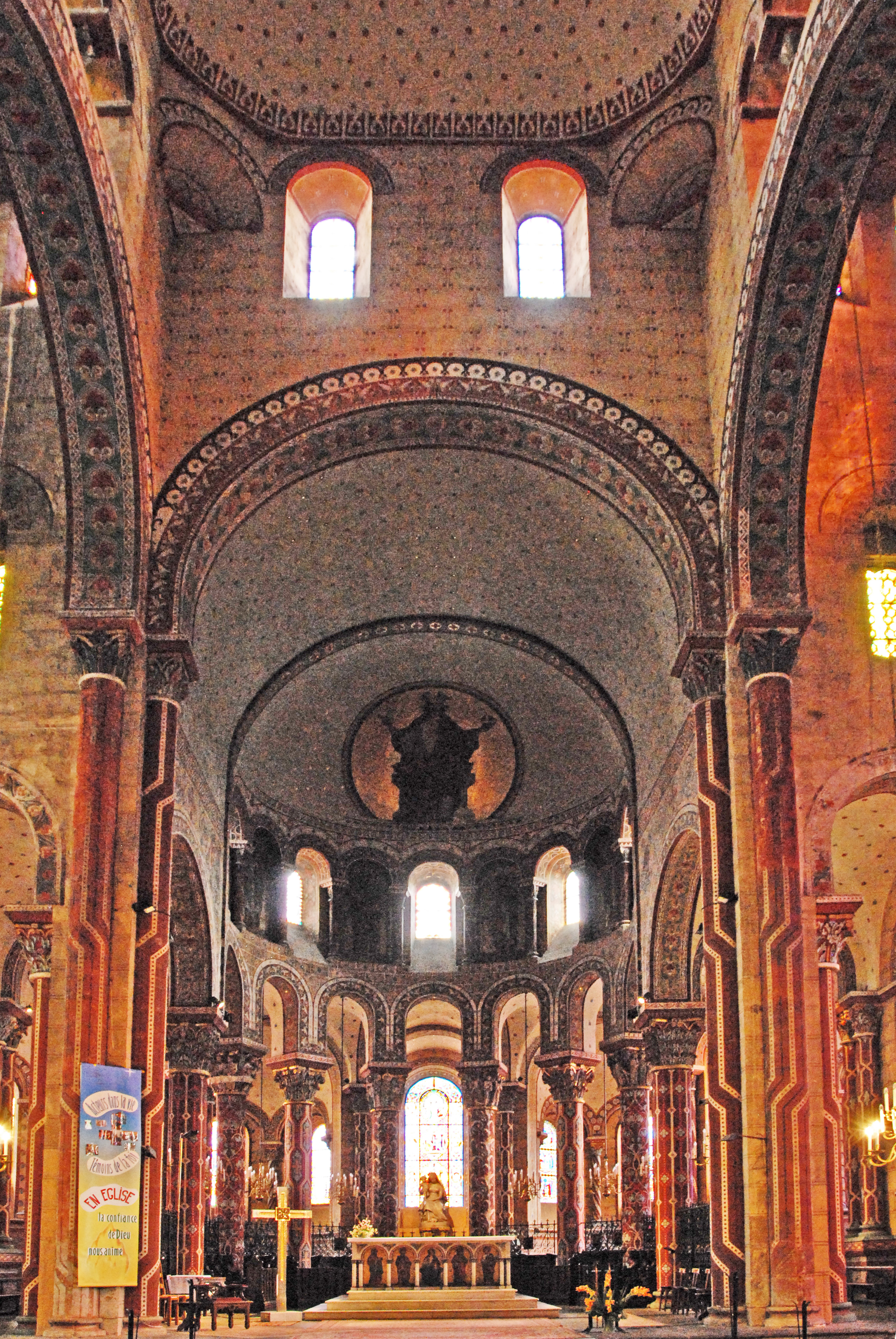
Vierung und Chor

#### Querhaus mit Vierung
Die Baumeister der niederen Auvergne blieben dem sonst allgemein aufgegebenen Motiv der alten karolingischen Schwibbögen über der Vierung treu. Sie hatten erkannt, welches ästhetische Gestaltungspotential in diesen gewaltigen Mauerbögen schlummerte. Auf ihnen ruht die Kuppel mit dem Vierungsturm und durch sie das Querschiff nicht einfach wie sonst üblich, ein Schiff ist, das ein anderes, ähnliches Schiff durchdringt.
Die Schwibbögen der Vierung sind große Einzelarkaden in Breite des Mittelschiffs, in Höhe des deutlich niedrigeren Chorgewölbes. Darüber reichen die Vierungswände hinauf, bis unter die Gewölbeansätze der Kuppel, In diese Wände sind hoch oben Drillingsarkaturen, mit je zwei Säulchen und Kapitellen, und auf der Ostseite zwei rundbogige Fenster ausgespart. Über diese Öffnungen und Fenster wird die Vierung erhellt. Die vier Pfeiler der Vierung haben denselben quadratischen Kernquerschnitt wie die des Mittelschiffs. Sie werden allseitig von halbrunden Diensten bekleidet, die mit skulptierten Kapitellen und profilierten, weit ausladenden Kämpfern gekrönt werden. Die darauf stehenden Bögen der Vierung sind gestelzt, das heißt, ihre untersten zwei Meter verlaufen zunächst senkrecht, bis zum eigentlichen Bogenansatz.

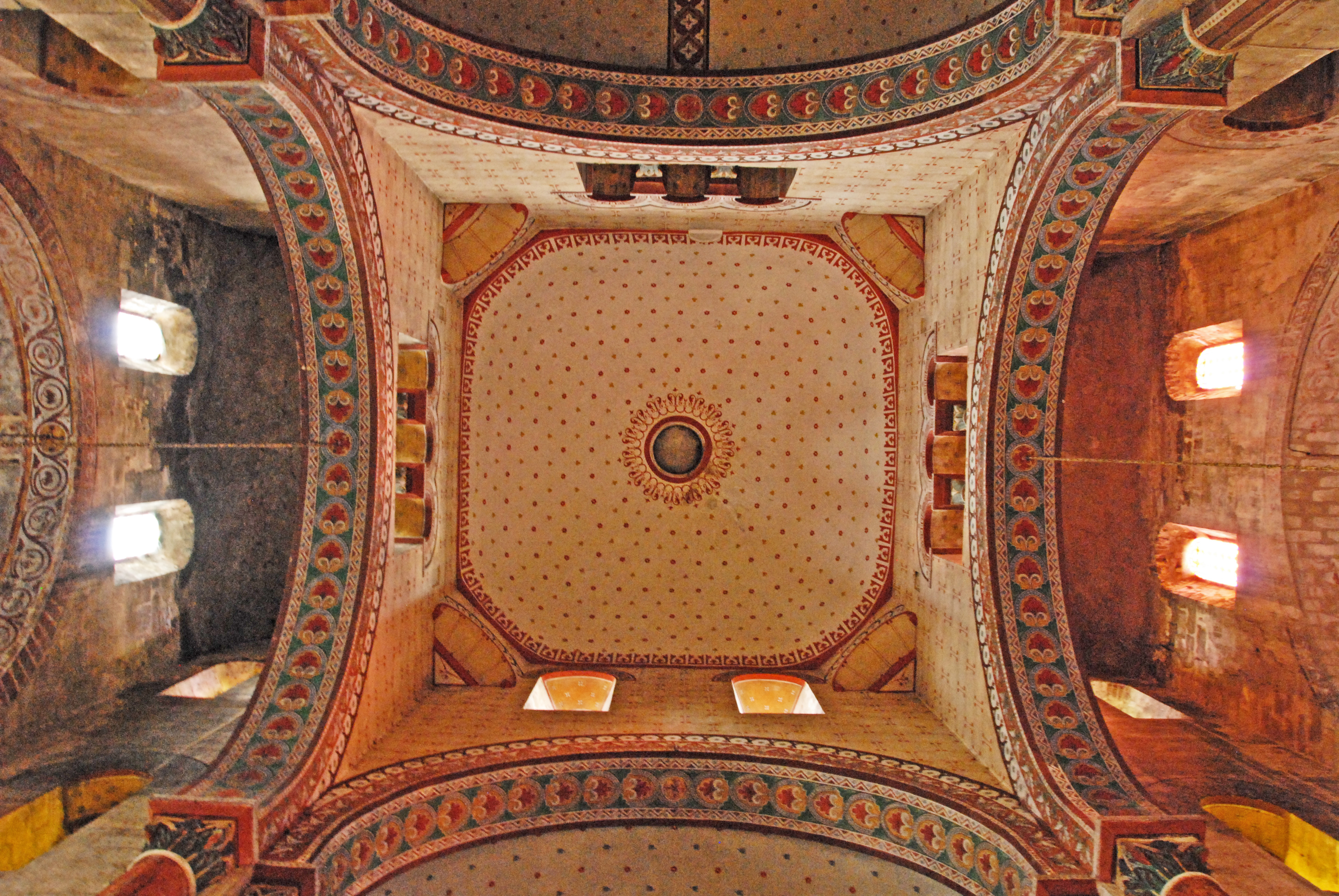
Vierungskuppel und massif bartlong, von unten

Bemerkenswert ist der Typus der Trompen unter der Kuppelwölbung. Sie dienen üblicherweise dazu, das Vierungsquadrat in die Form eines Achtecks zu überführen, auf dem dann die Kuppel aufliegt. Trompen bestehen aus kleinen Rundbögen, die eine möglichst gleichmäßige Nische einrahmen. Hier nimmt ein flacher Konsolstein den unteren Teil ein. Hierbei könnte es sich um Widerlager von Schalungsträgern bei der Erbauung der Kuppel handeln. Vielleicht handelt es sich auch um eine geschickte Lösung, den heiklen Übergang der Nischen und den Vierungsecken zu überbrücken. Im Scheitel der Kuppel gibt es eine kreisrunde Öffnung, zum vertikalen Transport von Glocken, Werkzeug und Baumaterial. Ihre Höhe beträgt 23,30 Meter.

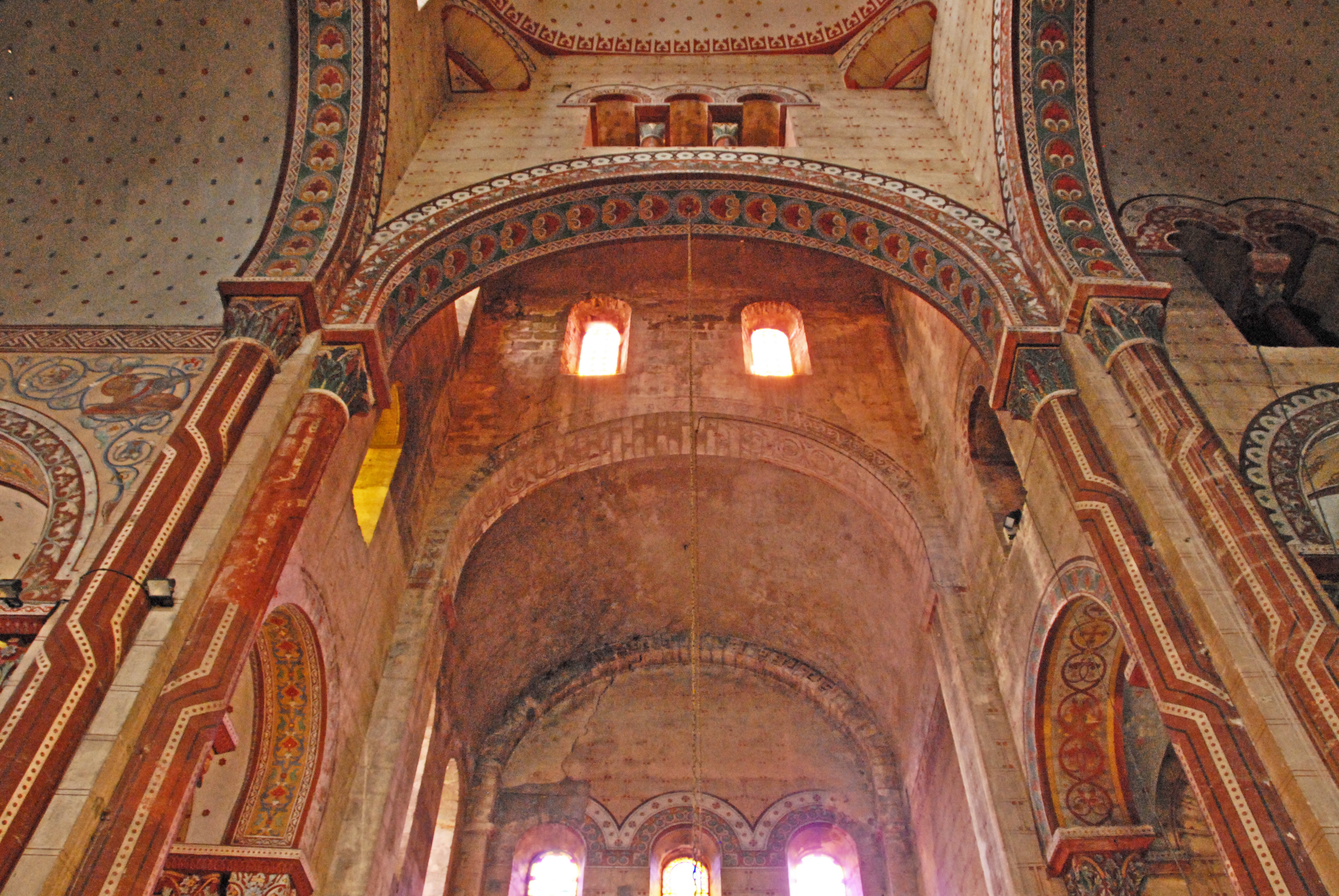
massif barlong und südl. Querhausarm

Die beiden Raumabschnitte auf der Nord- und Südseite der Vierung in Verlängerung der Seitenschiffe reichen in Breite der Vierung bis in die Höhe des Kuppelscheitels hinauf und werden dort von halben Tonnengewölben abgedeckt, die sich mit ihrem Scheitel gegen die Vierung lehnen. Von unten blickt man in eine Art riesiges über dem leeren Raum schwebenden Gehäuse, das sich wunderbar im Licht der Nachmittagssonne abhebt, welches durch die vielen hoch liegenden Fenster einströmt. Allein in Höhe der Trompen sind es jeweils vier große rundbogige Fenster auf der Nord- und Südseite der Vierung. Über dieses Gehäuse fällt das Licht in Kaskaden durch die Drillingsöffnungen in die Vierung ein, die damit hell erstrahlt. Die Lichtfülle wird noch ergänzt durch je acht(!) große Fenster in den Querhausarmen und die beiden Fenster in der Ostwand der Vierung. In das gesamte Querhaus strömt reichlich Licht durch immerhin 24 Fenster. Besonders hell erscheint dieses Gehäuse bei gleicher Durchfensterung in der Notre-Dame-du-Port de Clermont-Ferrand nach einer aktuellen Restaurierung mit fast weißer Ausmalung.

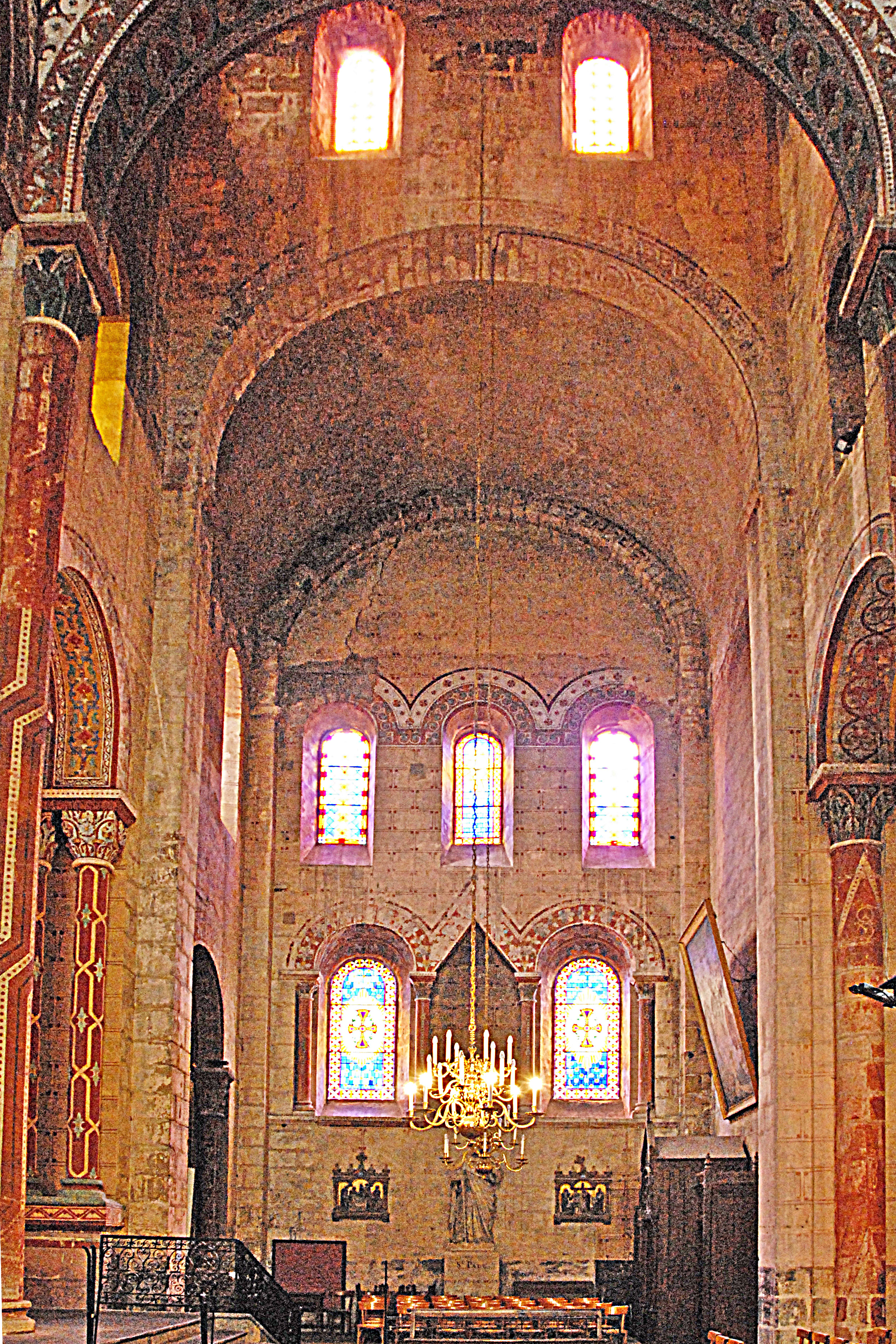
Südl. Querhausarm

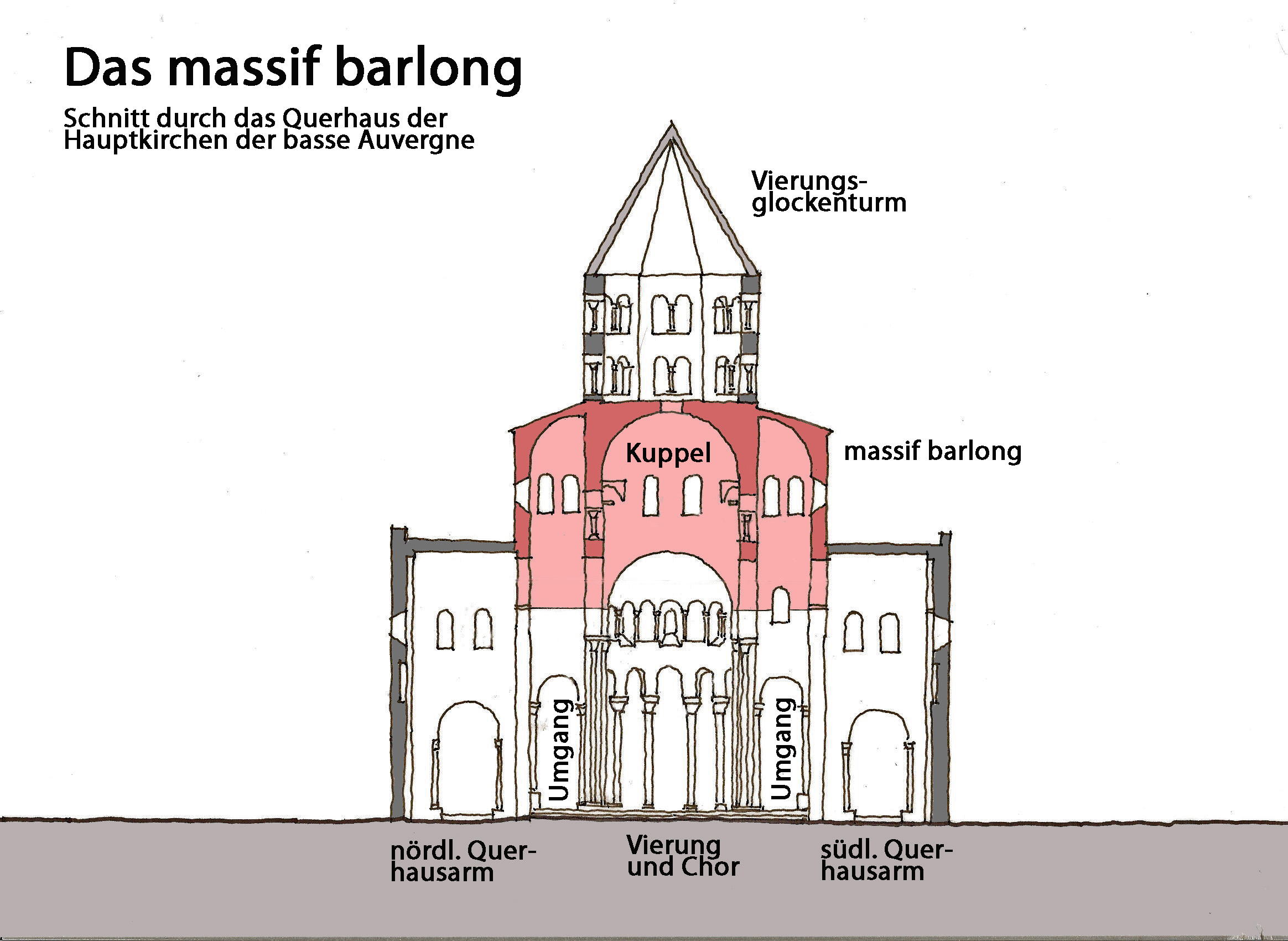
massif barlong, Querschnitt

Die beiden vorstehend beschrieben „Lichtgehäuse“ nehmen von außen gesehen den achteckigen Stumpf des Turmes in Höhe der Kuppel zangenartig in den Griff. Das Ganze sieht aus wie ein rechteckiger Unterbau quer unter dem Turm, das so genannte massif barlong, ein eigentümliches Bauteil, das es nur in der auvergnatischen Bauschule gibt.
Die ähnlich dem Mittelschiff äußerst schlichten Querschiffarme, ragen über das Langhaus seitlich hinaus und werden in Querrichtung zum Mittelschiff von einem Tonnengewölbe überdeckt. In Verlängerung der Seitenschiffaußenwände ragen die nördlichen und südlichen Außenwände des massif barlong auf. Diese stehen auf großen Einzelarkaden, in Breite und Scheitelhöhe den gegenüberliegenden Schwibbögen der Vierung entsprechend. Der Arkadenbogen steht auf flachen Wandpfeilern in Breite der Wand darüber, der in Höhe des Bogenansatzes ein schlicht profiliertes Kämpferprofil aufweist, ein hier etwas archaisch anmutendes Detail. Dieses Kämpferprofil liegt etwas höher, als die Kämpfer der Vierungsarkaden. Die Giebelwand des Querhausarms wird umschlossen von einer großen Blendarkade, in der Frontalansicht exakt der zuvor beschriebenen gegenüber liegenden Arkade entsprechend. Innerhalb dieser großen Arkade sind im oberen Bereich drei große rundbogige Fenster ausgespart, mit abgeschrägten Gewänden. Darunter befindet sich eine Dreiergruppe von Arkaden, deren Bögen auf schlanken Säulchen, mit skulptierten Kapitellen ruhen. In den äußeren Arkaden sind rundbogige Fenster ausgespart, ein wenig größer, als die oberen. Ihre Gewändekanten besitzen einen Rückversatz. Die mittlere ist eine Blendarkade. Sie wird mit einem „dreieckigen Giebelbogen“ überdeckt, wieder ein archaisch anmutendes Dekor.
In den Ostwänden der Querschiffarme hat man je einen halbrunden Kapellenapsis mit Kalotteneinwölbung untergebracht, die südliche ist vermutlich eine Rekonstruktion des 19. Jahrhunderts. Ihre Öffnungen zu den Querhausarmen werden jeweils flankiert von Säulen in Wandrücksprüngen, mit skulptierten Kapitellen und profilierten Kämpfern und Basen. In den Apsiswänden ist je ein kleines rundbogiges Fenster ausgespart. Sie werden von Arkadenbögen überdeckt, die von schlanken Säulchen getragen werden, mit der sonst üblichen Ausstattung. Sie stehen auf einem Sockel, der um die ganze Apsis herumgeführt ist. Die Ostwände der Querhausarme sind mit zwei Fenstern ausgestattet, in Form, Größe und Höhenlage der oberen Fenster auf den Giebelwänden.

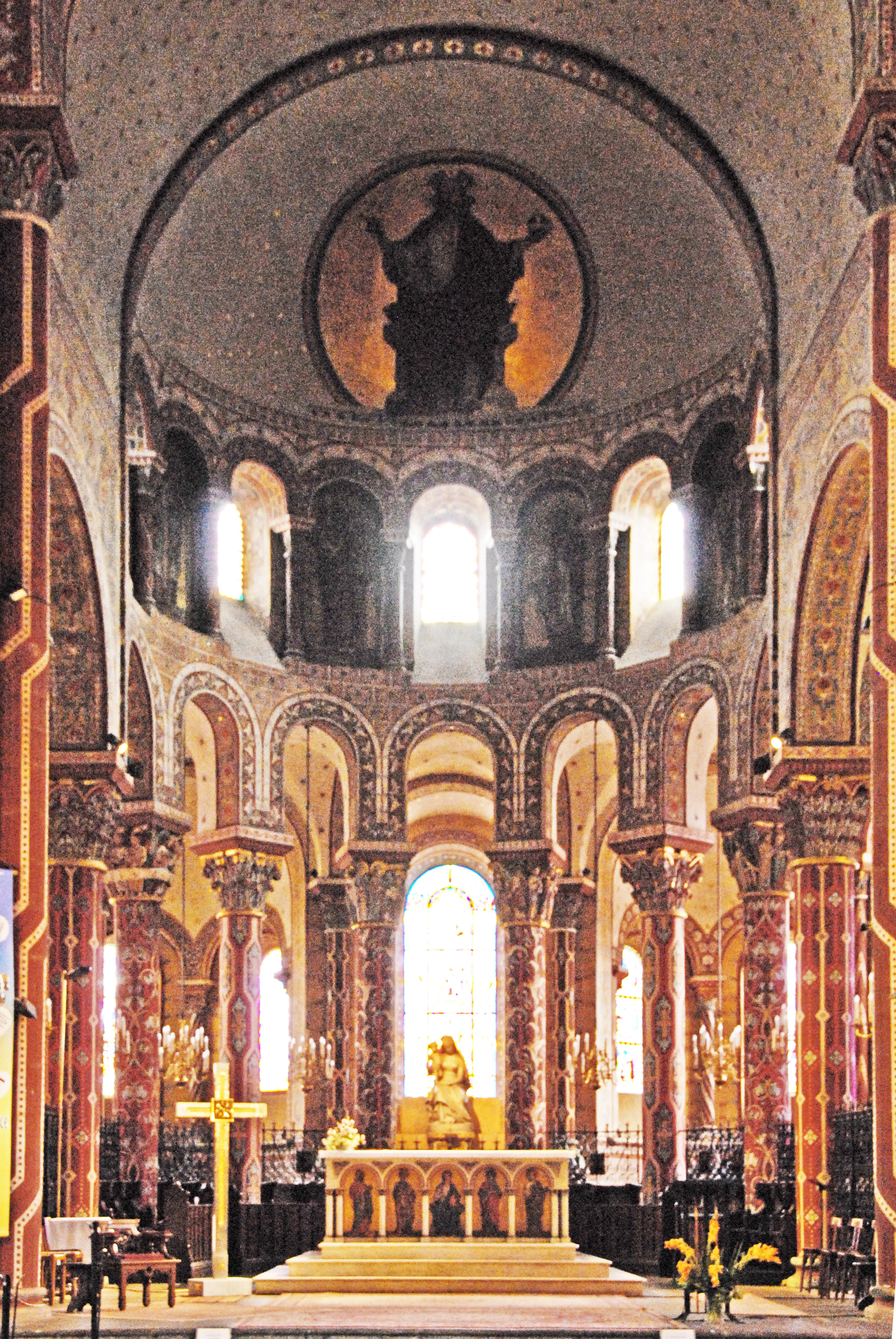
Chorraum

Für das Querhaus ist noch auf die harmonische Abstufung der Öffnungen hinzuweisen, ausgehend von den Kapellenöffnungen über die etwas höheren Durchlässe in den Chorumgang, bin hin zu dem hohen Triumphbogen des Chorraumes.
Knapp vor dem Triumphbogen zum Chor und den Durchlässen in den Chorumgang führt eine großzügige fünfstufige Treppe hinauf zum Chor und Umgang. In dieser Zone führen zwei schmalere Treppen gegenläufig hinab in die Krypta.

#### Chorhaupt mit Kranzkapellen
Der Chor ist auch hier das Bravourstück des auvergnatischen Baumeisters. Seine ganze Architektur zielt darauf ab, den Blick der Gläubigen auf den Altar zu lenken, als der geheiligte Ort, als das Allerheiligste. Dazu tragen nicht zuletzt Umfang und Komplexität der gesamten Anlage bei, inklusive Umgang und Kapellenkranz, und ihre besonders prächtige Ausschmückung, deutlich reichlicher als im Mittelschiff, wie auch die große Anzahl der Fenster, es sind immerhin 20. Die mit äußerster Sorgfalt skulptierten Figuren- und Blattkapitelle treten besonders stark in Erscheinung, weil ihr architektonisches Umfeld sich schlicht zurückhält.

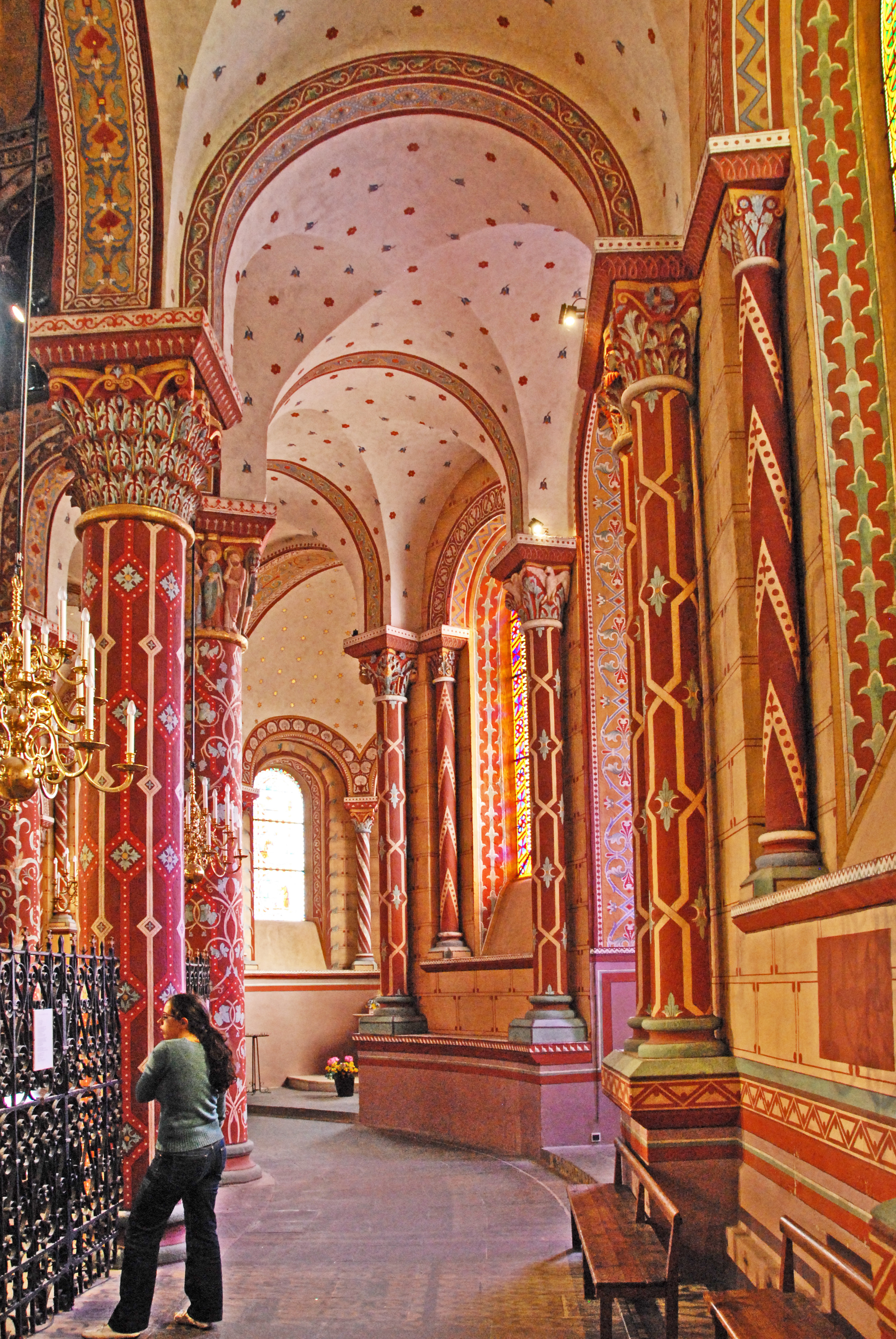
Südl. Chorumgang

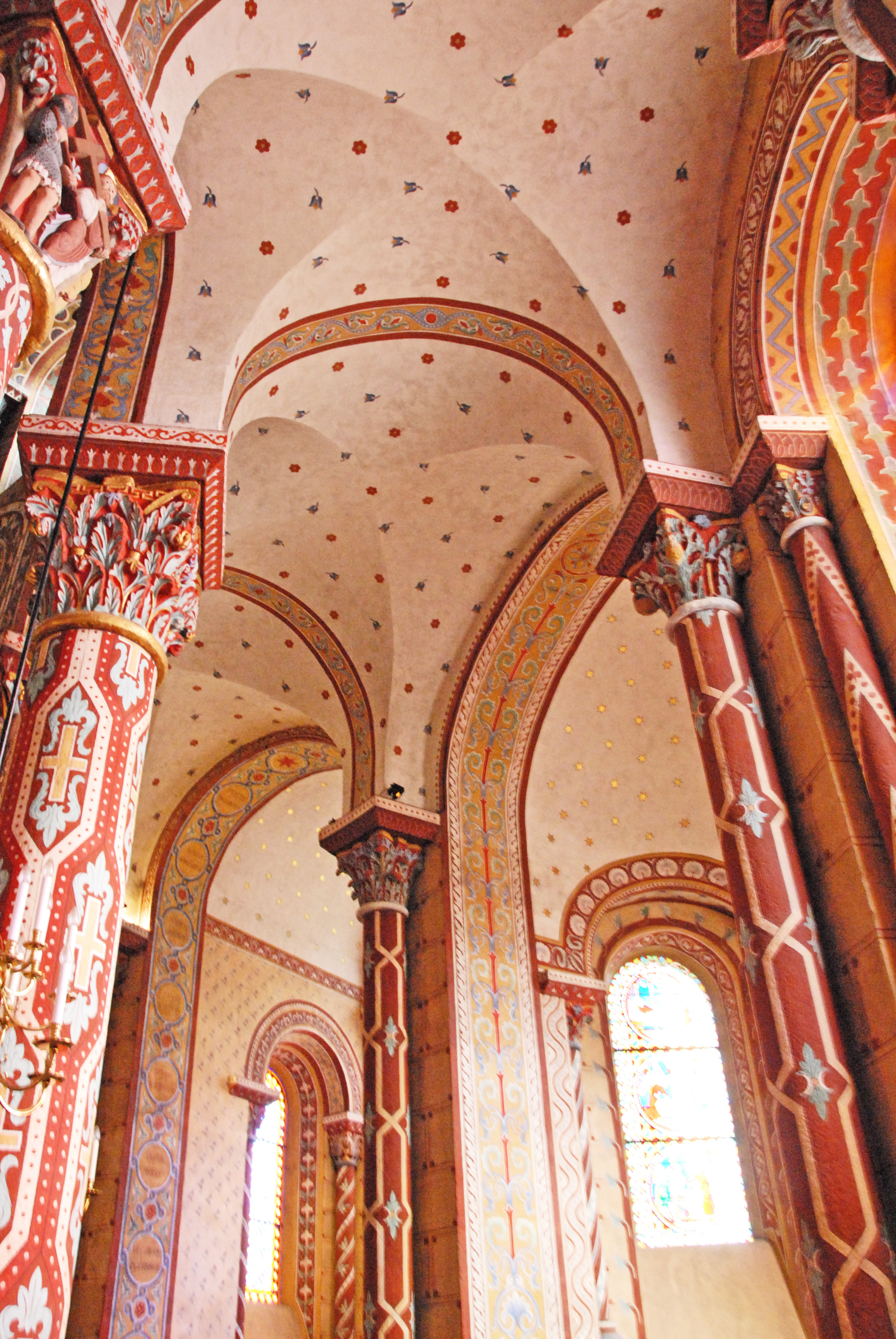
Südöstl. Chorumgang

Die sieben Arkaden der Chorapsis sind in die halbrunde Mauer scharfkantig eingeschnitten. Sie weisen wohlüberlegte geringfügige Unterschiede ihrer Abstände auf. Der mittlere ist etwas breiten als seine Nachbarn, die äußeren sind die breitesten. Die Arkaden der Chorapsis sind stark gestelzt, das bedeutet, ihre Bogenansätze beginnen erst ein gutes Stück über ihren Auflagern, den quadratischen Kämpferplatten. Genau wie bei Mittelschiffarkaden sind auch hier die Arkadenbögen gleichzeitig auch die Stirnbögen der dahinter befindlichen Kreuzgratgewölbe des Umgangs. Durch die Stelzungen kommen die Arkadenscheitel auf die gleiche Höhe, wie die der beiden halbkreisförmigen wesentlich breiteren Bögen der seitlichen Arkaden des Chorjochs.
Die insgesamt neun Chorarkaden stehen auf acht kräftigen Säulen, die mit pflanzlich, teils auch figürlich skulptierten Kapitellen und profilierten Kämpfern und Basen ausgestattet sind, unmittelbar auf dem Fußboden. Die seitlichen Arkaden des Chorkochs stehen außenseitig den aus den Schiffen bereits bekannten Diensten an den Vierungspfeilern.
Über den im Halbkreis aufgereihten Arkaden der Chorapsis ruht ein niedriger Streifen der glatten Apsiswand, der oberseitig mit einem Rücksprung der Wand abschließt. Dahinter verbergen sich die Anschlüsse der Umgangsgewölbe und deren Überdachung. Darüber steht eine halbkreisförmige Aufreihung von fünf Rundbogenfenstern mit aufgeweiteten Gewänden, im Wechsel mit vier im Grundriss gebogenen Pfeilern, deren Innenseiten den oben genannten Rücksprung bilden. Die Fensteröffnungen sind innenseitig etwa so breit wie die mittlere Chorgalerie. Das mittlere Fenster ist chormittig, die äußeren Fenster sind über den äußeren Galeriebögen der Apsis angeordnet, die beiden übrigen Fenster jeweils genau mittig zwischen den äußeren Fenstern und dem mittleren, oder auch zentriert über den beiden dritten Pfeilern, von außen gezählt. Vor den Pfeilern zwischen den Fenstern stehen etwas von den Gewändeecken eingerückt schlanke Säulchen, die mit skulptierten Kapitellen und profilierten Kämpfern ausgerüstet sind. Auf ihnen ruhen die Arkadenbögen der Fenster, die in die Bögen ihrer Gewände übergehen. Zwischen diesen Arkaden sind etwa gleich große Blendarkaden, untereinander oberflächenbündig und wandbündig eingefügt. Oberhalb dieser Folge von sieben Bögen geht die halbkreisförmige Wandoberfläche der Chorapsis nahtlos in deren halbkuppelförmige Kalotte über.
Das Chorjoch, zwischen dem Triumphbogen und der Apsiskalotte, ist mit einer stark überhöhten Rundtonne eingewölbt, die geringfügig niedriger und schmaler ist als das anschließende Apsisgewölbe. Die Seitenwände des Chorjochs weisen oberhalb ihrer Arkadenöffnungen keine weiteren Öffnungen auf.
Der Chorumgang, im Bereich der Apsis in Form eines halben Kreisrings, ist mit einem geschickt ausgetüftelten Gratgewölbe überdeckt, das von den Arkaden der Chorapsis und den Außenwänden des Umgangs getragen wird, letztere unterstützt von dort vor den Wänden frei stehenden Säulen, mit skulptierten Kapitellen und profilierten Kämpfern und Basen auf Plinthen ausgerüstet und stehen auf knapp 1,50 Meter hohen Sockeln. Bei den einzelnen Gewölbesegmenten in Trapezform sind dabei leicht geschwungene Grate entstanden. Die vier großen Fenster des Umgangs werden in Wandrückversätzen von schlanken Säulchen flankiert. Sie sind wie die anderen Säulen ausgestattet und stehen auf den höheren inneren Brüstungen. Die beiden Fenster im ersten Chorjoch, eingangs des hier gerade verlaufenden Umgangs, werden auf beiden Seiten mit Zwillingssäulen flankiert, ausgestattet wie die anderen hohen Säulen, jedoch mit gemeinsamen Kämpferplatten und Plinthen auf gleich hohen Sockeln stehend. Die Fenster des Umgangs wie auch die der Kapellen weisen steil geneigte Brüstungen auf, an die sich innenseitig Konsolen anschließen.

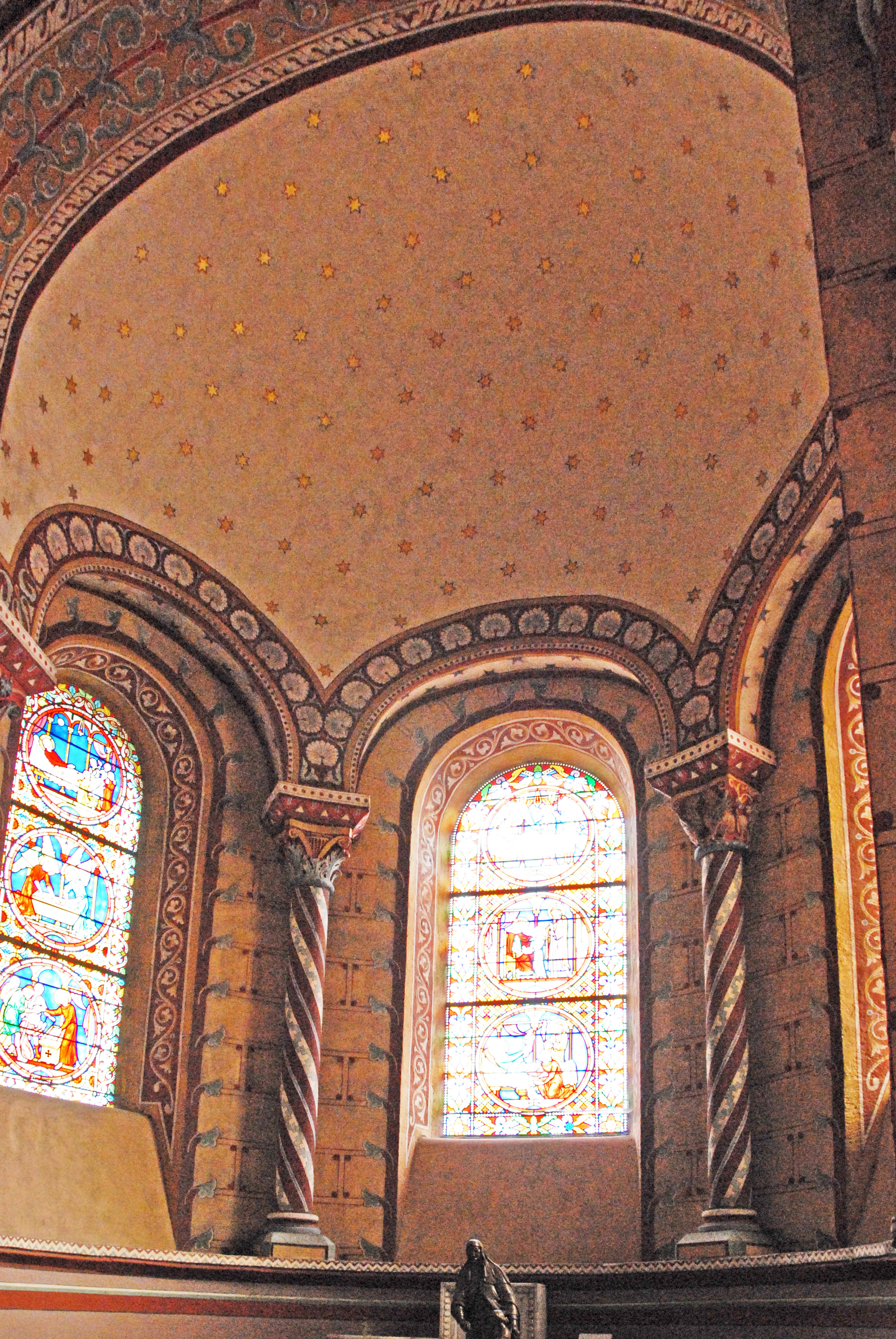
Kranzkapelle

Vier der fünf Kranzkapellen bestehen jeweils aus einer halbkreisförmigen Apsis mit entsprechender Kalotte. In den Apsiswänden sind je drei rundbogige Fenster ausgespart. Sie werden untereinander verbunden durch eine auf einen um die Apsis herumgeführten Wandvorsprung stehenden Arkatur mit schlanken Säulchen, mit der bekannten Vollausstattung. Die Scheitelkapelle steht auf einem leicht rechteckigen Grundriss und wird von einem Tonnengewölbe überdeckt. In den drei freien Wandabschnitten sind rundbogige Fenster ausgespart, die wie bei den anderen Kapellen von in Wandrückversätzen eingestellten Säulchen flankiert werden und wie diese ausgestattet sind. Das mittlere Fenster der Scheitelkapelle ist das größte des ganzen Chorhauptes.

#### Kapitellskulptur

##### Chorkapitelle
Nur vier der acht Kapitelle der Apsis sind mit erzählenden Darstellungen skulptiert, die anderen mit kunstvollem Blattwerk. Das ikonographische Programm bietet nicht die Feinheiten von Notre-Dame-du-Port de Clermont-Ferrand oder Notre-Dame-du-Mont-Cornadore de Saint-Nectaire. Es geht dabei lediglich um den Zyklus der Osterzeit, von Gründonnerstag bis zur Auferstehung. Das erste Kapitell nördlicherseits zeigt das Abendmahl. Ihm gegenüber werden zwei Stationen des Leidenswegs dargestellt: die Geißelung und die Kreuztragung. Die mittleren Kapitelle sind den Ereignissen der Ostertage gewidmet, wie der Besuch der heiligen Frauen am Grab Christi und die Erscheinung Jesu nach der Auferstehung. Dieses Programm bildet eine geschlossene Einheit und hat seinen richtigen Platz um den Altar, auf dem bei jeder Messfeier das Geheimnis des Todes und der Auferstehung erneuert wird.
Leider sind die Skulpturen nicht unbeschädigt erhalten und wurden mit einer grellen Bemalung versehen (siehe Historisches).
Nach dem französischen Kunsthistoriker Swiechowski sollen sie einer provenzalischen Wanderwerkstatt entstammen. Das schöne Abendmahlkapitell findet mit Abstand die größte Beachtung, vor allem wegen seiner geschickten Komposition und großen Kunstfertigkeit, die in seiner vollendeten Linienführung kaum der Naivität einer Volkskunst zugeordnet werden kann.

Galerie Chorkapitelle. Leidensweg Christi
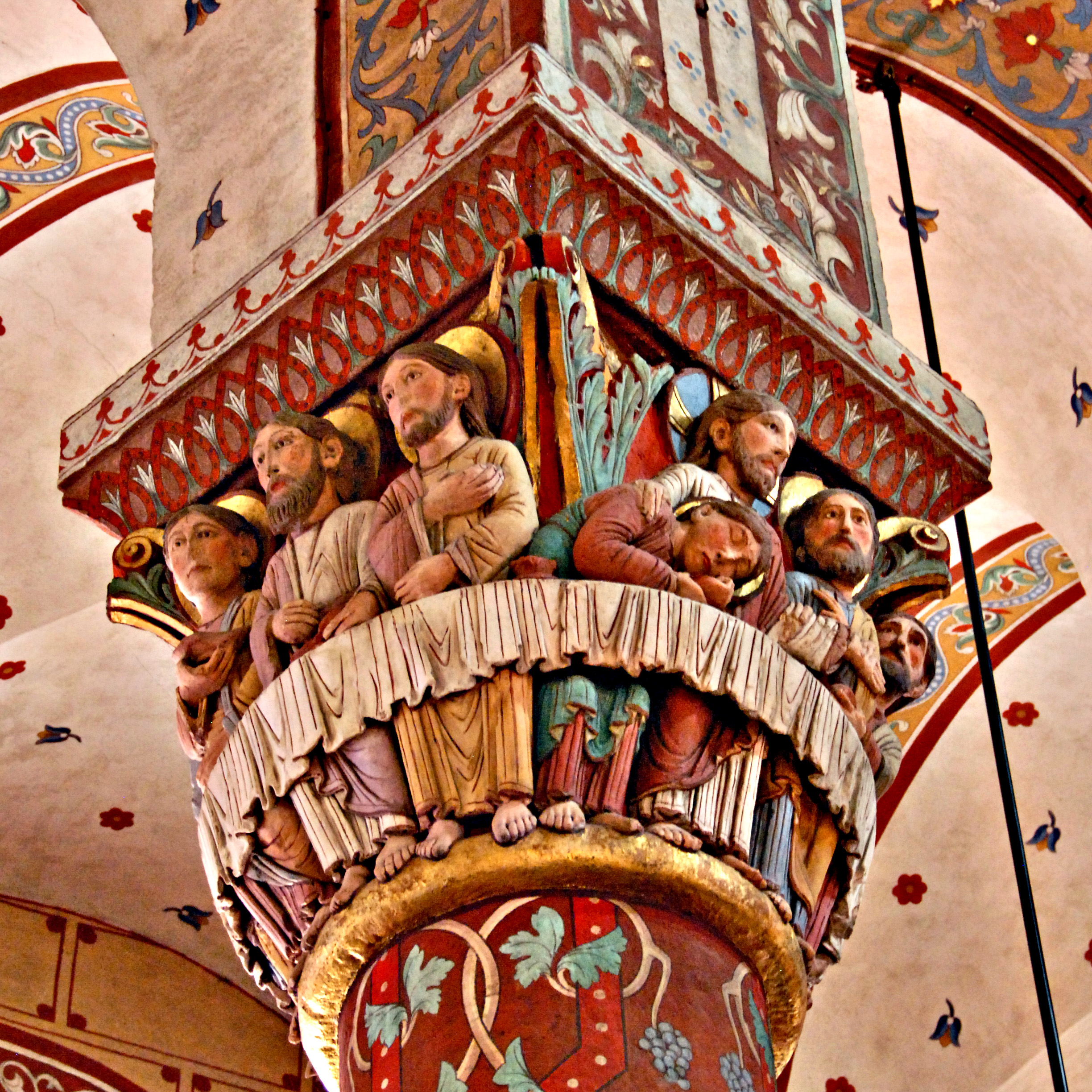
Kapitell 1: Abendmahl, rechts Christus mit Johannes (schlafend)
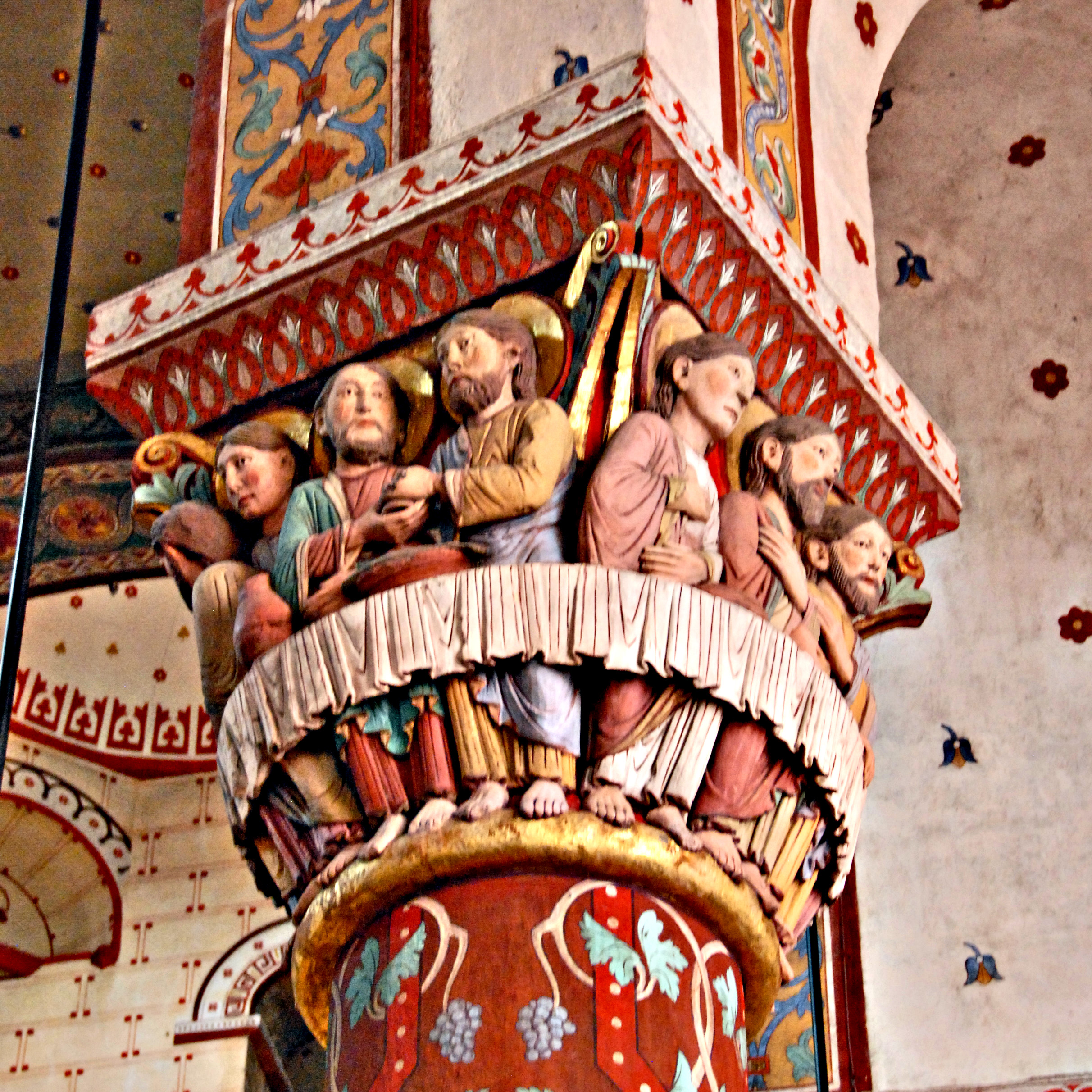
Kapitell 1: Abendmahl
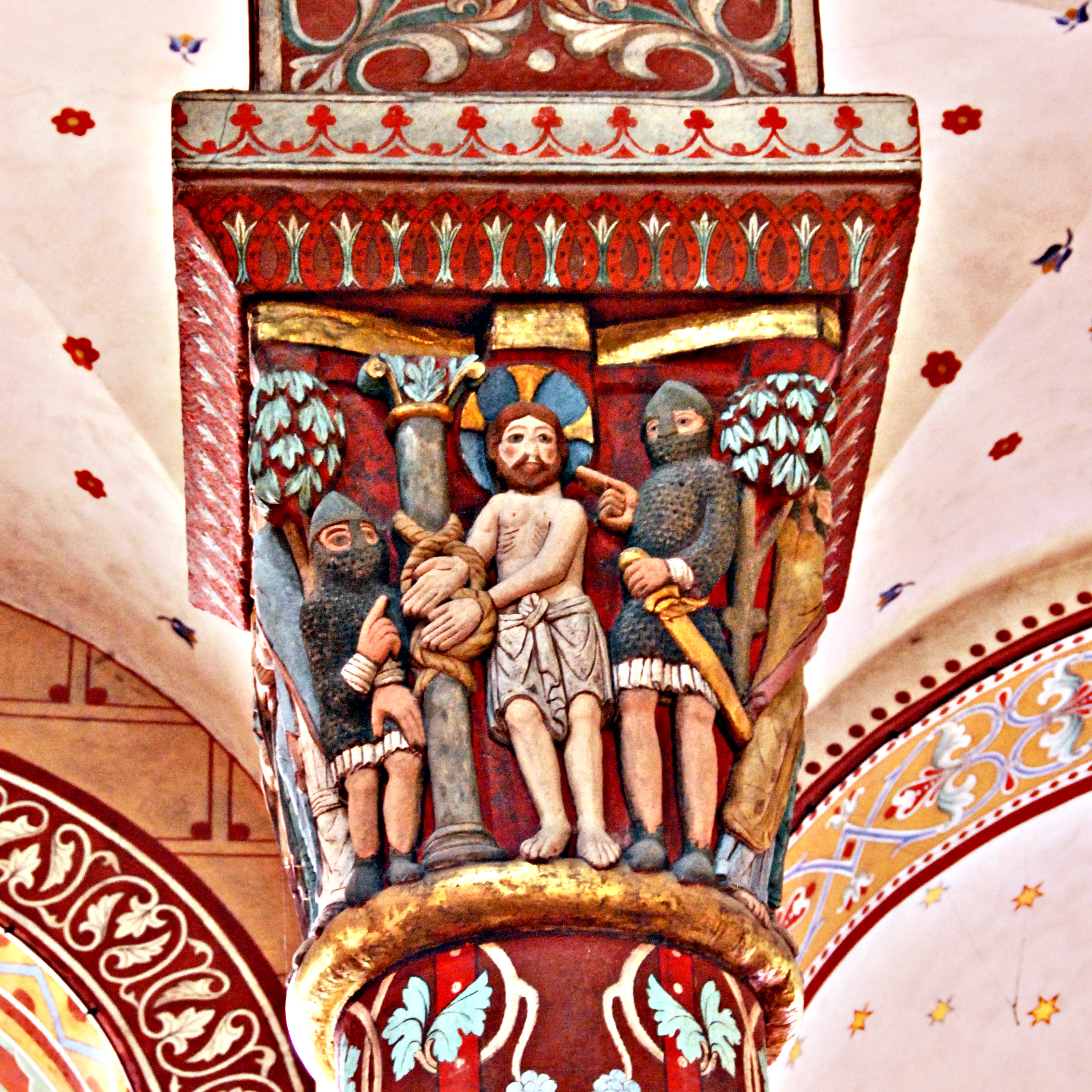
Kapitell 2: Geißelung Christi
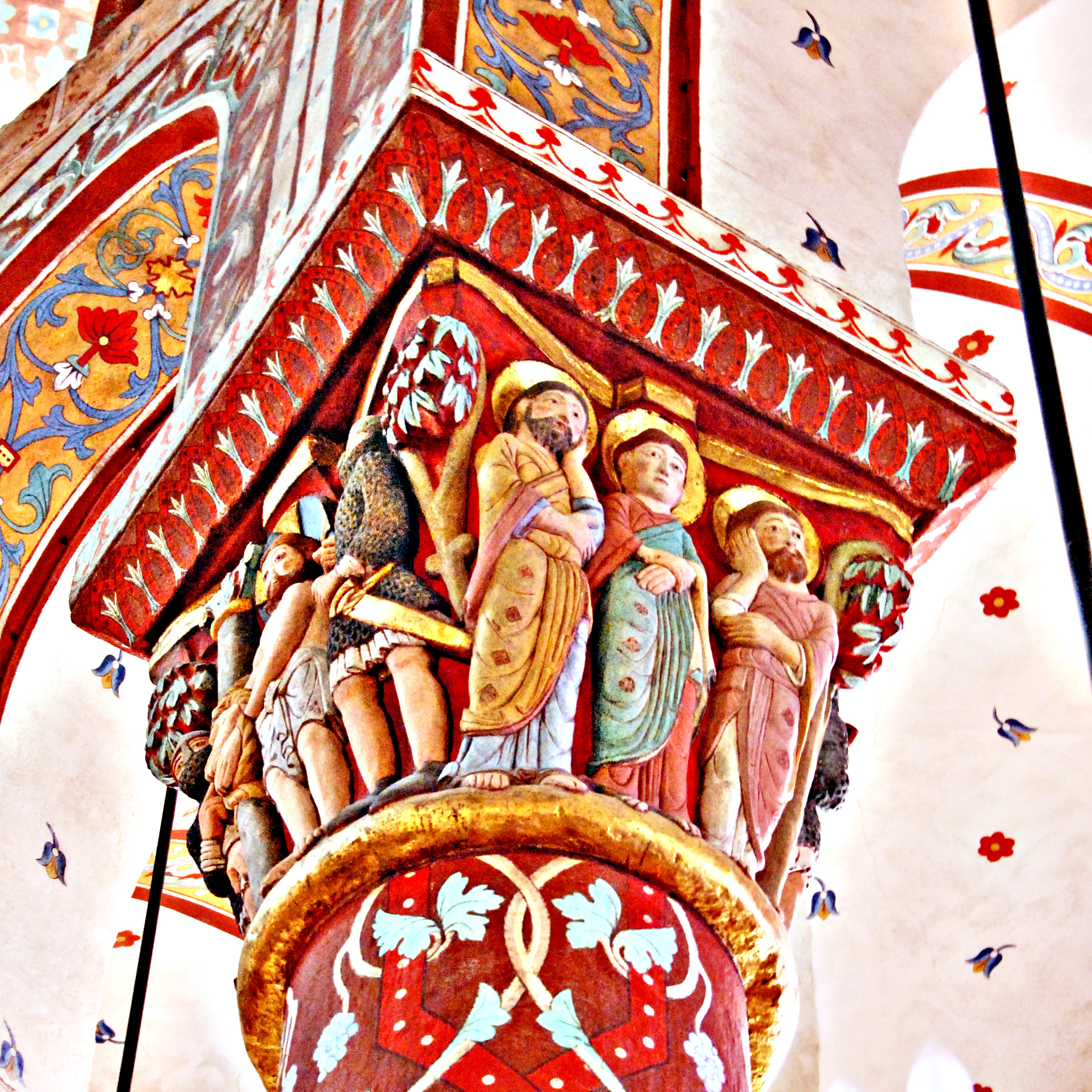
Kapitell 2: drei Jünger
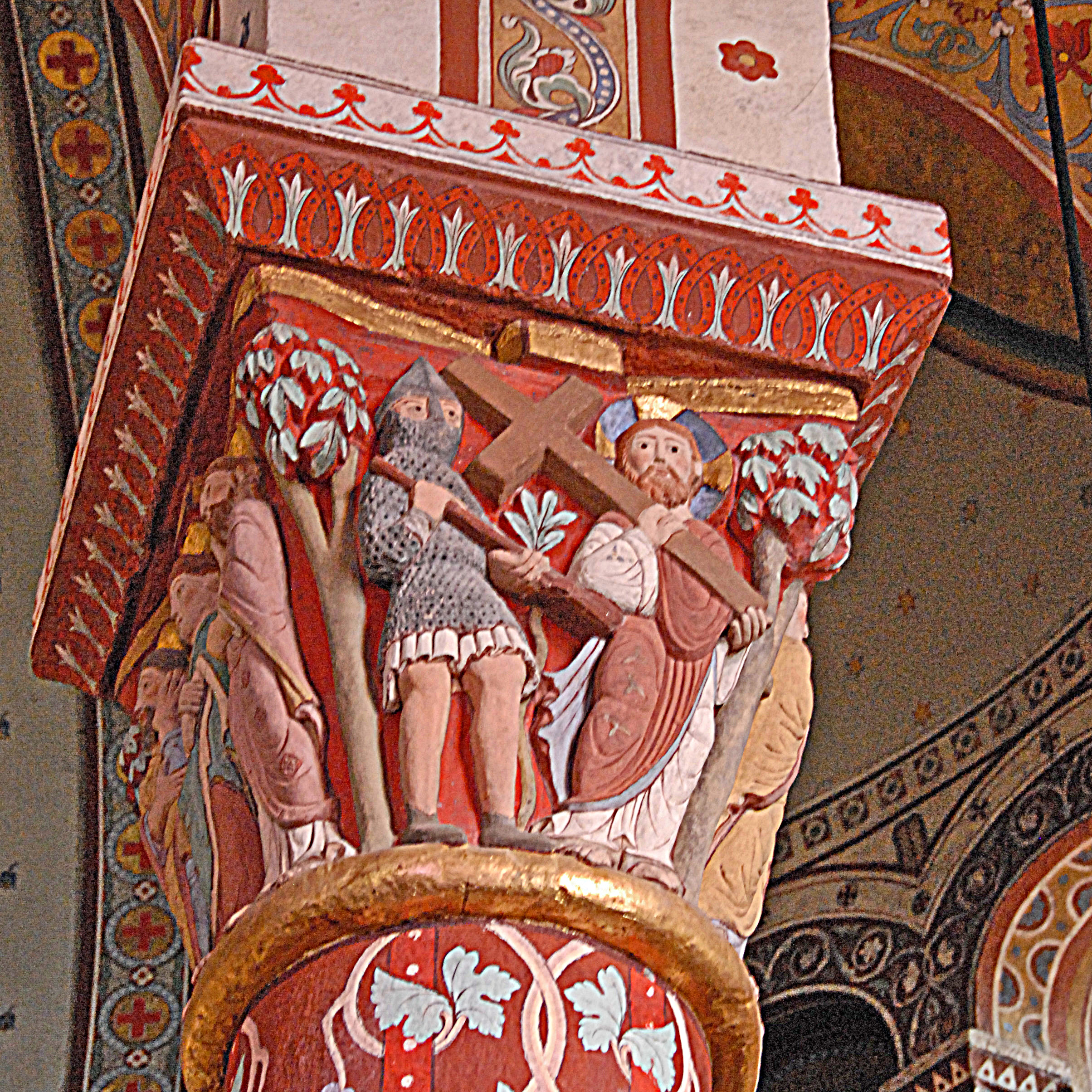
Kapitell 2: Kreuztragung Christi
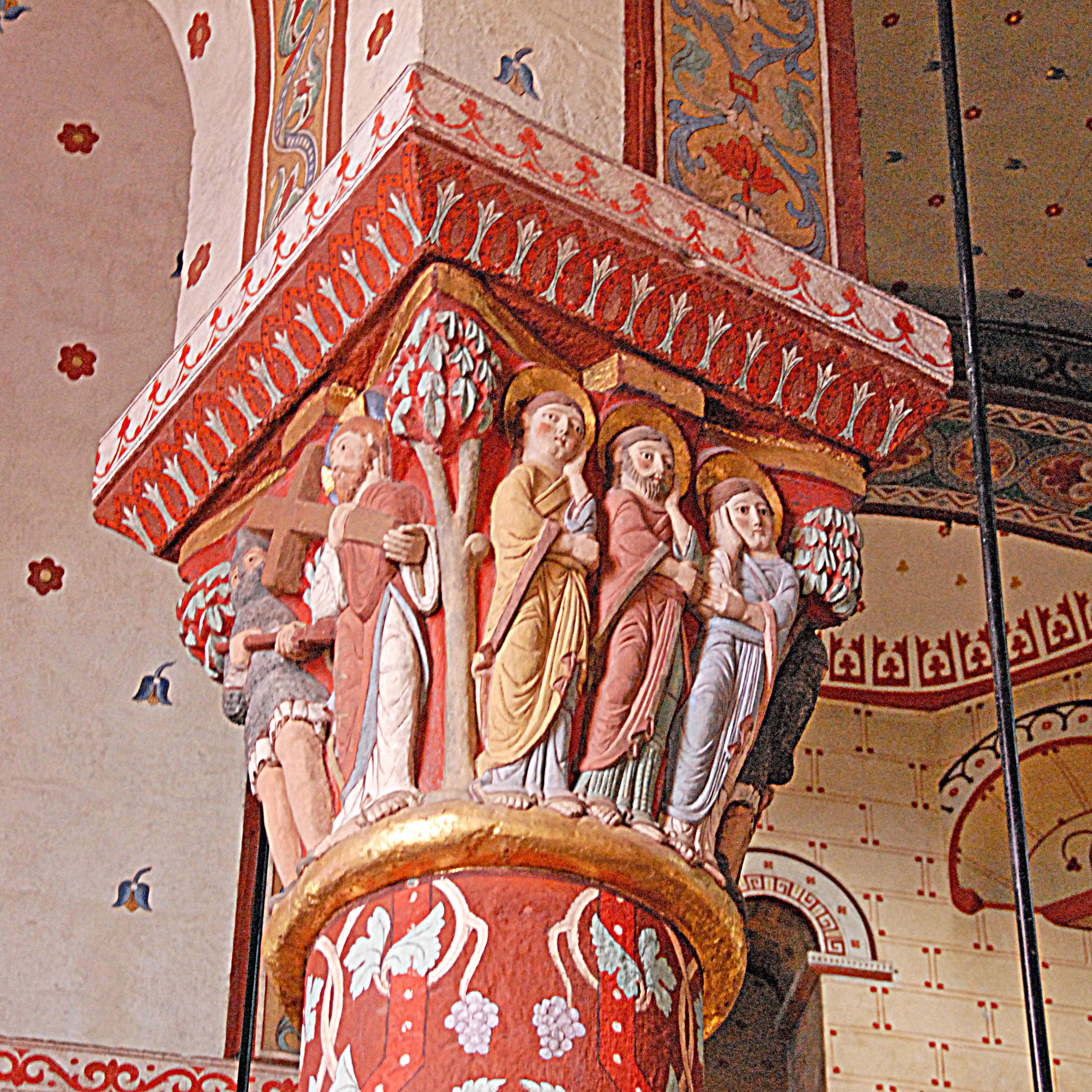
Kapitell 2: drei andere Jünger
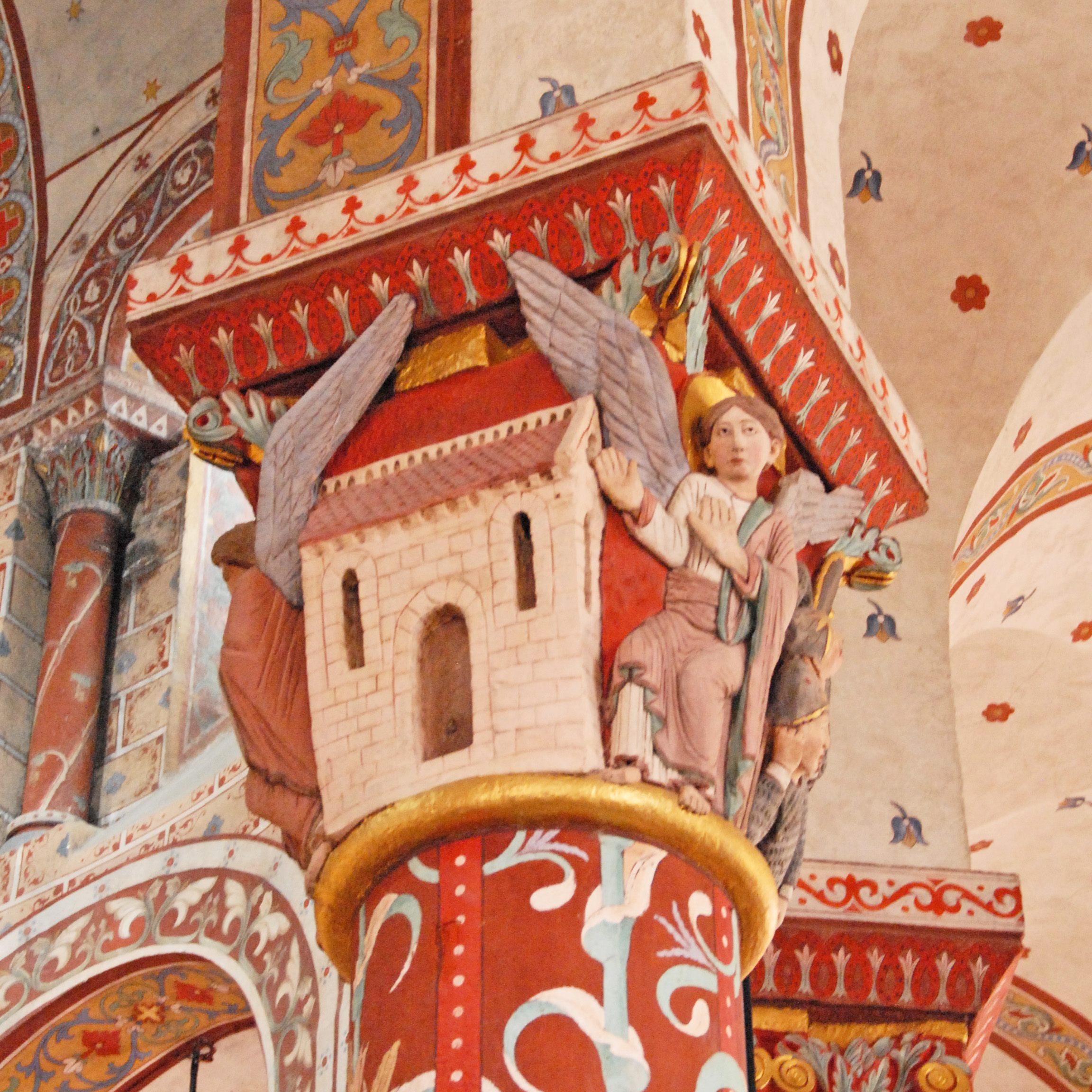
Kapitell 3: Grabpforte von Engeln bewacht
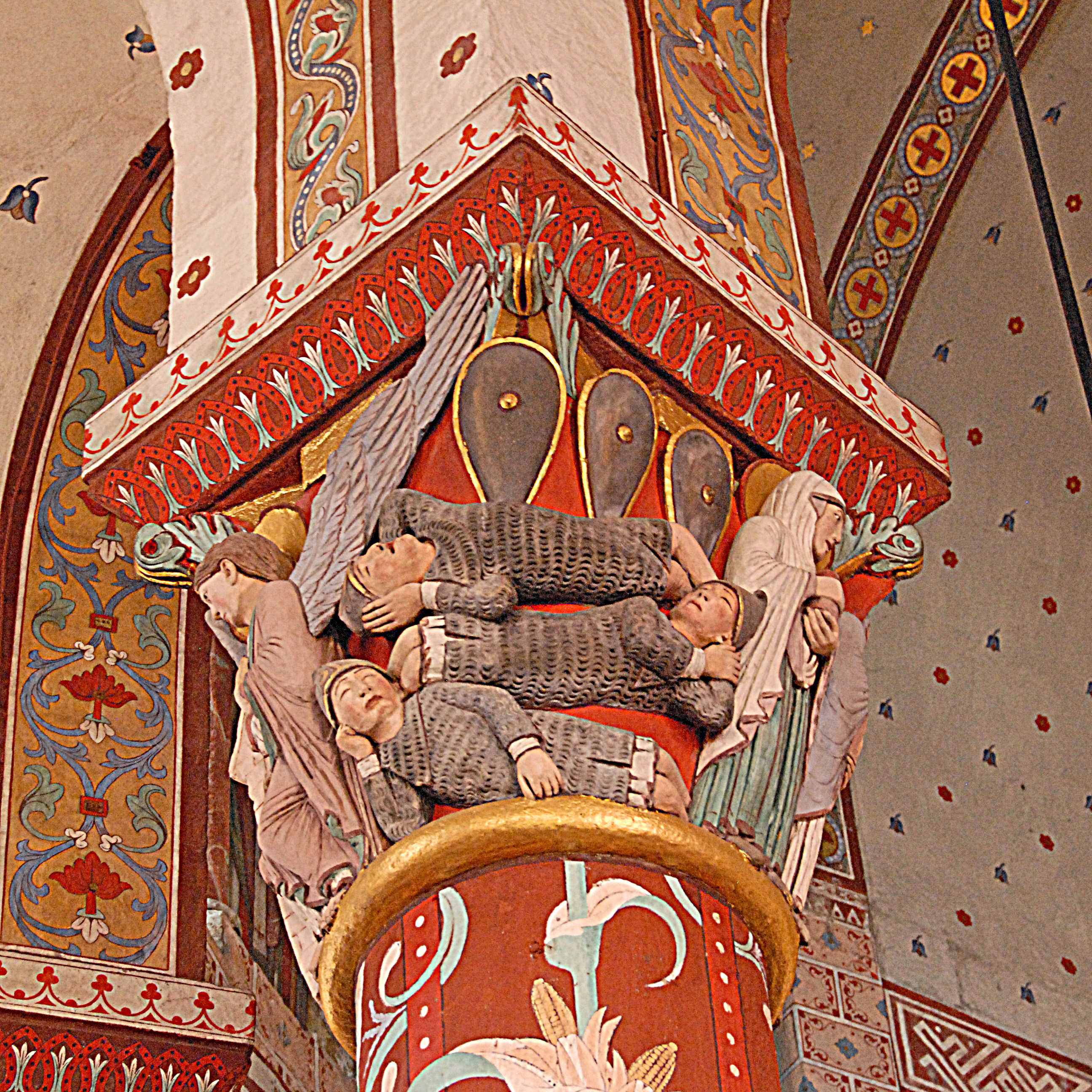
Kapitell 3: schlafende Bewacher am Grab
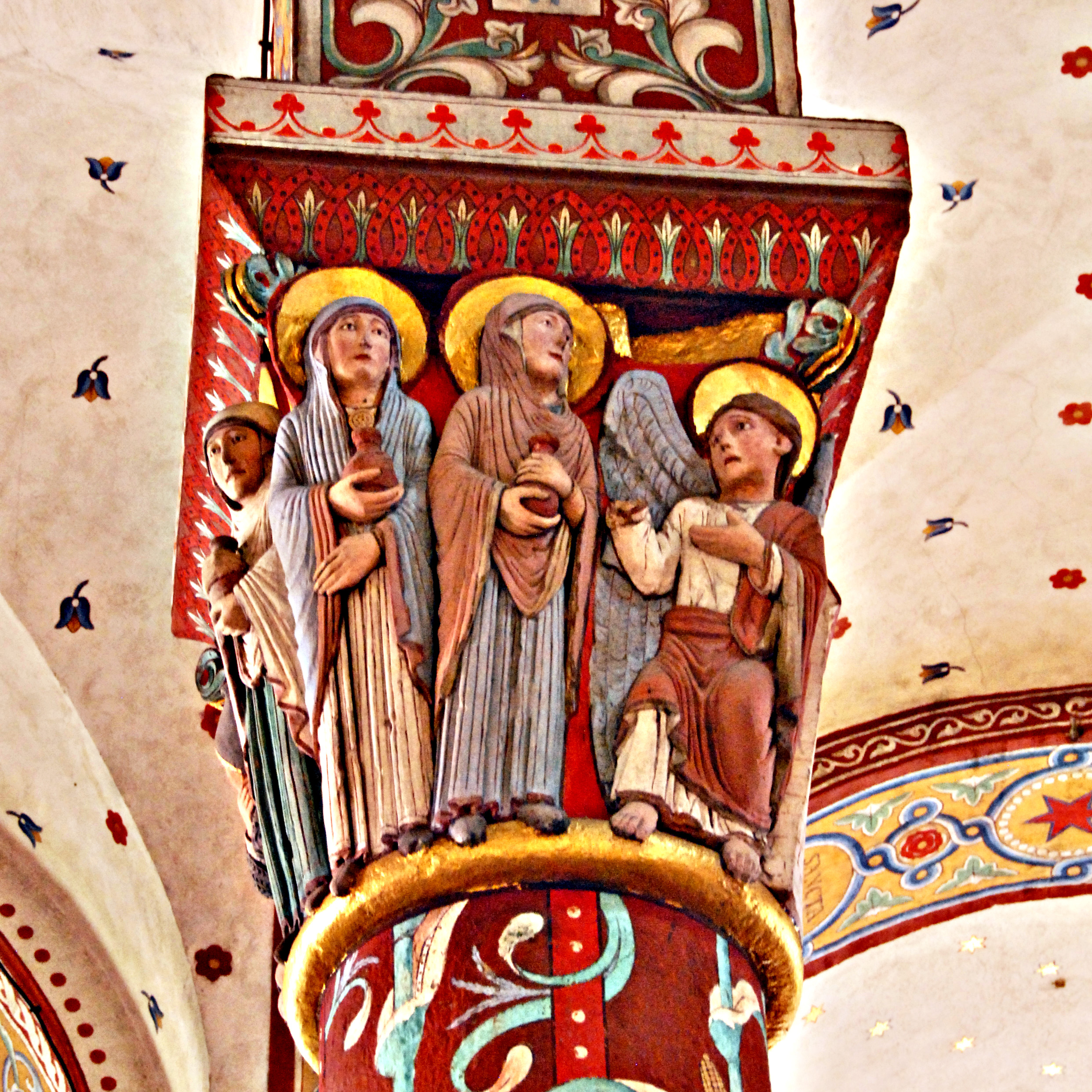
Kapitell 3: Engel verkündet den drei Marien (mit Salbungs- gefäßen)
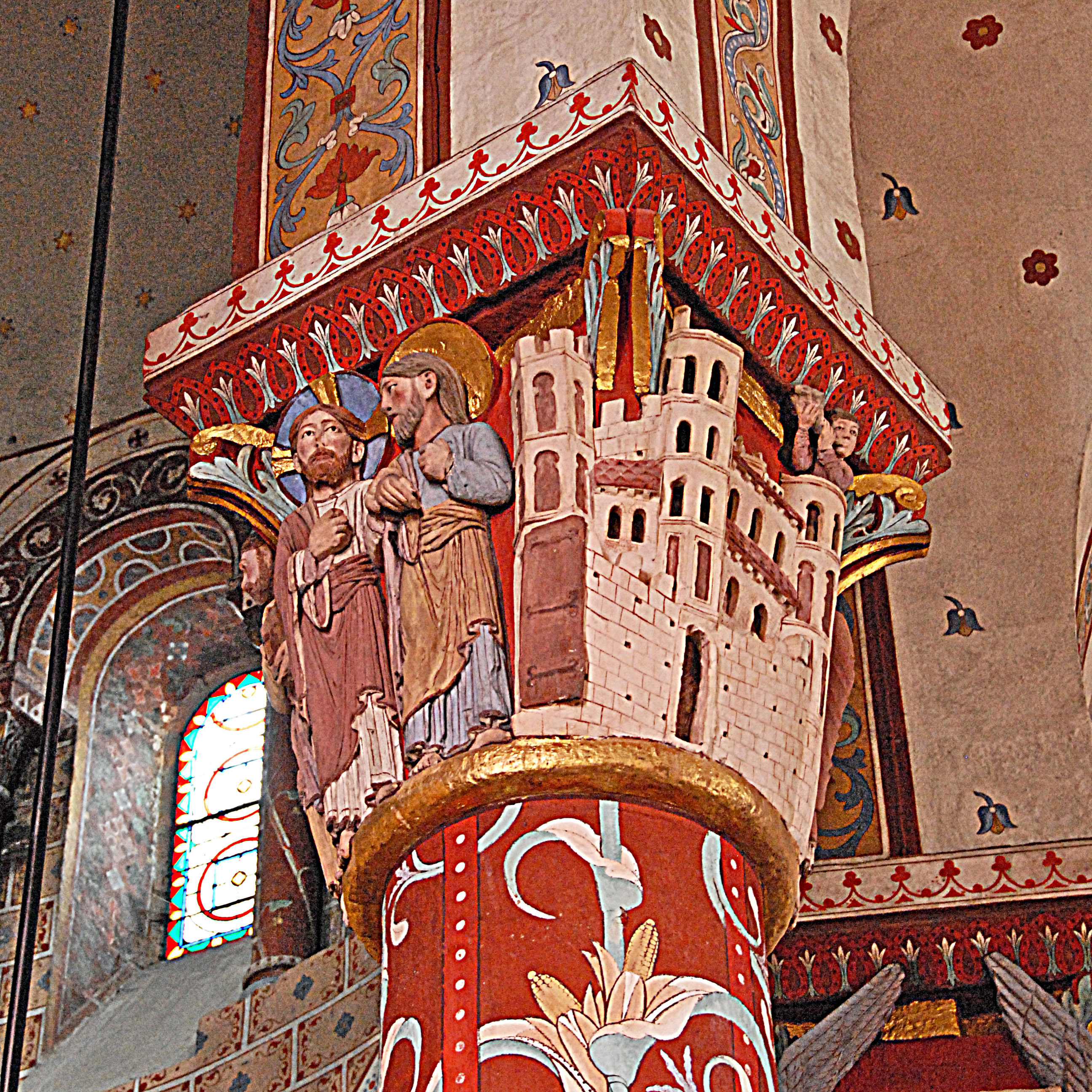
Kapitell 4: Christus erscheint Jüngern, rechts himmlisches Jerusalem

##### Weitere Kapitelle
Die Kapitelle des Langhauses sind überwiegend mit feinen, sehr dekorativen Blattwerkmotiven von geringem Relief dekoriert. Hier und da tauchen im Blattwerk große Blumen, Vögel, Greife, kleine Köpfe oder Kentauren auf. In der nördlichen Querhauskapelle findet man zwei bemerkenswerte Kapitelle mit figürlichen Motiven. Auf dem einen legt ein Teufel zwei Verdammte in Fesseln. Das zweite zeigt einen Mann, der ein Schaf auf den Schultern trägt und dabei seine Zunge herausstreckt. Diesen Gesichtsausdruck findet man häufig auf den Darstellungen des bei auvergnatischen Steinmetzen beliebten Themas des Schafsträgers, wie etwa in Notre-Dame-du-Mont-Cornadore de Saint-Nectaire, Stiftskirche Saint-Julien (Brioude) und andere. Man begegnet ihm auch bei den Lastern oder Teufelsgehilfen, die von den Tugenden bezwungen werden, in Notre-Dame-du-Port de Clermont-Ferrand. Die hin und wieder anzutreffende Deutung des Schafsträgers als „Guter Hirte“ dürfte daher eher nicht zutreffen.

Galerie weiterer Kapitelle
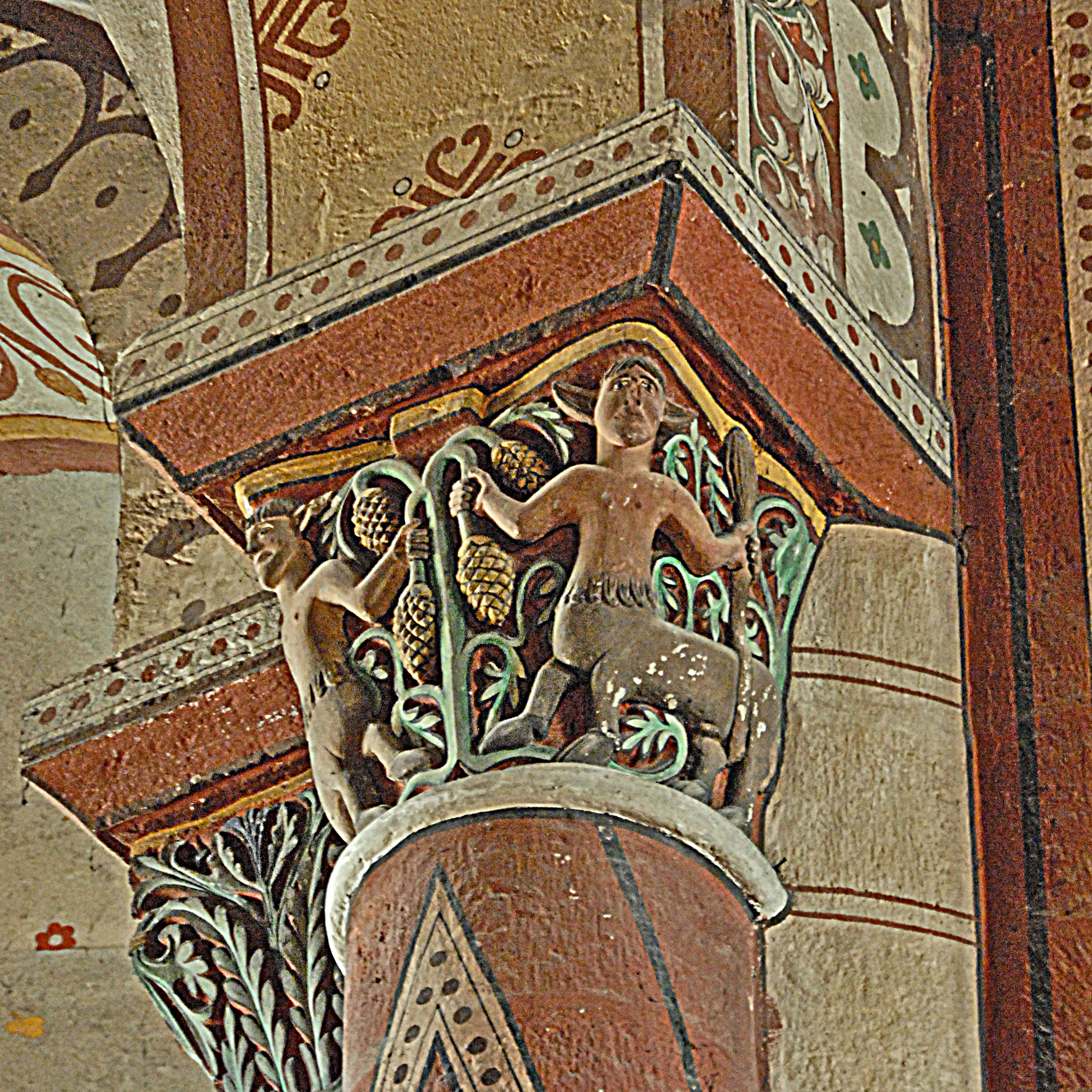
Kentauren in Ranken
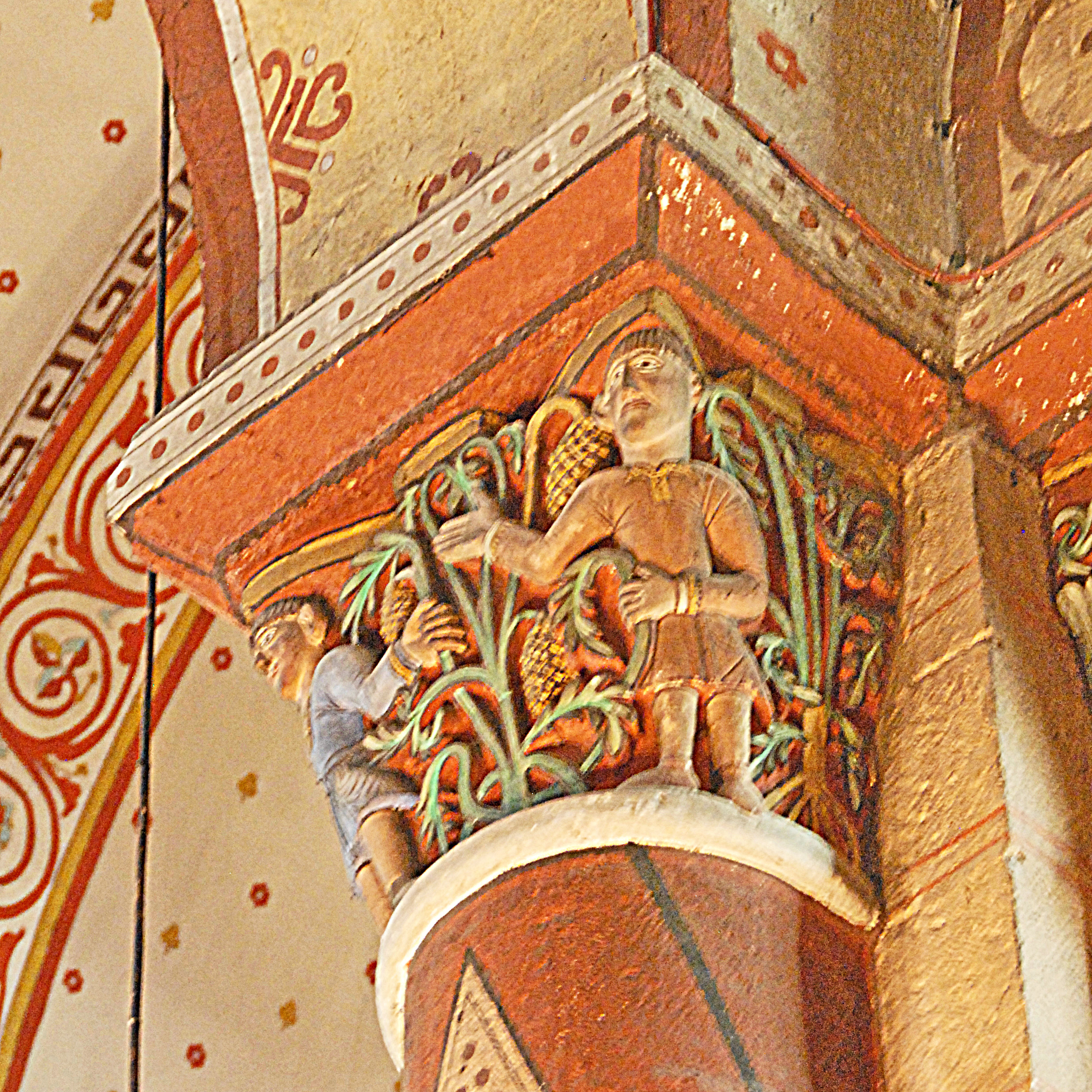
Junge Männer in Ranken
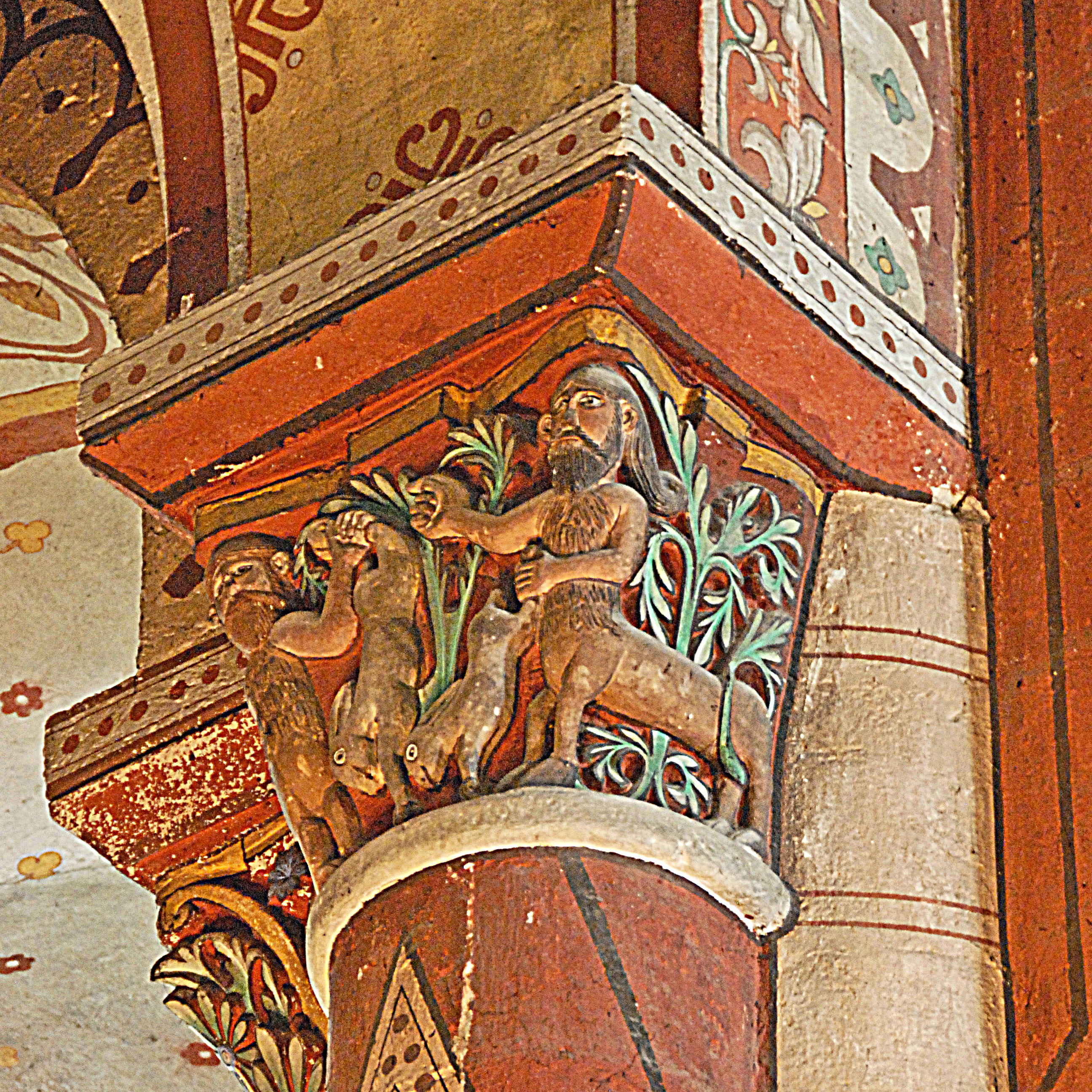
Kentauren mit Beute (Hasen)
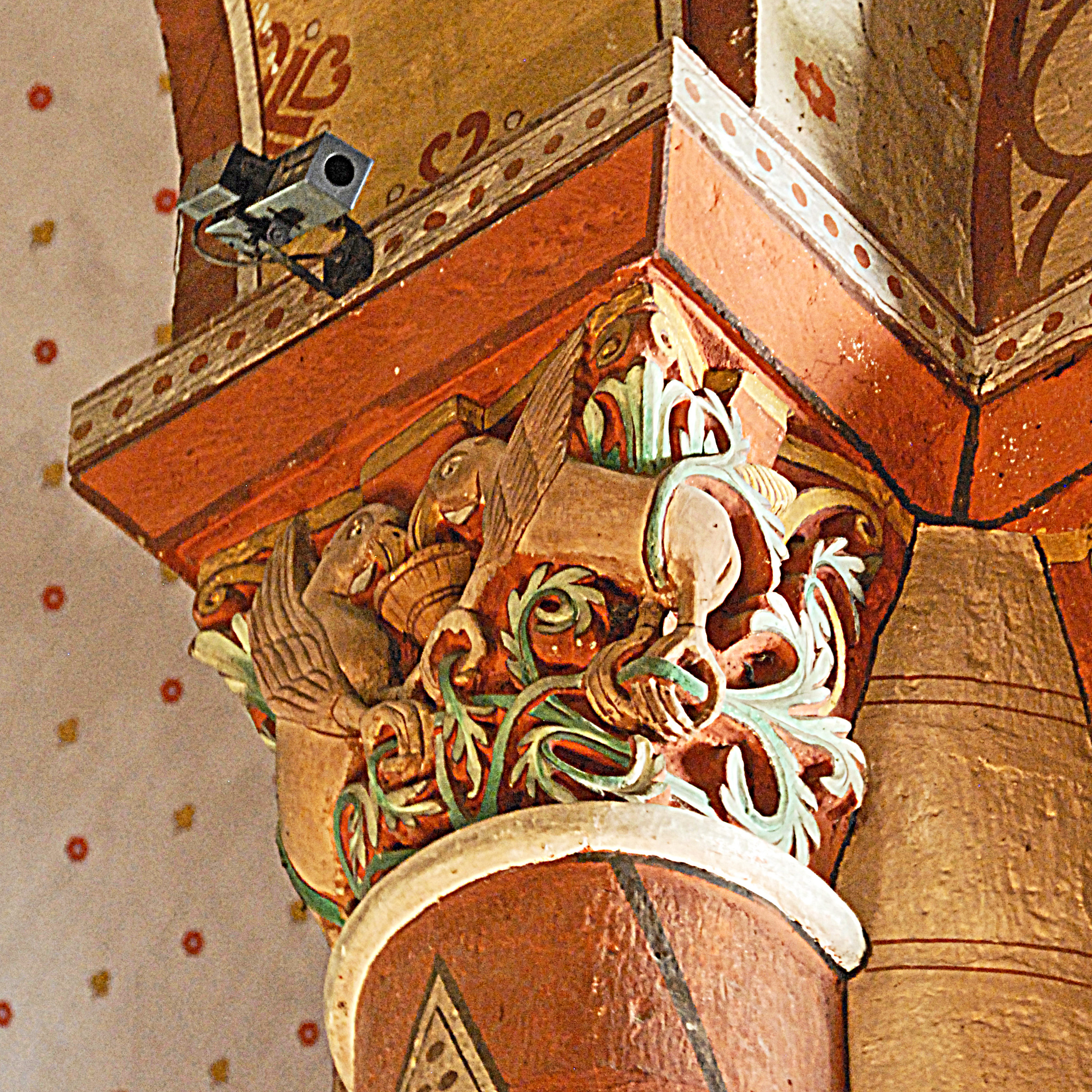
Greife trinken aus Kelch
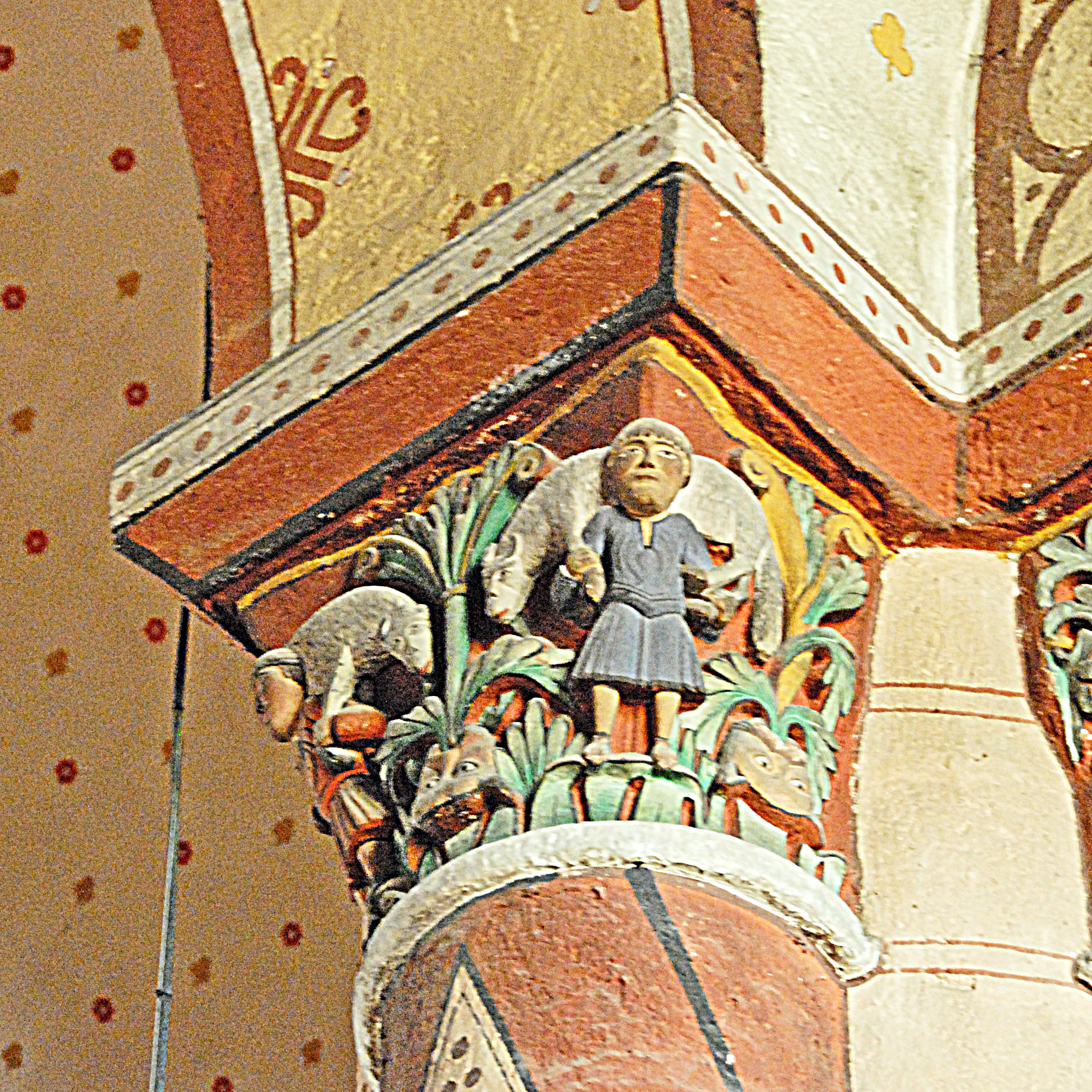
Schafsträger
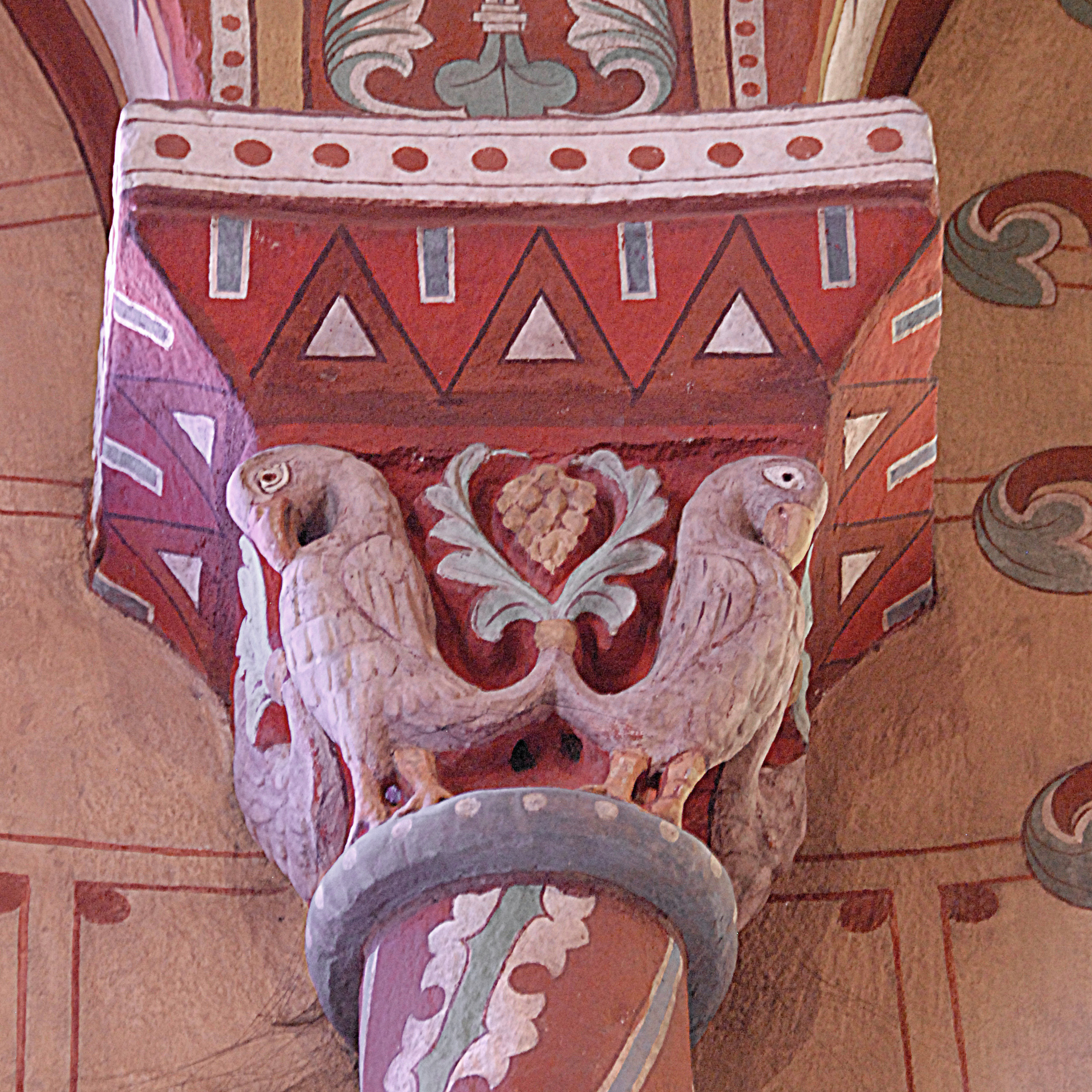
Pelikane reißen sich für ihre Jungen die Brust auf
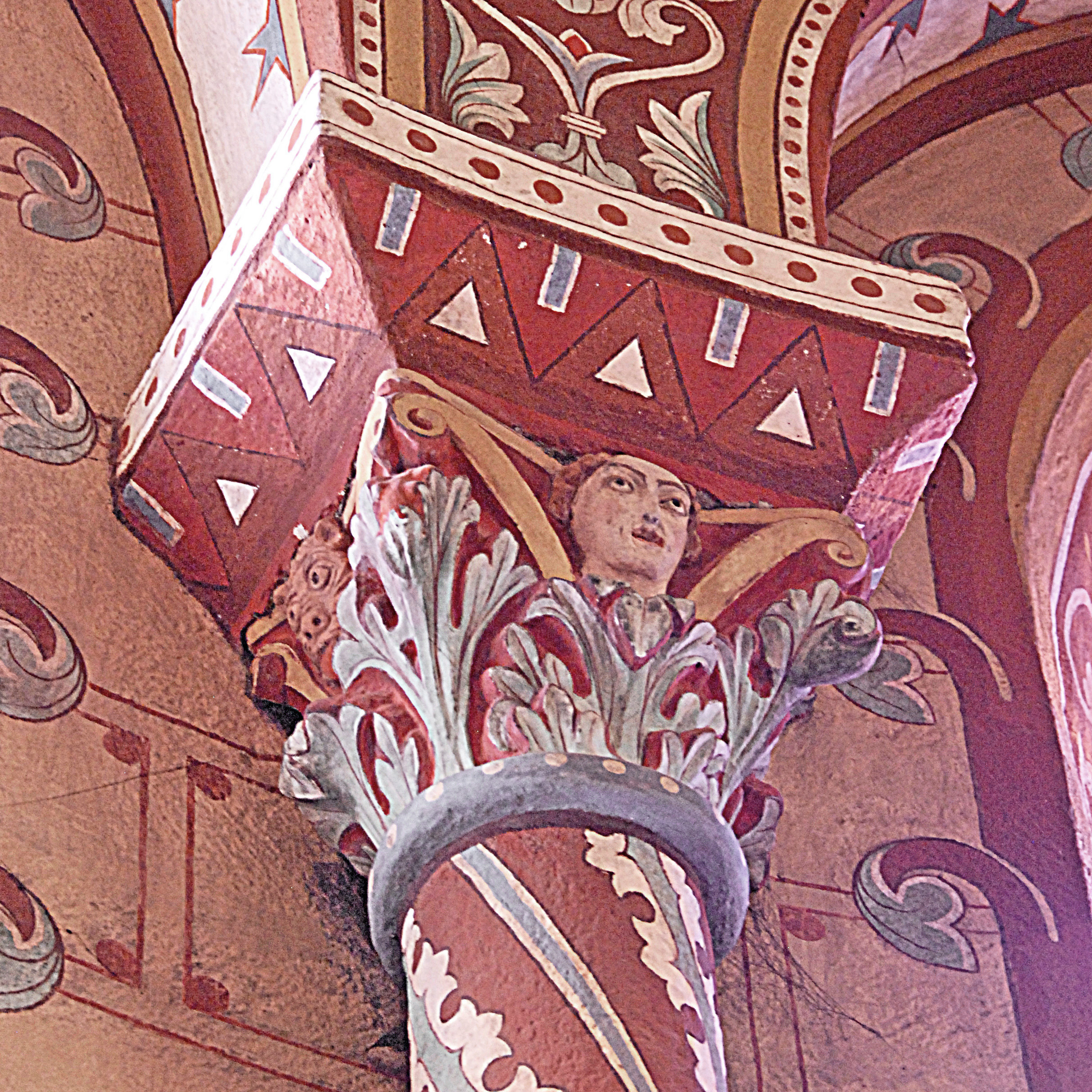
Gesicht und Fratze in Rankenwerk
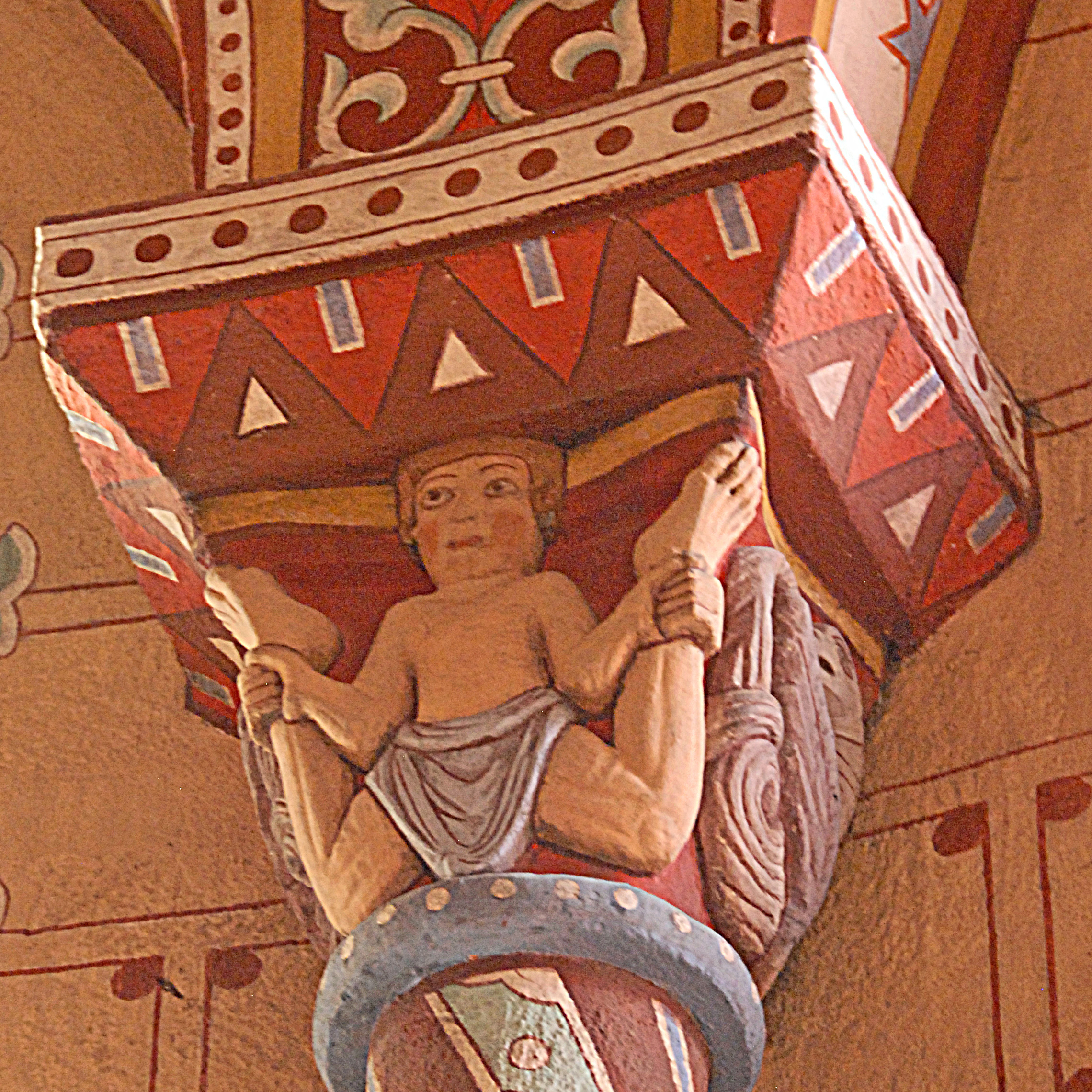
Akrobat
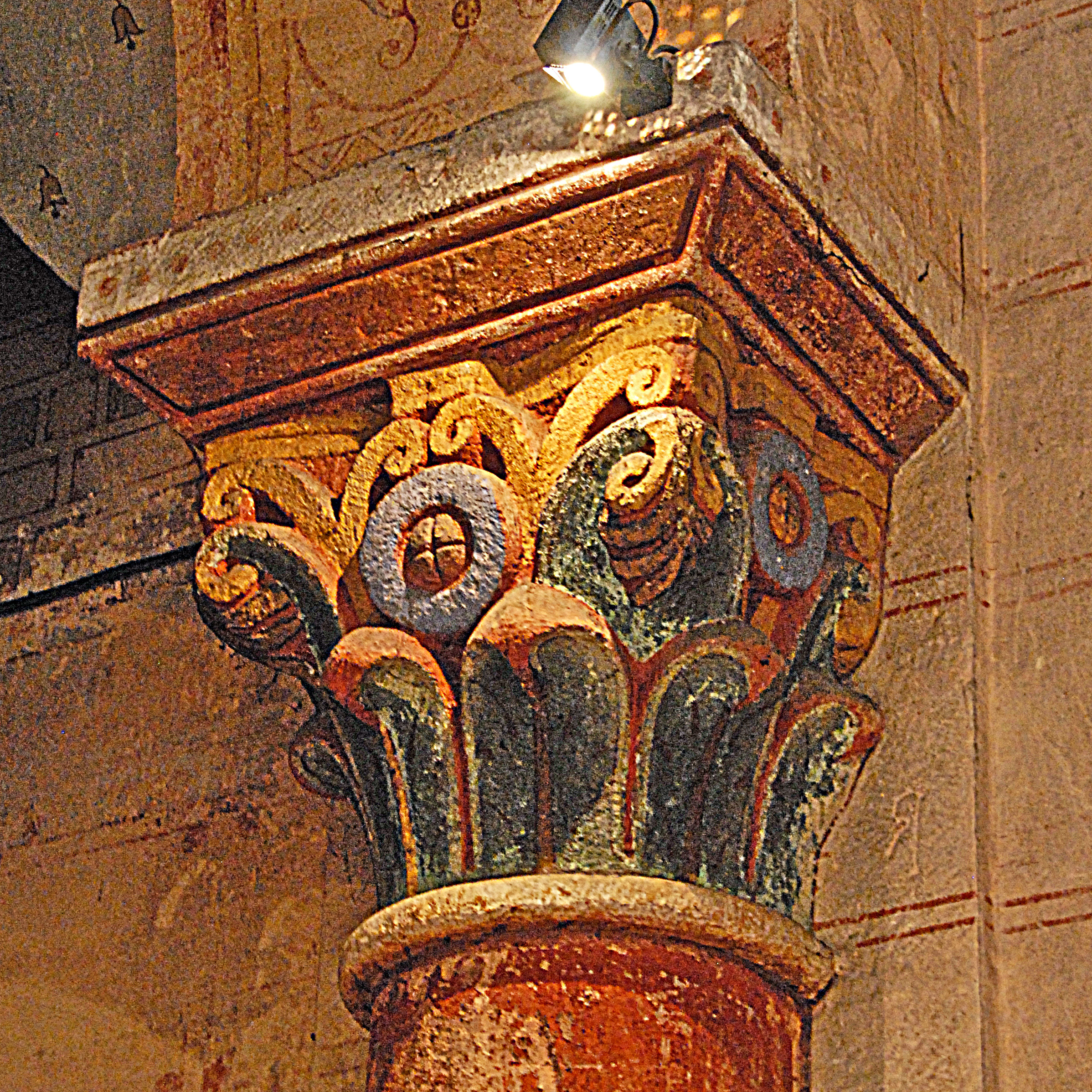
Pflanzliche Skulptur
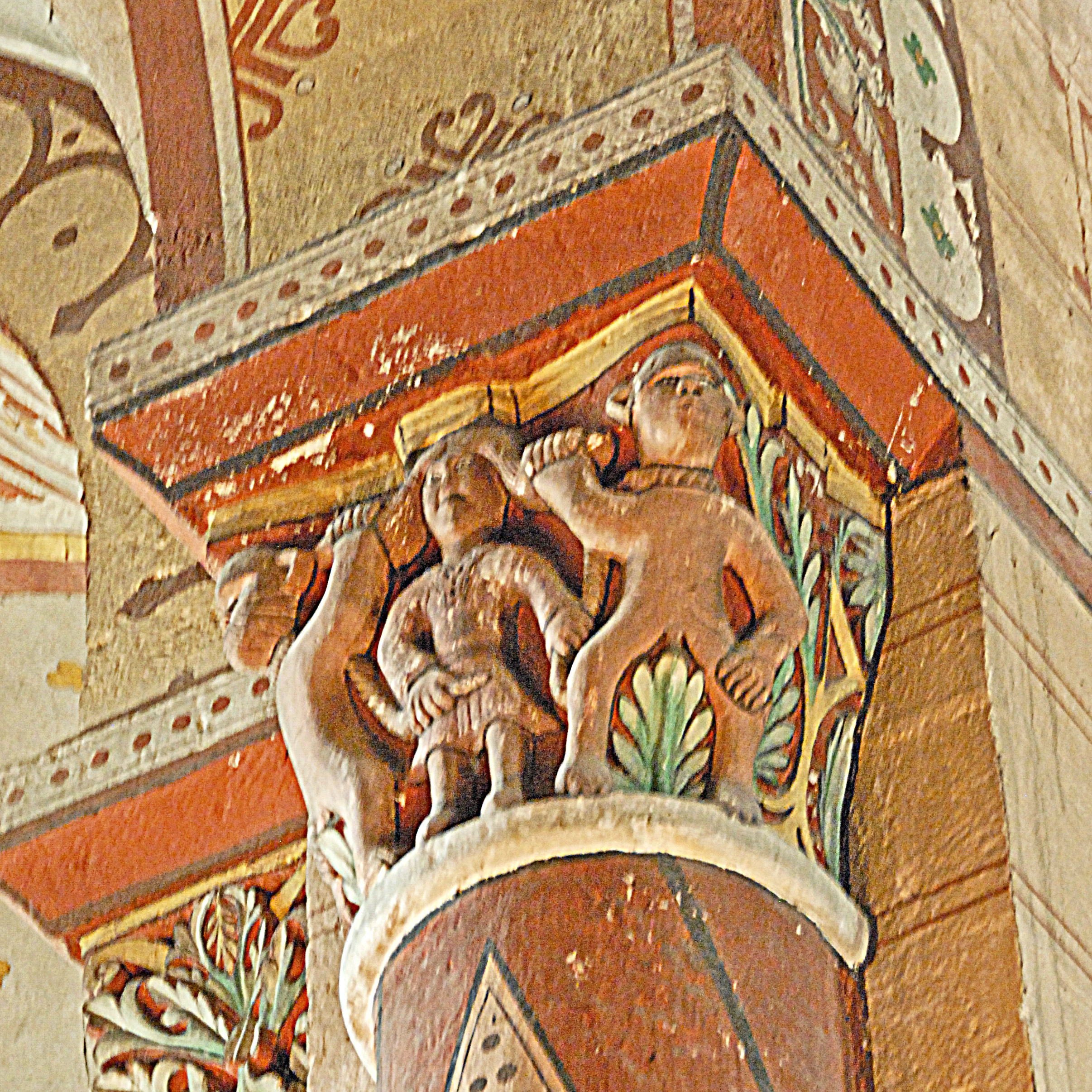
Frau mit 2 Gefangenen, die an ihrem Haar zerren
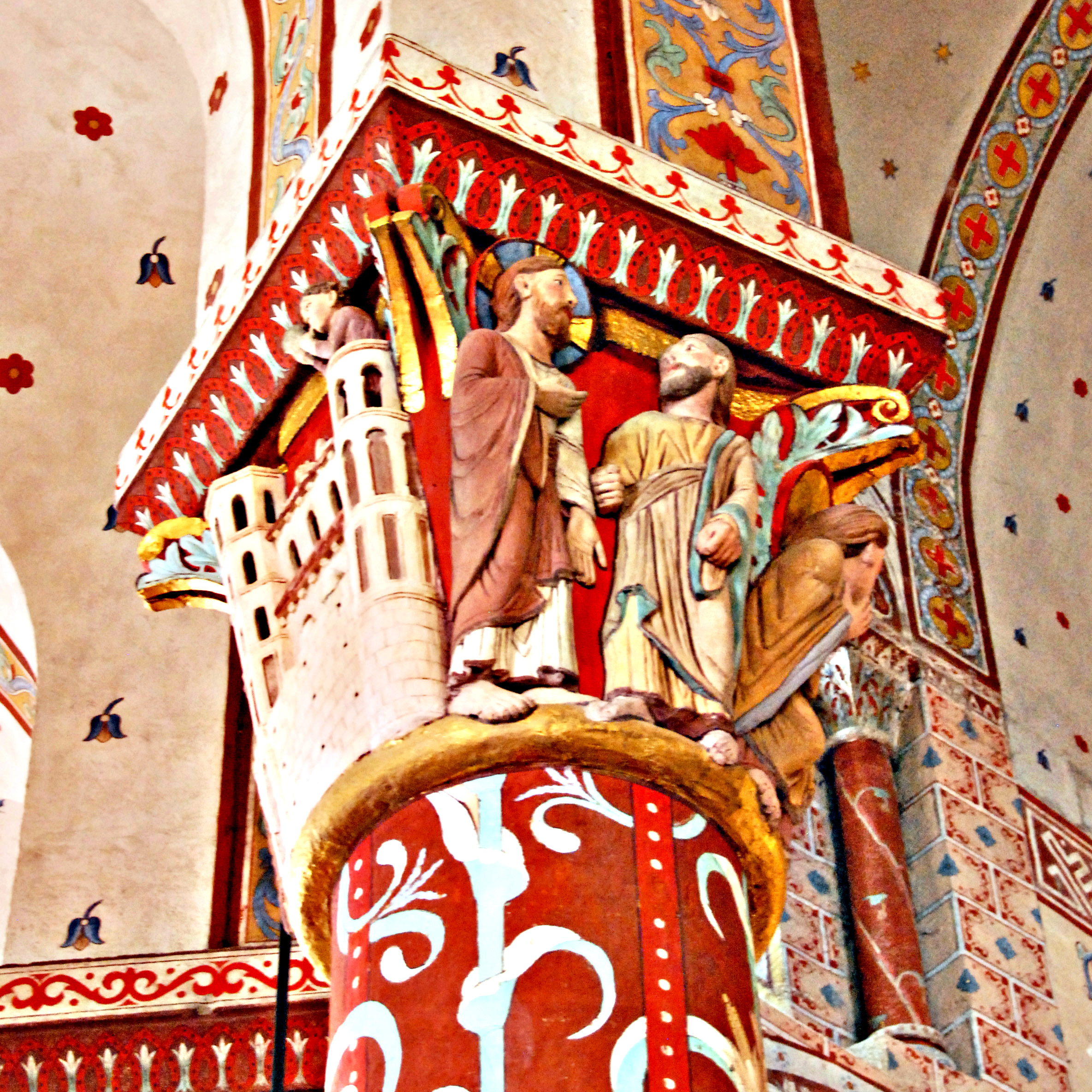
Kapitell 4: Christus erscheint Jüngern, links himmlisches Jerusalem
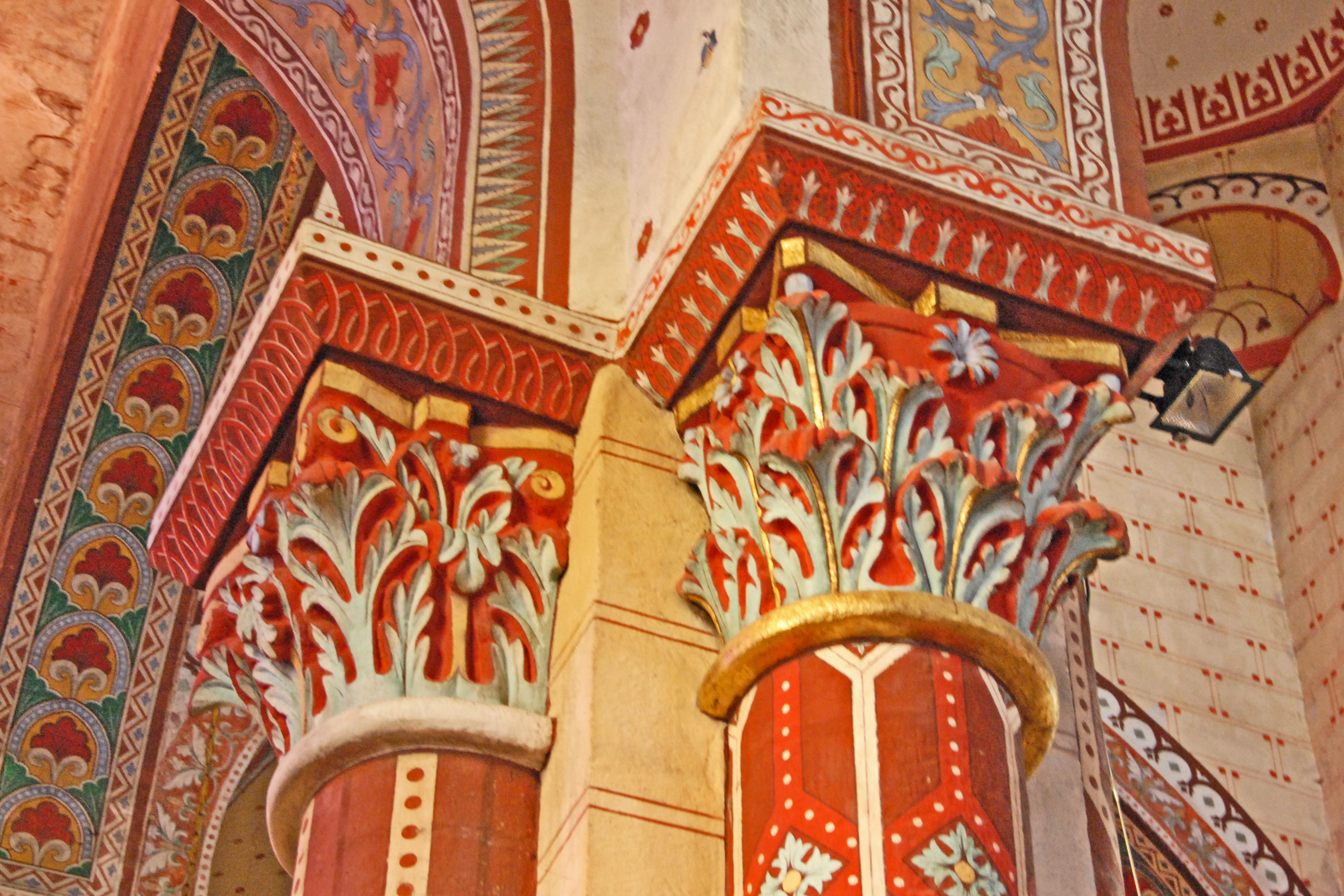
Pflanzliche Skulptur: Akanthusblätter

#### Glasmalereien
In den Fenstern finden sich Bleiverglasungen mit kunstvollen Glasmalereien vom Ende des 19. Jahrhunderts. Sie erzählen über das Leben des heiligen Austremonius und des heiligen Josef.

Galerie Glasmalereien
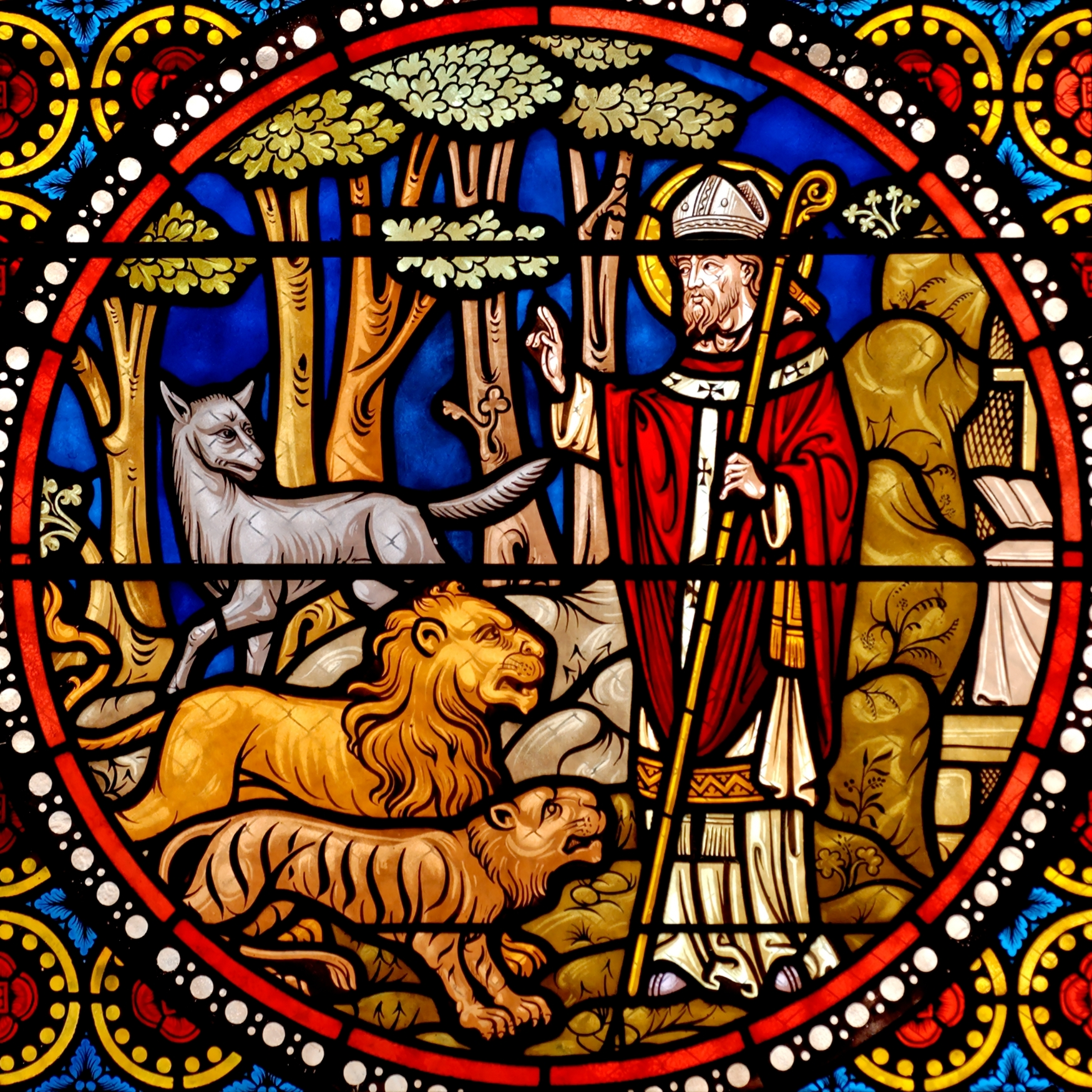
Saint-Austremoine mit wilden Tieren
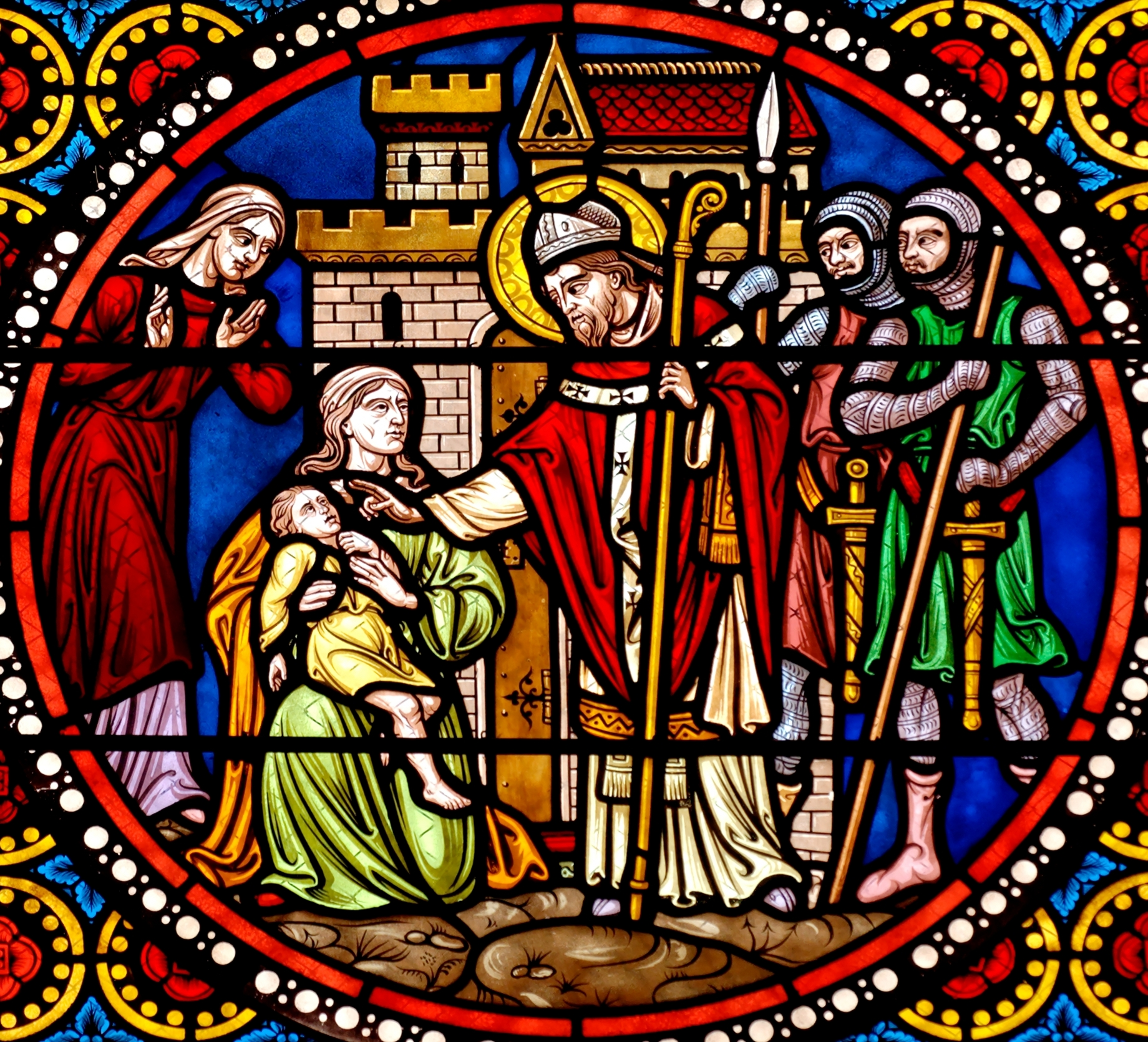
Saint-Austremoine segnet ein Kind
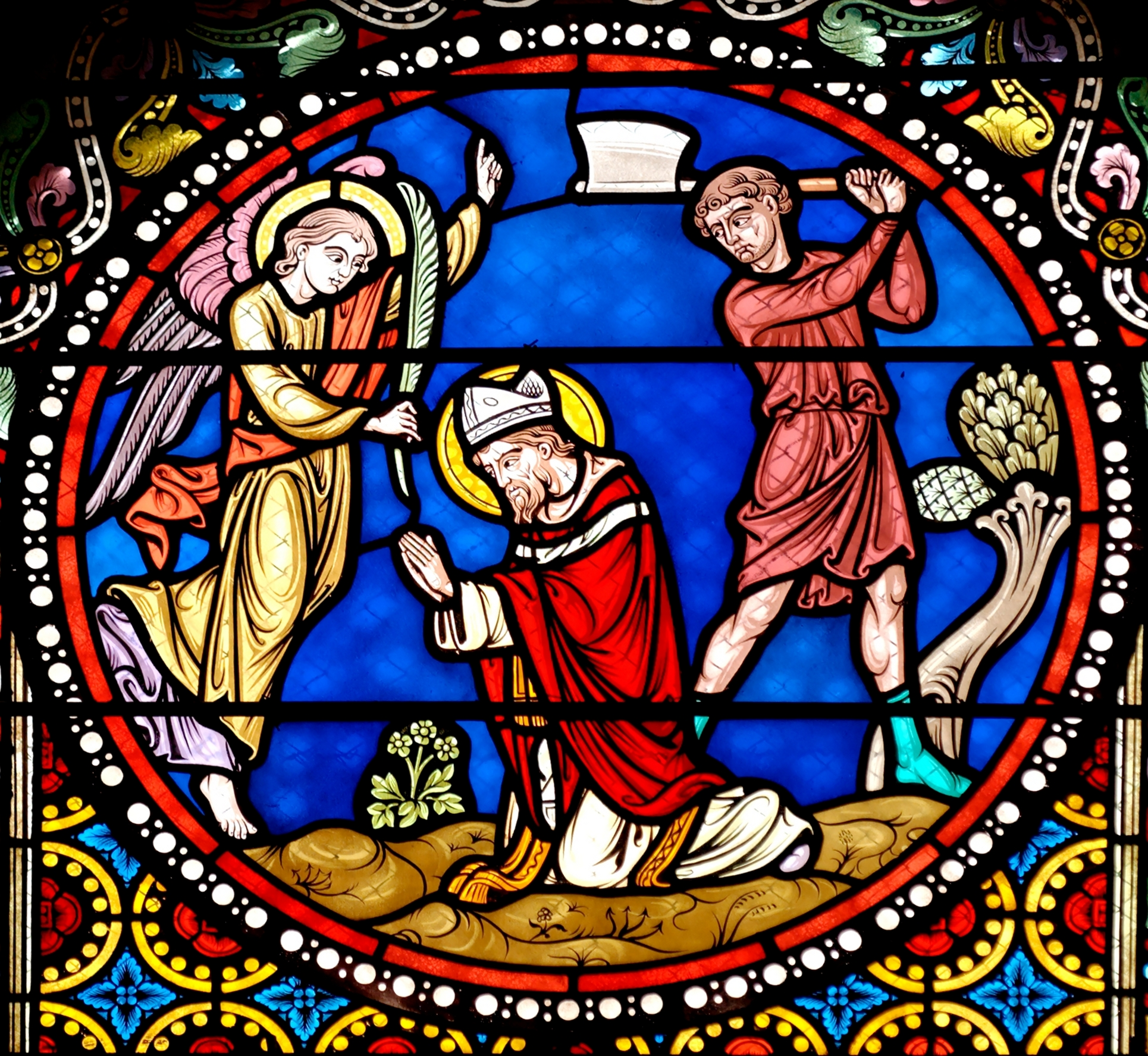
Martyrium des Saint-Austremoine
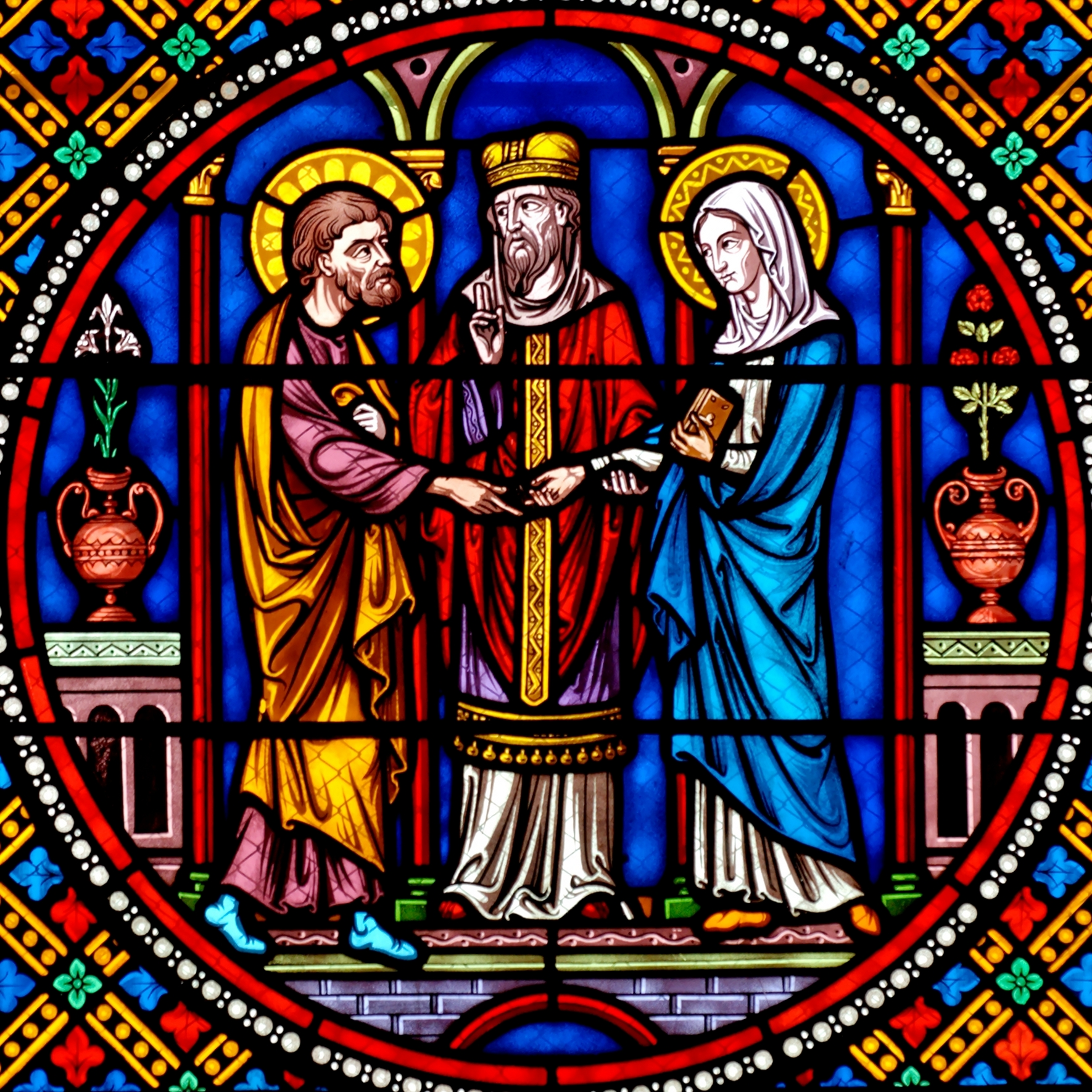
Josef heiratet Maria
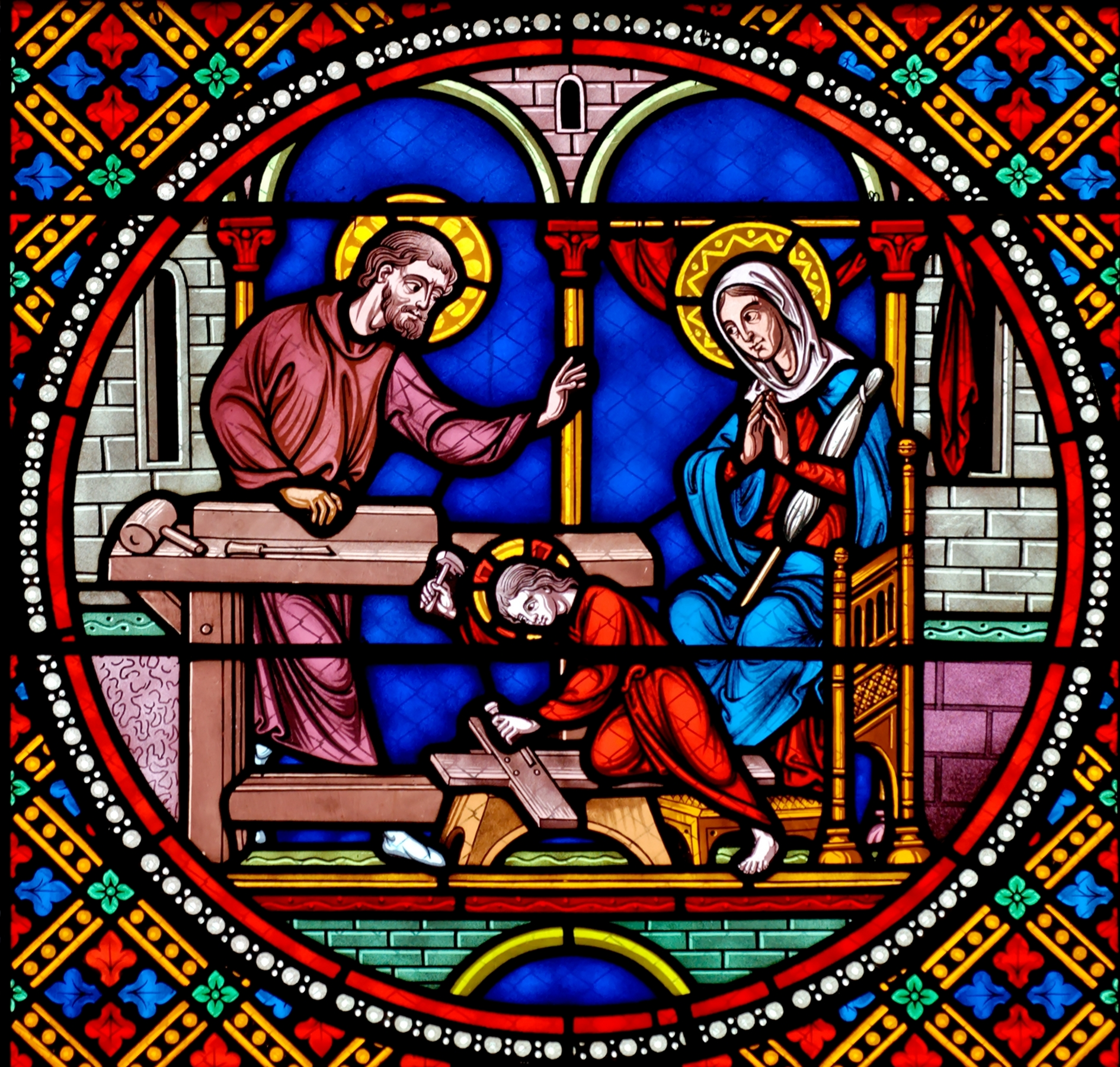
Die heilige Familie
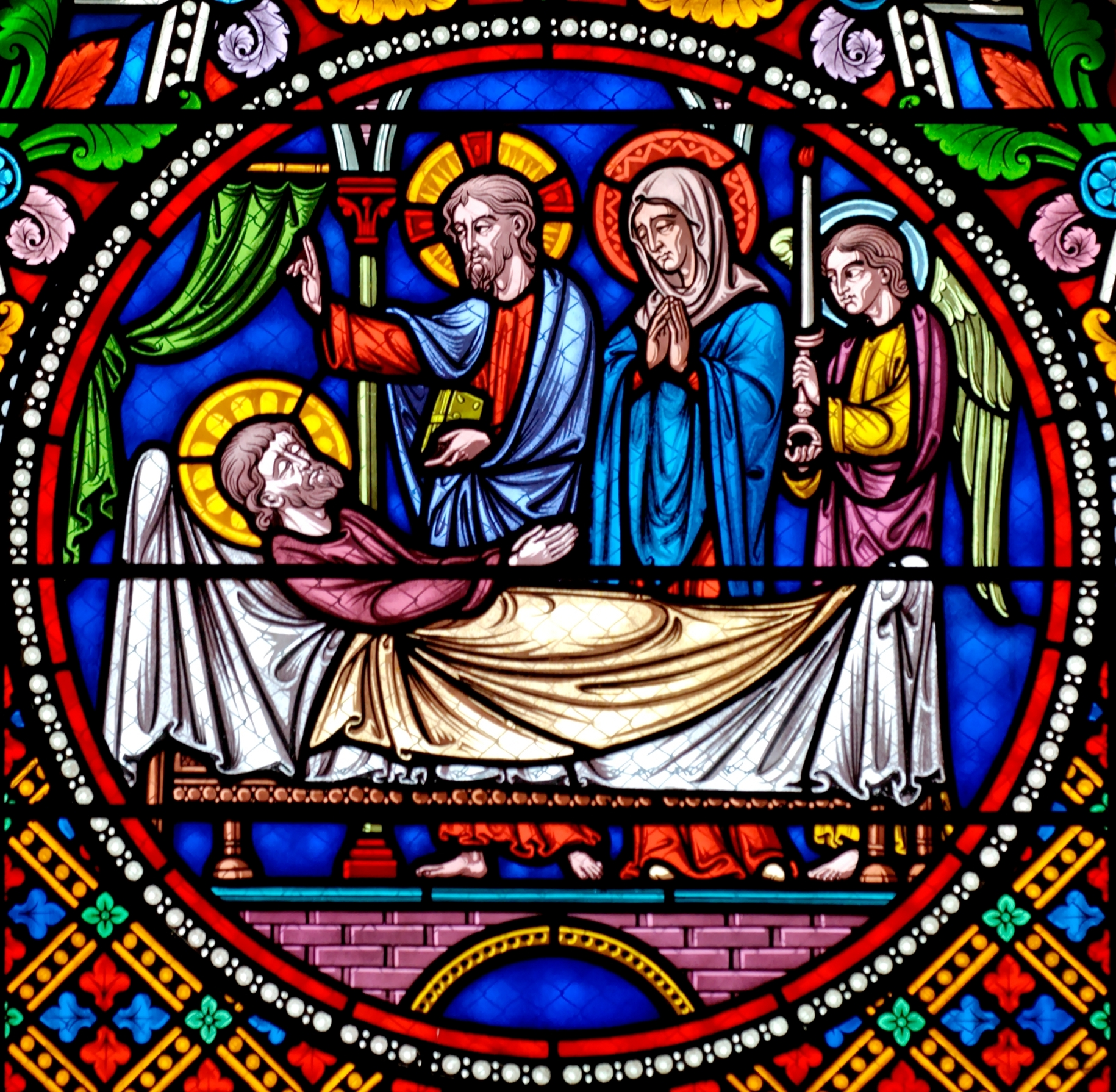
Tod des heiligen Josef

#### Krypta

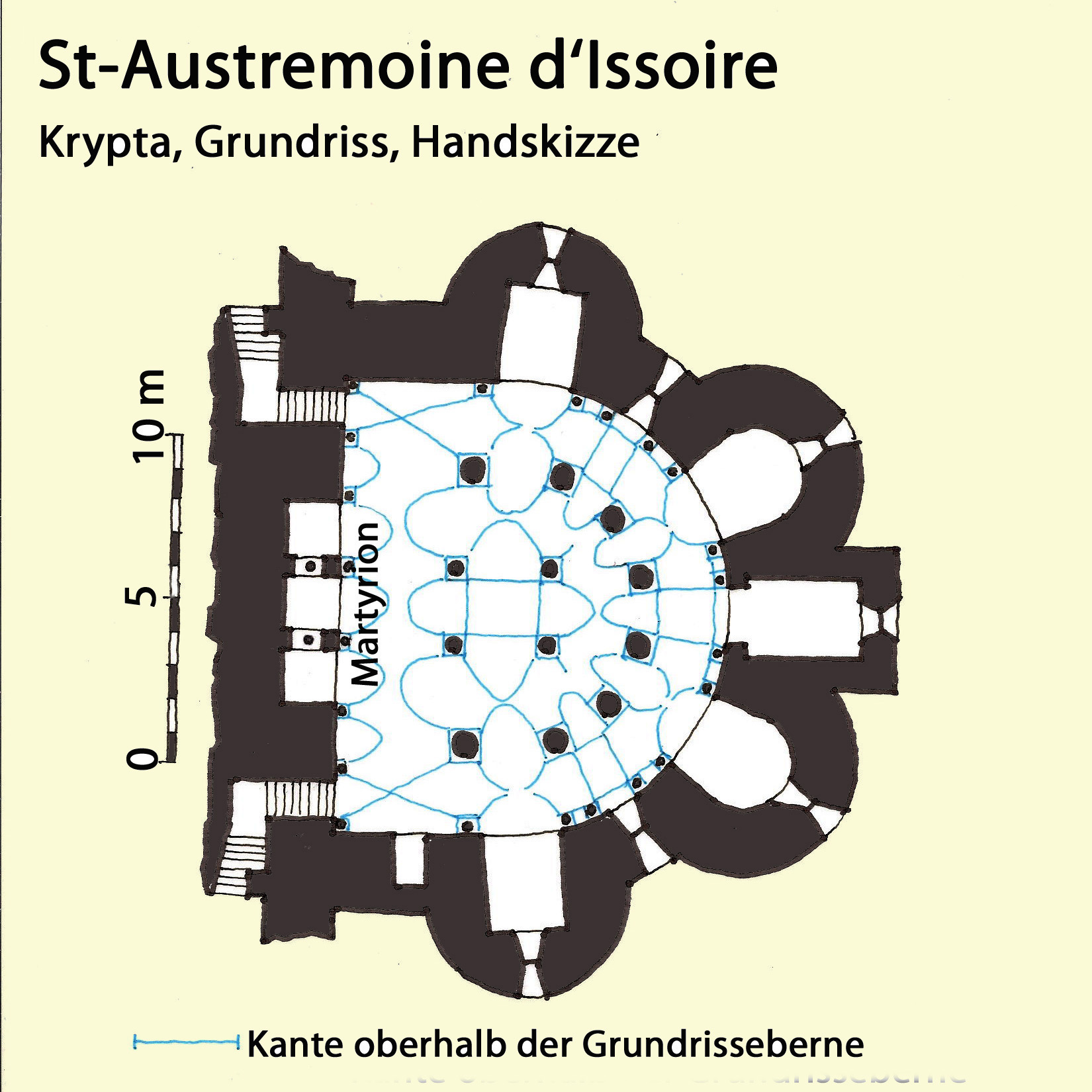
St-Austremoine d’Issoire, Krypta, Grundriss

Das Chorhaupt von St-Austremoine mit seinem Kapellenkranz ruht auf einer weitläufigen halb unterirdischen Krypta. Man erreicht sie über beidseitig der östlichen Vierungspfeiler gelegene Treppen. Dieses architektonische Kunstwerk haben die Anstreicher des 19. Jahrhunderts mit ihren grellen Putzmalereien verschont. Acht gedrungene Säulen entsprechen denen der Chorapsis und werden wie diese vom Chorumgang umschlossen. In der Mitte unterstützen vier zusätzliche im Quadrat angeordnete Säulen den Boden des Altarraumes. Das im Scheitel mit etwa 3,80 Meter hohe Gewölbe besteht bis auf vier Stellen aus Kreuzgratgewölben. An diesen ist es durch große plane viereckige Steinplatten ersetzt worden. Drei der fünf dickwandigen Kranzkapellen weisen innen leicht rechteckige Grundrisse auf, nicht nur die Scheitelkapelle, sondern auch die beiden äußeren.
Im Westen liegen unter der breiten Treppe zum Chor und zwischen den Zugangstreppen drei fast quadratische Nischen, die als Martyrion oder Confessio bezeichnet werden. Sie dienten zur sicheren Aufbewahrung von Reliquien hinter verschließbaren Gittern. Sie konnten meist auch durch Öffnungen in den Treppenstufen, die so genannten Fenestella, bei Kerzenschein eingesehen werden, wenn die Krypta verschlossen war.
Im vergangenen Jahrhundert hat man dort einen kleinen kunstvoll gearbeiteten Emailleschrein aus Limoges aufgestellt, den ein Priester von Issoire im 19. Jahrhundert erworben hatte, um darin die Gebeine des Schutzpatrons Saint-Austremoine aufzubewahren. Auf ihm sind die heiligen Frauen am Grab Christi und seine Erscheinung vor Maria Magdalena dargestellt, was darauf hindeutet, dass er auch ursprünglich Reliquien enthielt. Ihre Zeichnung und Farben sind prachtvoll. Die einzelnen Felder sind nur 17,2 × 9,6 Zentimeter groß. Der Schrein wurde vermutlich Anfang des 8. Jahrhunderts gefertigt.
Der Grundriss der Krypta von St-Austremoine d’Issoire entspricht bis auf eine Ausnahme fast dem von Notre-Dame d’Orcival oder auch von Notre-Dame-du-Port de Clermont-Ferrand. Hier schmückt ein Kreis von immerhin 22 schlanken Säulen die Wände des Chorumgangs. Auch in der Krypta wollten die Benediktiner der Abtei von Issoire die älteren Kirchen an Pracht übertreffen. In die kräftige Deckplatte eines der Kapitelle auf der Südseite wurde ein Monogramm eingemeißelt, dass angeblich für AUSTREMONIUS stehen soll.